# Maciço Calcário Estremenho
O Maciço Calcário Estremenho (MCE), também chamado Maciço Estremenho, ou Maciço de Porto de Mós, é uma unidade geomorfológica elevada situada entre Ota até Coimbra, na Região do Centro de Portugal, que integra o Sistema Montejunto-Estrela. Apresenta-se como um grupo compacto de montanhas, composto de serras e planaltos. Corresponde a um grande bloco de calcários jurássicos com cerca de 160 milhões de anos. Encontra-se acima da Bacia do Tejo, da Plataforma Litoral e do sinclinal de Ourém. Tem uma superfície de aproximadamente 800 km2. É formado pelos relevos calcários da Serra dos Candeeiros, do Planalto de Santo António, do Planalto de São Mamede e da Serra de Aire.
Para além destas grandes sub-unidades de origem estrutural, o Maciço estende-se sob variadíssimas formas resultantes dos movimentos tectónicos, da erosão da terra e da corrosão do calcário em toda a sua extensão, entre as quais a mais vasta é a Plataforma de Fátima (Serra da Senhora do Monte, Cabeço da Maúnça, Cabeço dos Moinhos, Santa Catarina da Serra), no prolongamento do Planalto de São Mamede (de que faz parte), a noroeste da Serra de Aire, junto com os lapiás (Penedos Belos, Covas, Chainça, Covão Alto), as dolinas (Covão do Feto e Cova da Iria), as uvalas (Chão das Pias), os poljes (Mira-Minde) e os canhões cársicos (Alviela).
Devido à presença importante de solos calcários, existem mais de 1500 grutas repertoriadas no Maciço Calcário Estremenho. O Maciço é uma importante reserva de água doce. Constitui a região cársica mais importante do país. Nele se registam as maiores altitudes e os declives mais acentuados da zona. É também uma grande "região natural" e unidade de paisagem do centro-oeste do território nacional. Pela área que ocupa e pelas suas características morfológicas e estruturais únicas, é uma das unidades geomorfológicas mais marcantes e singulares do país.
O Parque Natural das Serras de Aire e Candeeiros, área protegida de 389 km² criada em 4 de Maio de 1979 pelo Decreto-Lei Nº 118/79, está enquadrado no Maciço Calcário Estremenho, abrangendo as duas serras que lhe dão o nome e ainda o planalto de Santo António e o planalto de São Mamede.

## Principais formações do Maciço Calcário Estremenho, de Norte a Sul

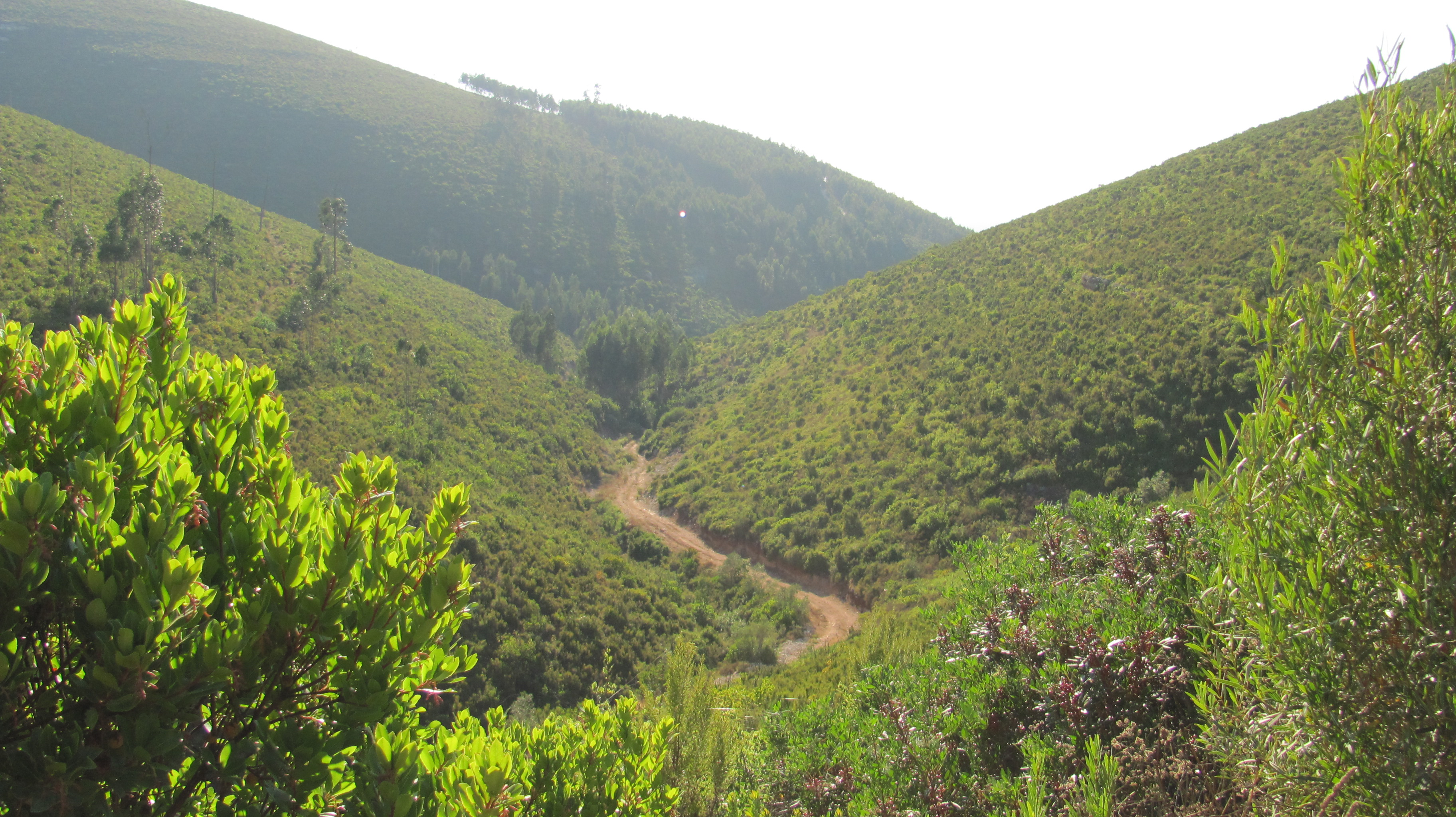
Vale da Serra da Senhora do Monte, Plataforma de Fátima, Cortes, distrito de Leiria

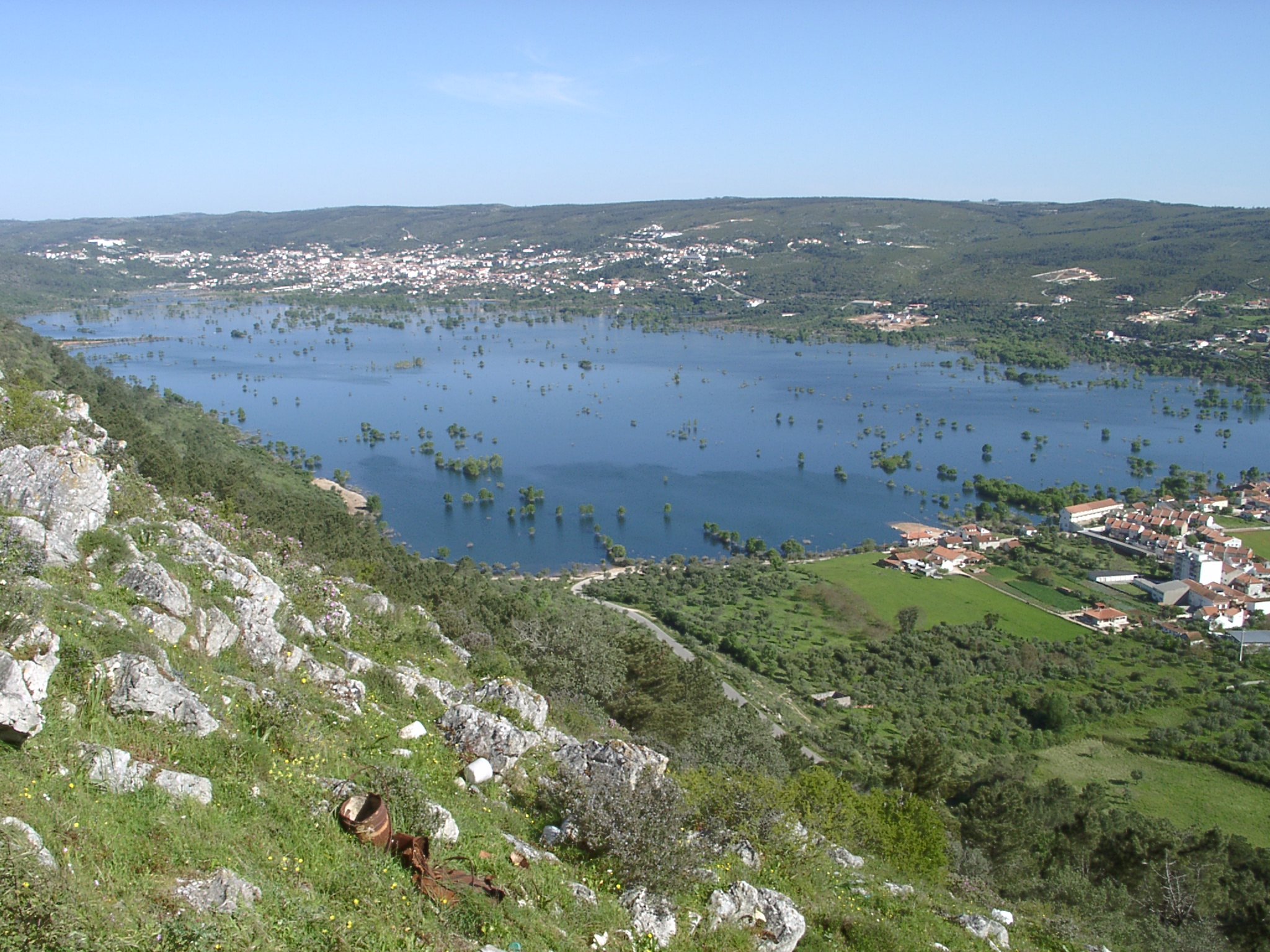
Polje de Mira-Minde inundado, Parque Natural das Serras de Aire e Candeeiros

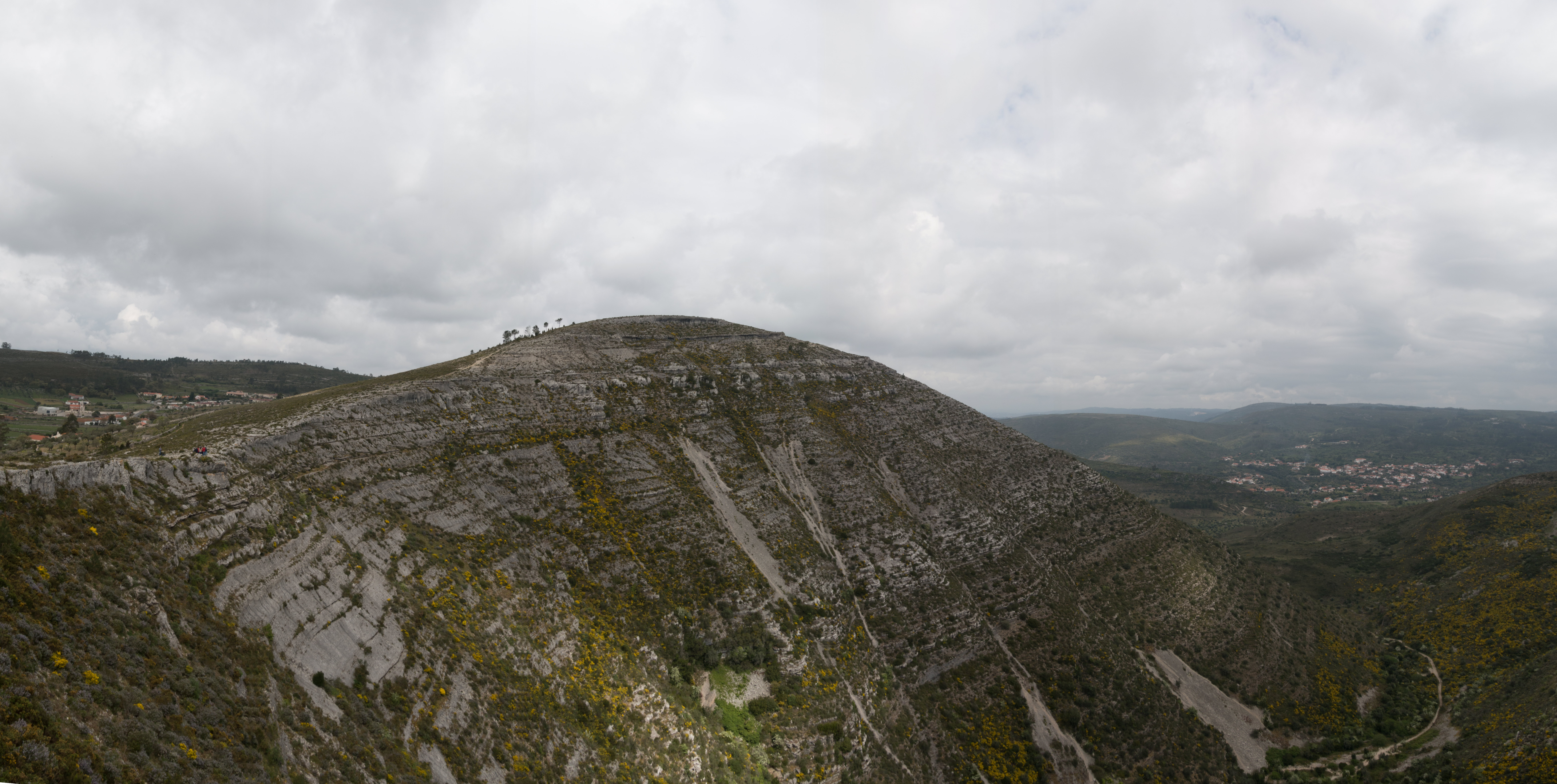
Fórnea, Alcaria, Serra de Aire (Porto de Mós)

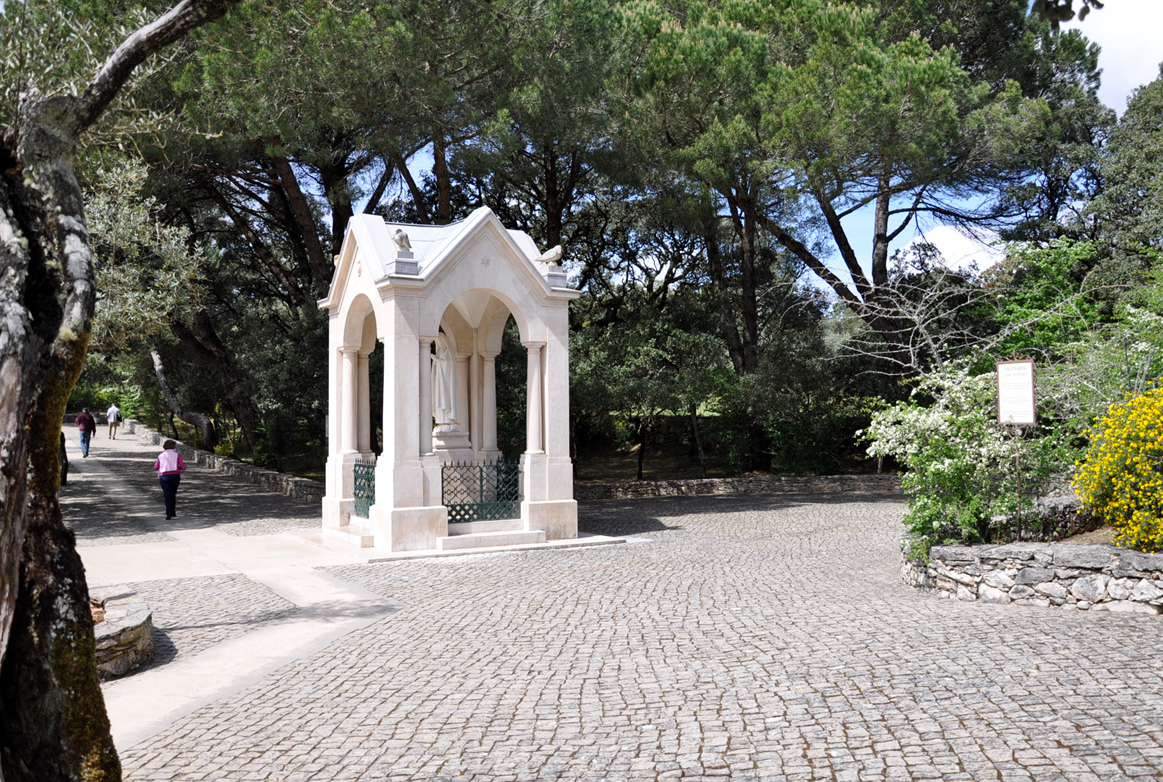
Lugar dos Valinhos (pequenos vales) de Fátima.

Embora apresentem relevos, características geológicas e paisagens diferentes, a Plataforma de Fátima, o Planalto de São Mamede e a Serra de Aire são geralmente associados numa mesma sub-unidade chamada "Planalto de São Mamede e Serra de Aire" por não existir nenhuma grande fractura que os separe (apenas uma falha, a leste).
- Plataforma de Fátima (Jurássico Superior), frequentemente incluída no Planalto de São Mamede (a norte)[2]
  - Depressões cársicas (bem marcadas) e dobras geológicas a norte da plataforma de Fátima (Planalto de São Mamede), com a formação de morros, montes, tergos e zonas de erosão (a extremo norte do Maciço, altitude max. 435 m[14])
    - Confins setentrionais da Plataforma de Fátima
      - Relevo proeminente da zona dos Pousos, parte residual do Maciço, zona de transição entre a Plataforma de Fátima e um resíduo da Plataforma litoral antiga[15] (isolada, a extremo norte do Maciço)[5]
      - Relevo proeminente em estructura monoclinal formado pela cadeia de morros que vai de Famalicão (resíduo da Plataforma Litoral antiga[5][15]) ao Arrabal (Plataforma de Fátima, limite norte)[5][16][17]
      - Relevo proeminente formado pela cadeia de morros que vai da Amoreira à Torre[16] (linha de superfície de erosão[5])
      - Relevo proeminente formado pela cadeia de morros que vai da Barreira às Garruchas, frente à Serra da Senhora do Monte, do outro lado do vale do Lis[14][16] (300 a 350 m).

    - Serra da Senhora do Monte

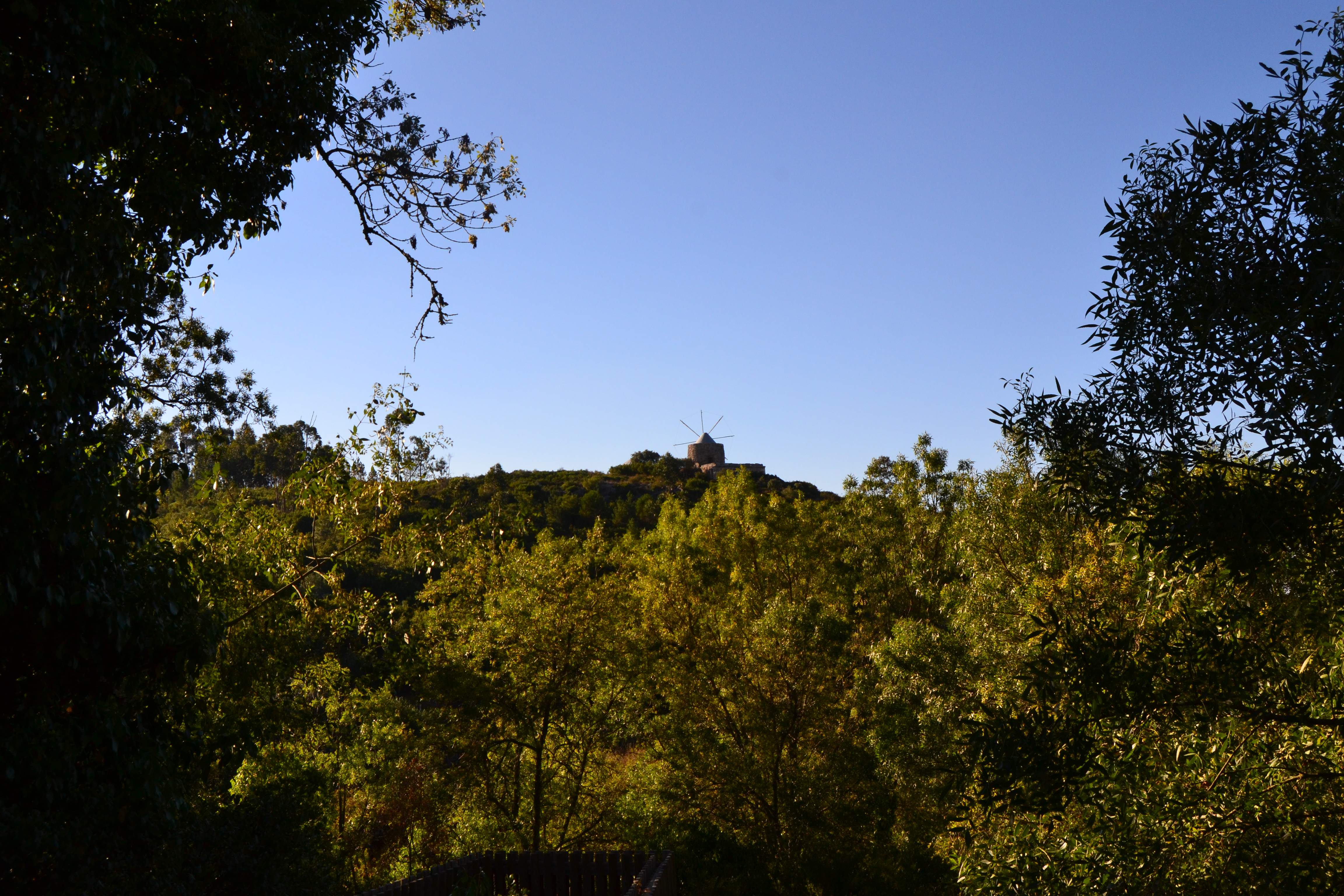
Serra de Aire

      - Nascente cársica do rio Lis (400 m)
      - Vale da Nascente do Lis (nas vertentes da Serra cortadas pela nascente do Lis)[18]

    - Cabeço da Maúnça (435 m no vértice geodésico de Maúnça[19])
      - Lagoa do Boi
      - Lagoa do Barçal

    - Escarpa da falha do Reguengo do Fetal[19]
    - Cabeço dos Moinhos

  - Plataforma de Fátima (a norte, no prolungamento do Planalto de São Mamede, em que é muitas vezes incluída, a noroeste da Serra de Aire)
    - Dolina da Cova da Iria (onde se situa o Santuário de Fátima)
    - Lapiás da Chainça
- Planalto de São Mamede , às vezes associado à Serra de Aire[3][5][19] (a norte e centro, altitude max. 523 m[19])
  - Serra do Alqueidão[19]
- Serra de Aire (a leste, 678 m[14])
  - Cabeço de Santa Marta (Moitas Venda, Alcanena)
  - Nascente cársica do rio Almonda (leste)[16]
  - Cabeço dos Carvalhos
- Polje de Alvados, grande depressão que separa o Planalto de São Mamede do de Santo António e da Serra dos Candeeiros (centro)
- Polje de Minde-Mira, grande depressão que separa o Planalto de São Mamede e a Serra de Aire do Planalto de Santo António (leste)
- Planalto de Santo António (a sul e centro)Serra de Aire
  - Nascente cársica do rio Lena[16][20][21] (noroeste)
  - Fórnea, 525 m de encosta abrupta (norte do Planalto de Santo António)
  - Covão do Feto (a nordeste do Planalto de Santo António)[22]
  - Serra de Santo António (a leste do Planalto de Santo António[14])
    - Gruta de Santo António

  - Cabeço das Pombas (no centro do Planalto de Santo António)
    - Lapa dos pocilgões

  - Lapiás Penedos Belos
  - Serra Ventosa
  - Uvala de Chão das Pias
  - Cânion cársico do rio Alviela
  - Nascente cársica do rio Alviela (a suleste do Planalto de Santo António)[16][23][24]
  - Gruta Algar do Pena (a sul do Planalto de Santo António)[24]
  - Serra de São Bento[21] (a oeste do Planalto de Santo António[14])
    - Cabeço dos Alecrineiros (541 m)
    - Cabeço da Carrasqueira (542 m)
    - Cabeço das Fontainhas
    - Cabeço do Monteirinho
    - Vale dos Carvalhos (483m)
    - Costa da Mendiga
      - Algar dos Carvalhos (cavidade, -30 m)

    - Falha do Vale dos Carvalhos
    - Falha do Vale do Casal Botão
    - Falha do Vale da Fonte da Pipa
    - Falha da Costa da Mendiga

  - Superfície horizontal (a sul do Planalto de Santo António)
- Polje de Mendiga e nível de Murteira-Carvalheiro (a sul oeste)[5]
  - Polje de Mendiga, grande depressão que separa o Planalto de Santo António da Serra dos Candeeiros[25]
  - Nível de Murteira-Carvalheiro (a sul)
  - Zonas de erosão (a sul do Maciço)
- Serra dos Candeeiros[5] (a oeste, 487 m[14])
  - Bezerra (a leste da serra)
  - Serra da Pevide (a leste da serra)
  - Cabeço Deus (a oeste da Serra[26])
  - Cabeço dos Carris (a oeste da Serra[26])
  - Vale Grande (a sul da Serra)
  - Dolinas do Arrimal (a leste da serra)[22]
  - Lagoas do Arrimal (a leste da serra)
    - Lagoa Pequena e poços
    - Lagoa Grande e poços
    - Lagoa da Portela de Vale de Espinho

  - Marinhas de Sal (a sul da serra)[24]
  - Cabeço dos Três Moinhos (a extremo Sul da Serra)
  - Nascente cársica do rio Alcoa, ou rio de Chiqueda (a oeste)[16]
  - Nascente do rio Maior (rio salgado)
  - Nascente da ribeira das Alcobertas
  - Nascente do rio do Penegral

## Geografia
A área abrangida pelo Maciço Calcário Estremenho procede toda de um mesmo sistema climático e hidrográfico (aquífero).

### Clima
O Maciço Calcário Estremenho apresenta um clima de transição entre influências mediterrâneas e atlânticas. A insolação atmosférica (ou seja o número de horas de sol descoberto) é de cerca de 2350 horas por ano[carece de fontes?]. O valor mensal de insolação pode ser três vezes maior no Verão, em relação aos meses de Inverno. A precipitação média anual varia entre 900 mm e 1300 mm. Na região da Serra de São Bento, oscila entre os 1000 e 1500 mm. Podem ocorrer geadas, normalmente entre o fim do Outono e o fim do Inverno.

### Recursos hídricos

#### O maior reservatório subterrâneo de água doce do país

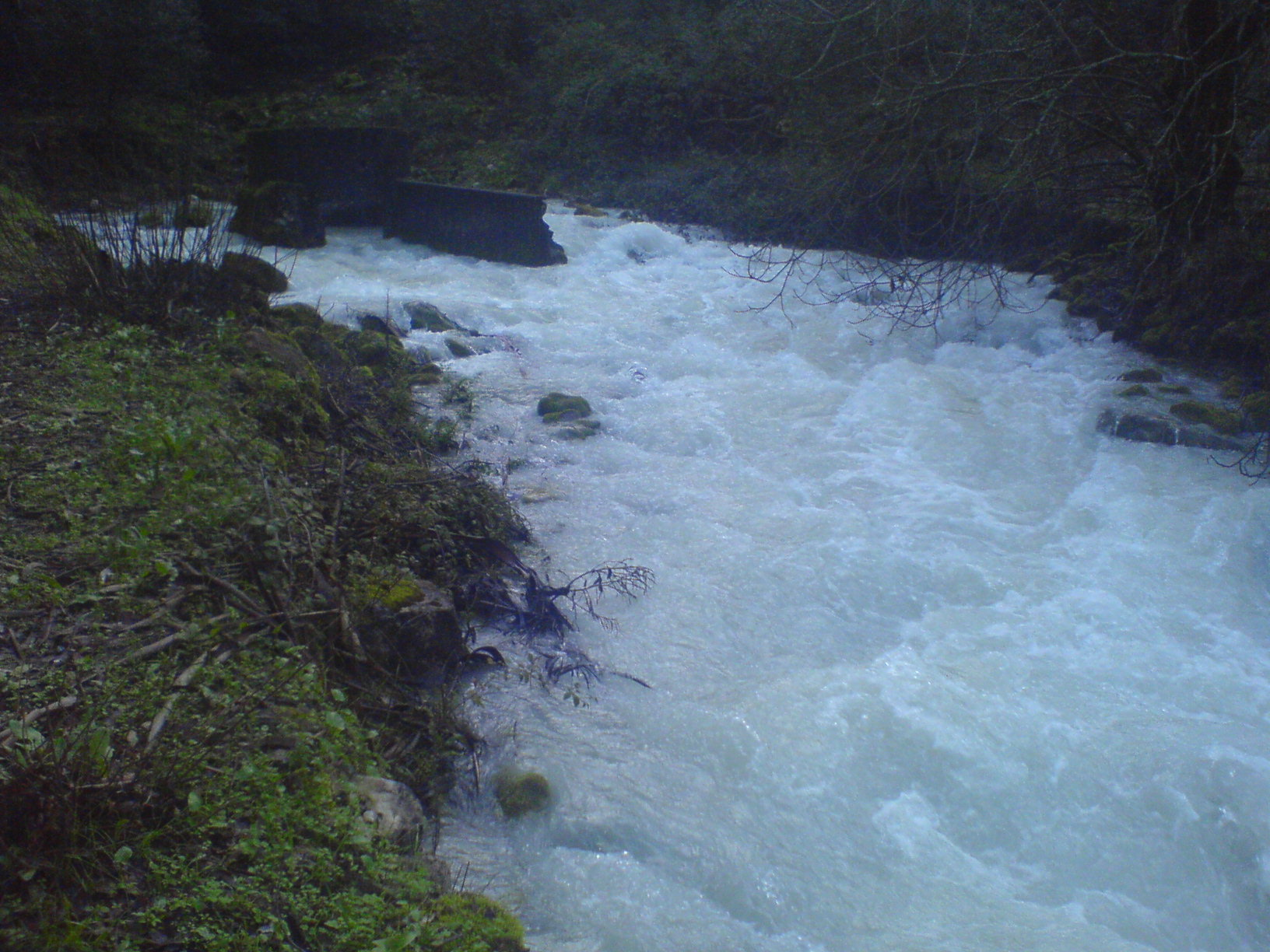
Nascente do rio Lis

A água, pouco visível à superfície, abunda no subsolo, fazendo do Maciço Calcário Estremenho um dos maiores, ou mesmo o maior reservatório subterrâneo de água doce do país. Este reservatório que vai de Rio Maior até Porto de Mós e conta com cerca de sessenta e cinco mil hectares, é alimentado principalmente por águas pluviais. A chuva, que se infiltra rapidamente no subsolo, forma ribeiras subterrâneas, restituindo depois o excedente à superfície, formando nascentes cársicas. A extensão das zonas mais aplanadas dos topos dos cabeços e a proliferação de pequenas zonas depressionadas nos espaços envolventes permitem uma extensa área de infiltração pluvial (por exemplo nos sumidouros das Fontainhas, Serra de São Bento).

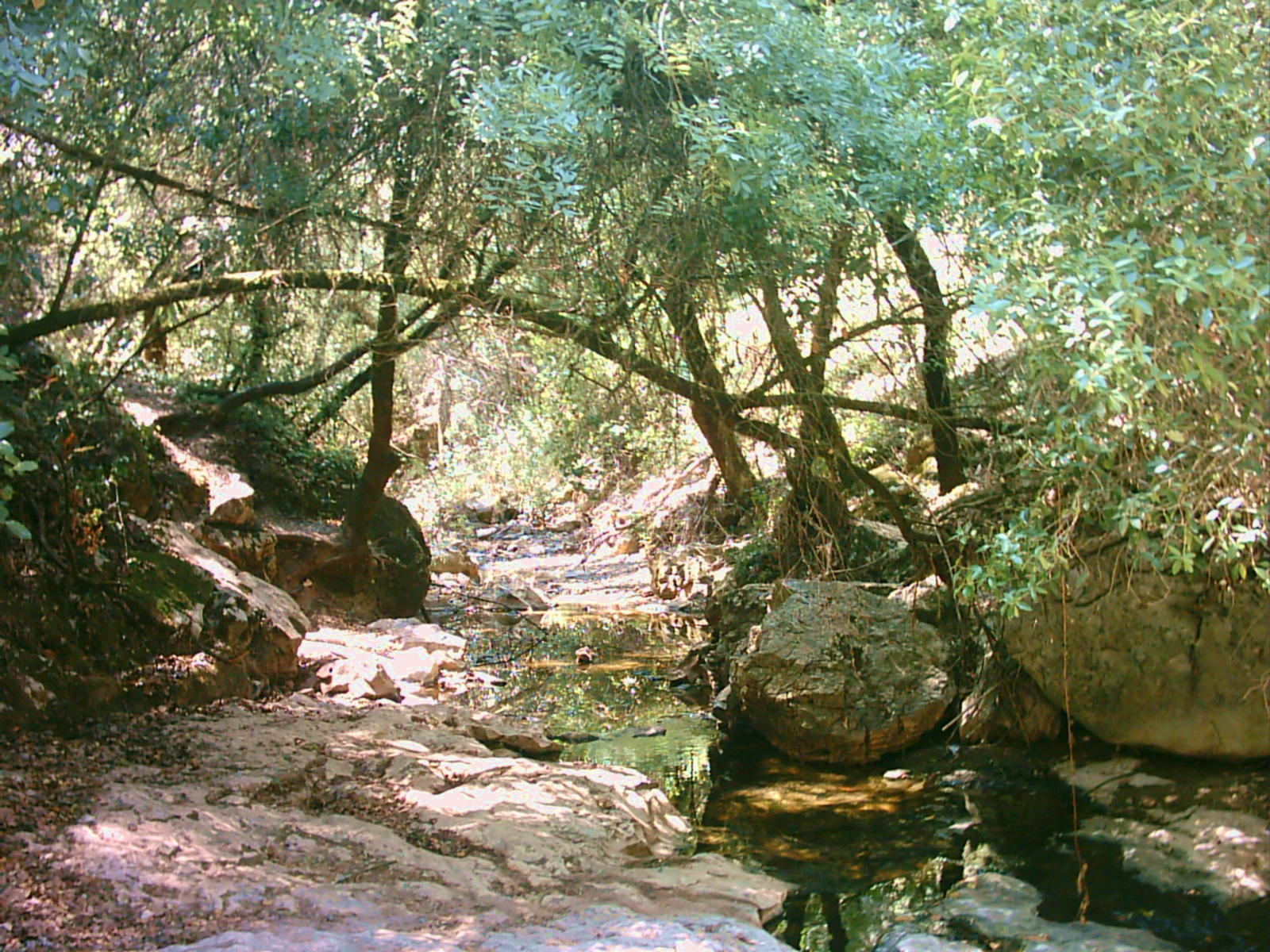
Nascente do rio Alviela

Exemplo deste fenómeno é a nascente dos Olhos de Água do rio Alviela, a mais importante de todas e alvo de captação por parte da EPAL para fornecimento de água a Lisboa desde 1880. Do mesmo modo, o sistema hidrografico montanhoso dá origem à nascente do rio Lis, uma das grandes fontes do Maciço, situada no sopé da serra da Senhora do Monte (Pé-da-Serra), a 400 m de altitude, na localidade de Fontes (distrito de Leiria), que é alimentada pelo cúmulo das águas pluviais vindas dos espaços circundantes que a dominam. O rebentamento das águas na grota da nascente do Lis (quando a água jorra da grota), no Inverno, é um espectaculo tradicionalmente apreciado pela população de Cortes e pelos turistas. A rede aquífero de ribeiras subterrâneas do Maciço, extensa, esta ainda em parte por descobrir. Vários indícios apontam para possíveis ligações subterrâneas entre as regiões de Minde (concelho de Santarém) e de Cortes (concelho de Leiria), com concordância de fenómenos hídricos. As tradições orais da freguesia de Cortes affirmam que "Quando o lago de Minde se enche, rebenta a grota". Nos anos 2000, os moradores e funcionários da freguesia de Cortes têm responsabilizado em parte as fábricas de transformação de peles da zona de Minde pelos elevados níveis de poluição do rio Lis.
Devido ao escoamento das águas, ao sistema climático e hidrográfico da região, as deposições podem ser importantes nas partes baixas do Maciço, nomeadamente durante a noite. Os vales situados em contra-baixo das serras, úmidos, são frequentemente invadidos pelo nevoeiro desde o cair da noite até à manhã. A condensação do excesso de vapor na atmosfera ocasiona orvalho e geadas em quantidades importantes. A presença do Maciço explica ainda a presença de inúmeros poços, fontes, ribeiras nos flancos dos montes e nas áreas de baixa altitude circundantes, que favorecem a agricultura. Em Alcanena, no distrito de Santarém, perante uma secura extrema, devido à ausência de cursos de água superficiais, é possível seguir rios subterrâneos que correm por entre as camadas de rocha e que aqui e ali emergem à superfície - Os Olhos de Água. A aparição de água numa rocha em Fátima no início do século XX, considerada milagrosa na altura, procede provavelmente deste fenómeno natural de criação ribeiras subterrâneas características da zona.
O Maciço possui ainda das poucas salinas de origem não marinha existentes em Portugal. De especial relevo as salinas da Fonte da Bica, localizadas em Rio Maior.

#### Os rios do Maciço Calcário Estremenho

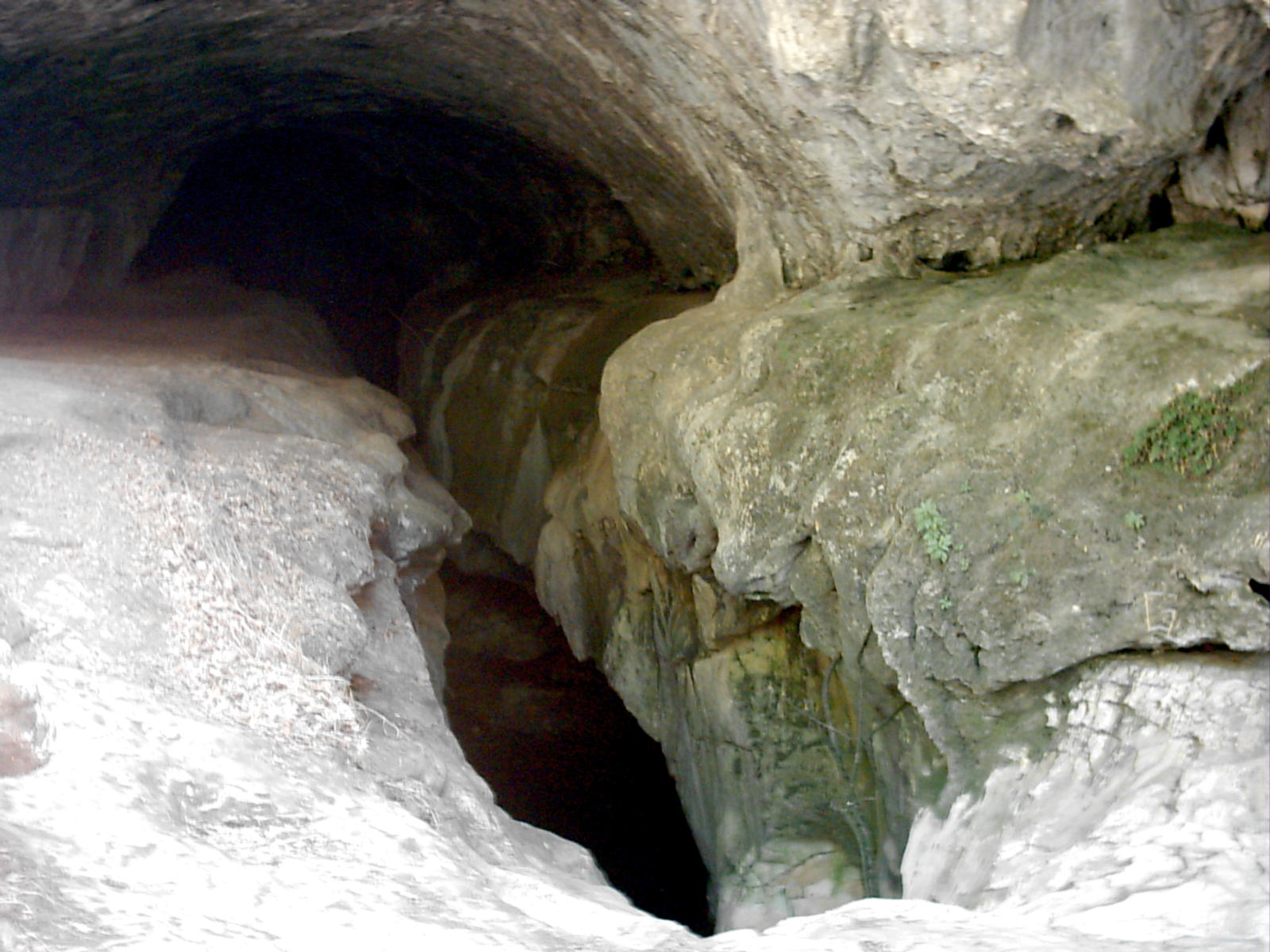
Grutas da nascente do rio Alviela

Na Serra dos Candeeiros nascem os seguintes rios:
- rio Alcoa
- rio Maior (rio salgado)
- ribeira das Alcobertas
- rio do Penegral

Na Serra de Aire nasce o rio:
- Rio Almonda

No Planalto de Santo António nasce o rio:
- Rio Lena[20][21]
  - Nascente de Olho de Água da Ribeira de Cima (permanente)
  - Nascente do Cabeço da Pedra (temporária)
  - Nascente da Tapada de Freira (temporária)

“Uma pequena área a noroeste do planalto de Planalto de Stº António, incluindo a depressão cársica de Chão das Pias, é drenada pelas nascentes do Lena, das quais apenas uma, Olho de Água da Ribeira de Cima, tem carácter permanente, sendo as restantes (nascente do Cabeço da Pedra e Nascente da Tapada de Freira, entre outras) temporárias. Esta ligação ficou provada através de traçagens, tendo como ponto de injecção o Algar da Arroteia, situado no bordo da referida depressão.”
No sopé da serra da Senhora do Monte, encontram-se as nascentes do :
- Rio Lis.[34]
  - A Nascente da grota (Fontes), a 400 m de altitude, nascente principal (a 'garóta' [grota, cavidade da nascente do rio])[18][35]
  - A Nascente das Figueiras, a maior, para além da principal[36]

As zonas de Minde ou Mira de Aire drenam para a bacia do rio Alviela, um dos afluentes do Tejo. A nascente do rio Alviela encontra-se em Louriceira, na freguesia de Malhou, Louriceira e Espinheiro, numa zona de transição entre o Maciço Calcário Estremenho e a Bacia Terciária do Tejo :
- Rio Alviela
  - Nascente de Olhos de Água (Louriceira, Alcanena)[37]

## Solos e agricultura

### Componentes geológicas

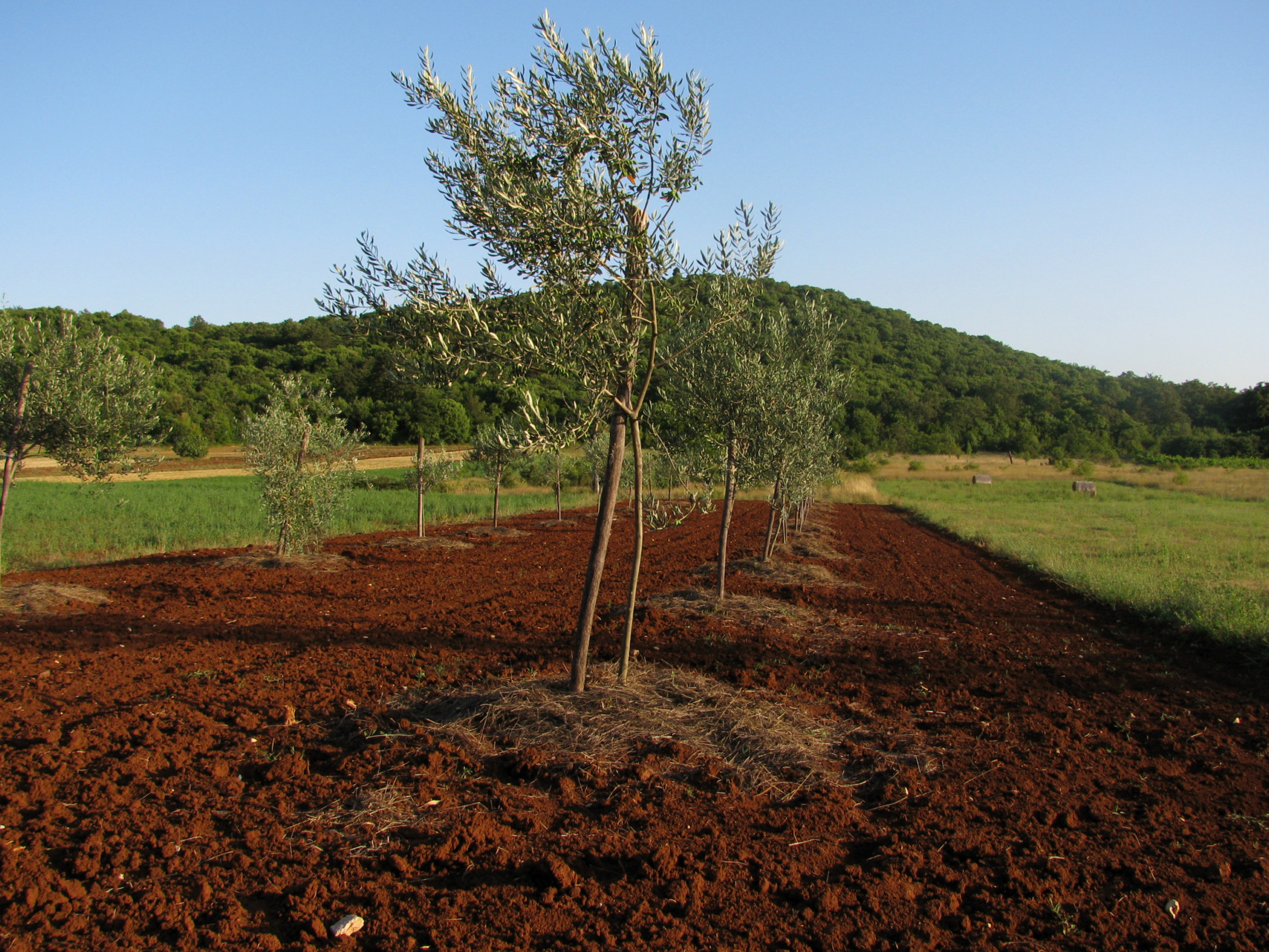
A terra rossa, um tipo de solo avermelhado muito fértil, resultado de milhões de anos de decomposição de rochas calcárias, presente nas zonas de depressão do Maciço Estremenho

Os constituintes geológicos principais do Maciço Estremenho pertencem quase totalmente ao Jurássico, com predominância dos calcários pertencentes ao Dogger (Jurássico Médio). A norte do Planalto de São Mamede, a plataforma de Fátima é composta por calcários e formações mais recentes pertencentes ao Jurássico Superior. A extremidade Suleste e Sul do maciço inclui formações Cretácicas e Miocénicas pertencentes à série de planaltos Miocénicos da Bacia Terciária do Tejo. Existem ainda no Maciço formações Plio-Plistocénicas indiferenciadas na parte suloeste da Serra dos Candeeiros, formações modernas, detríticas e de terra rossa, nos vales e depressões fechadas, aluviões modernos ao longo de algumas linhas de água e afloramentos de rochas eruptivas, como sejam doleritos e rochas afins, basaltos e brechas vulcânicas.

### Paisagem
O Maciço Estremenho apresenta uma paisagem cársica característica, com ausência de cursos de água superficiais, e frequentes escarpas, falhas e afloramentos rochosos. A rocha é um elemento sempre presente, sobretudo a rocha calcária, que ocupa mais de dois terços do Maciço. Ao longo do tempo, esta foi sendo modelada através de processos geomorfológicos pelos elementos naturais, dando origem a mais de mil e quinhentas grutas.
À superfície, outros elementos geológicos de relevo são os algares, os campos de lapiás, as dolinas, as uvalas e os poljes. O Maciço, como qualquer formação montanhosa, teve origem nos movimentos tectónicos da crosta terrestre que, após milhares de anos de movimentações das placas continentais e oceânicas, emergiu da superfície.
- Poljes:
  - Polje de Minde
  - Polje de Alvados
  - Polje de Mendiga
- Dolinas:
  - Dolinas de Arrimal

Os matos são dominantes e pontualmente ocorrem manchas florestais de produção de eucalipto e recentemente de pinheiro. As encostas apresentam um aspeto característico, "conferido por um reticulado de parcelas de terreno, compartimentadas por muros construídos com pedra seca, ocupados por olivais."
"Nas áreas mais baixas (os vales), e com maior disponibilidade de água, e de acumulação de terra rossa, surgem  áreas agrícolas (milho, vinha, batata e outras), por vezes na envolvente das habitações existentes. Destacam-se também, negativamente, as áreas de extração de inertes, que pontuam o território, particularmente a Sul da área do maciço, assumindo algumas  delas dimensões relevantes,contribuindo assim para a perda de qualidade cénica."

### Agricultura
Desde há séculos, as populações das serras do maciço travam "uma árdua luta para ganhar terreno ao solo rochoso", desenvolvendo uma série de técnicas típicas da região. A serra dos Candeeiros é particularmente pedregosa. A escassa agricultura que se lá faz, em que se aproveita a mais pequena parcela de solo arável para plantar uma videira ou uma oliveira, faz lembrar a da cultura da vinha na ilha do Pico, nos Açores. Na Serra de Aire, a oliveira, fruto do esforço humano de domínio sobre a natureza, domina a vegetação não espontânea. Em toda a parte, a agricultura é limitada a pequenas propriedades. As populações retiram as pedras do solo, para que dele se possa tirar o sustento, tornando-o arável e propício à pastorícia. Depois de recolher as pedras, moldam a paisagem com as mesmas, construindo muros de pedra solta, localmente conhecidos como "chousos", que se estendem num vasto emaranhado nas encostas, delimitando as propriedades. Há ianda os maroiços, torres de pedra em que as pedras não utilizadas nos chousos e nas cosntruções são acumuladas.  As pedras também são utilizadas para fazer pequenas construções que servem para arrecadar utensílios agrícolas e, simultaneamente, de abrigo para alguns animais de pequeno porte, como ovelhas ou cabras.
Nas partes mais baixas do maciço, a situação é sensivelmente diferente, embora as dinâmicas sejam as mesmas. Na região de Porto de Mós, a freguesia de Serro Ventoso foi noutros tempos conhecida pelas potencialidades da sua agricultura. Foi larga produtora de trigo e de vinho e abastecia em vasta escala os mercados de Lisboa e do Porto através do negócio dos galináceos e dos ovos. Atualmente o destaque das suas atividades vai para a exploração de pedreiras e para a pequena agricultura. Nesta região, nas depressões consequentes das uvalas, onde os terrenos são divididos por chousos, predominam campos de cultivo anuais, sobretudo de batata, trigo, milho e aveia. A oeste, entre Alcobaça e Porto de Mós, os carvalhos, as azinheiras e as oliveiras, árvores típicas da região, são o marco do processo de humanização levado a cabo pelos monges de Císter de Alcobaça, de que a acção foi determinante nos Coutos de Alcobaça, que abrangiam uma parte importante do maciço (Aljubarrota, Évora de Alcobaça e Turquel).
Na região de Ataíja de Cima (Alcobaça), a agricultura manteve-se, até praticamente meados do século XX, como a principal atividade e meio de sustento da população. Os tipos de culturas são aqueles que caraterizam a própria região no geral: a oliveira, a batata, a vinha, cereais como o trigo e o milho, assim como diversos tipos de hortas e leguminosas. Daqui resultam produtos agrícolas como o azeite e o vinho, que marcam pela positiva a agricultura local. Quanto ao azeite, pelo menos desde os tempos da presença dos frades cistercienses que tem sido abundantemente produzido. Prova-o a existência de um antigo lagar em Ataíja de Cima, agregado à Casa do Monge Lagareiro, datada da segunda metade do século XVIII e atualmente em ruínas, apesar de avaliada como Imóvel de Interesse Público. Ainda no concelho de Alcobaça, a economia da freguesia de Turquel tem também as suas raízes históricas na exploração cisterciense da terra: azeite, vinho, cereais, frutas e floresta, embora nos últimos anos, tenha dependido sobretudo da construção civil, pecuária e comércio.
Na região de Torres Novas, no distrito de Santarém, os solos de natureza argila-calcária, permitem a cultura predominante da oliveira, alternando com a figueira (a segunda em importância), vinha, amendoeira de algumas outras árvores de fruto. Dos cereais cultivam-se especialmente o trigo e a aveia, havendo também algumas hortas. A freguesia de Chancelaria (Torres novas), predominantemente agrícola, mantem activas a agricultura, horticultura, fruticultura, olivicultura, pecuária e avicultura. A freguesia dedica-se especialmente à produção de citrinos. Na zona de Alcanena, também no distrito de Santarém, a paisagem típica é dominada ainda pelos olivais e pelos figueirais. Da economia de tradição rural da povoação de Malhou, que depende de Alcanena, destaca-se a produção de azeite.
Presentes em toda a parte no maciço, os moinhos de pedra são testemunhos da importância que a moagem teve na economia destas populações serranas.

## Reservas naturais e património cultural
O Maciço Calcário Estremenho abriga o Parque Natural das Serras de Aire e Candeeiros (389 km²). O Monumento Natural das Pegadas de Dinossáurios da Serra de Aire, mais conhecido apenas por Pegadas da Serra de Aire, situa-se na Serra de Aire, no concelho de Ourém e ocupa uma área de cerca de 20 hectares.

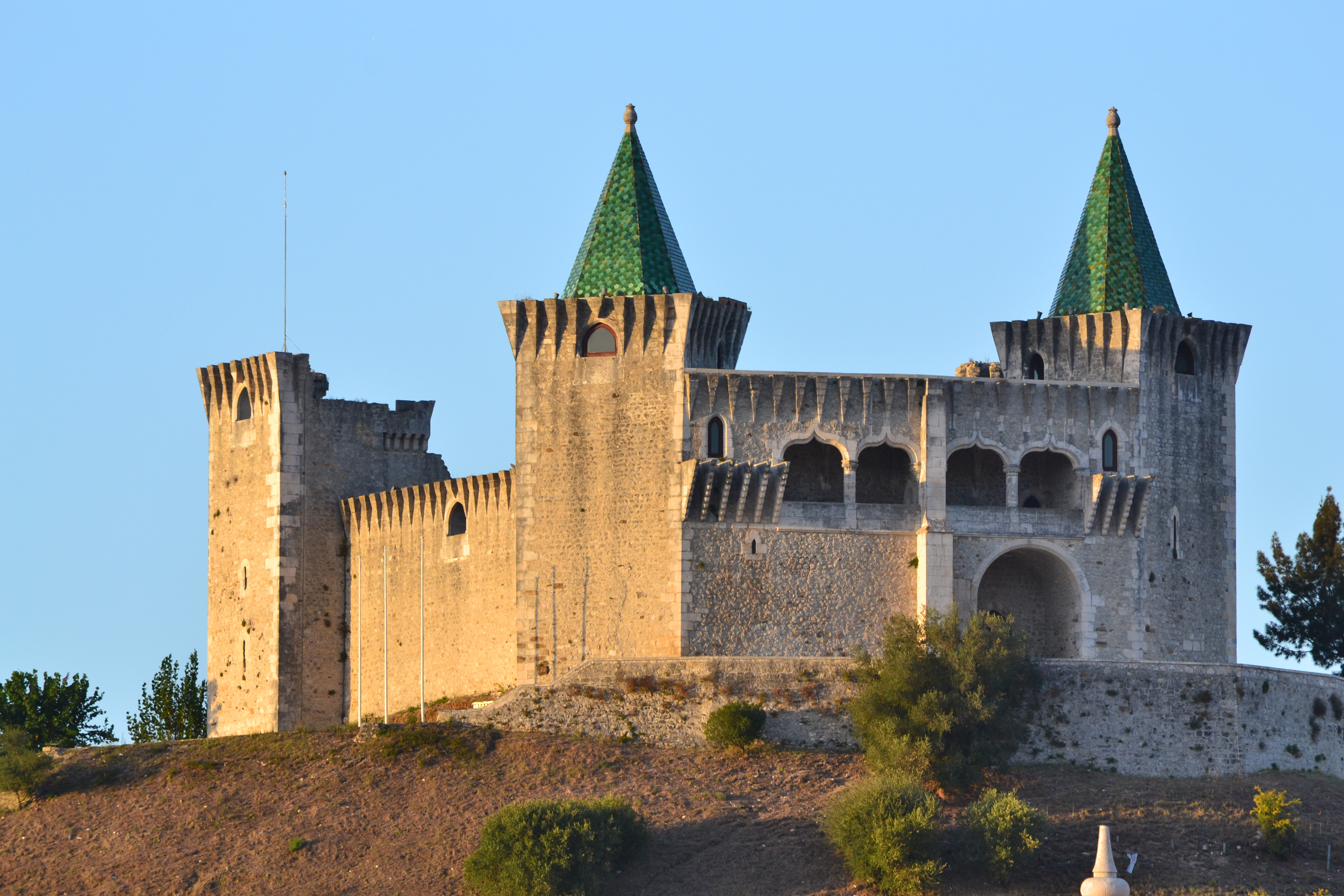
Castelo de Porto de Mós, vista do jardim

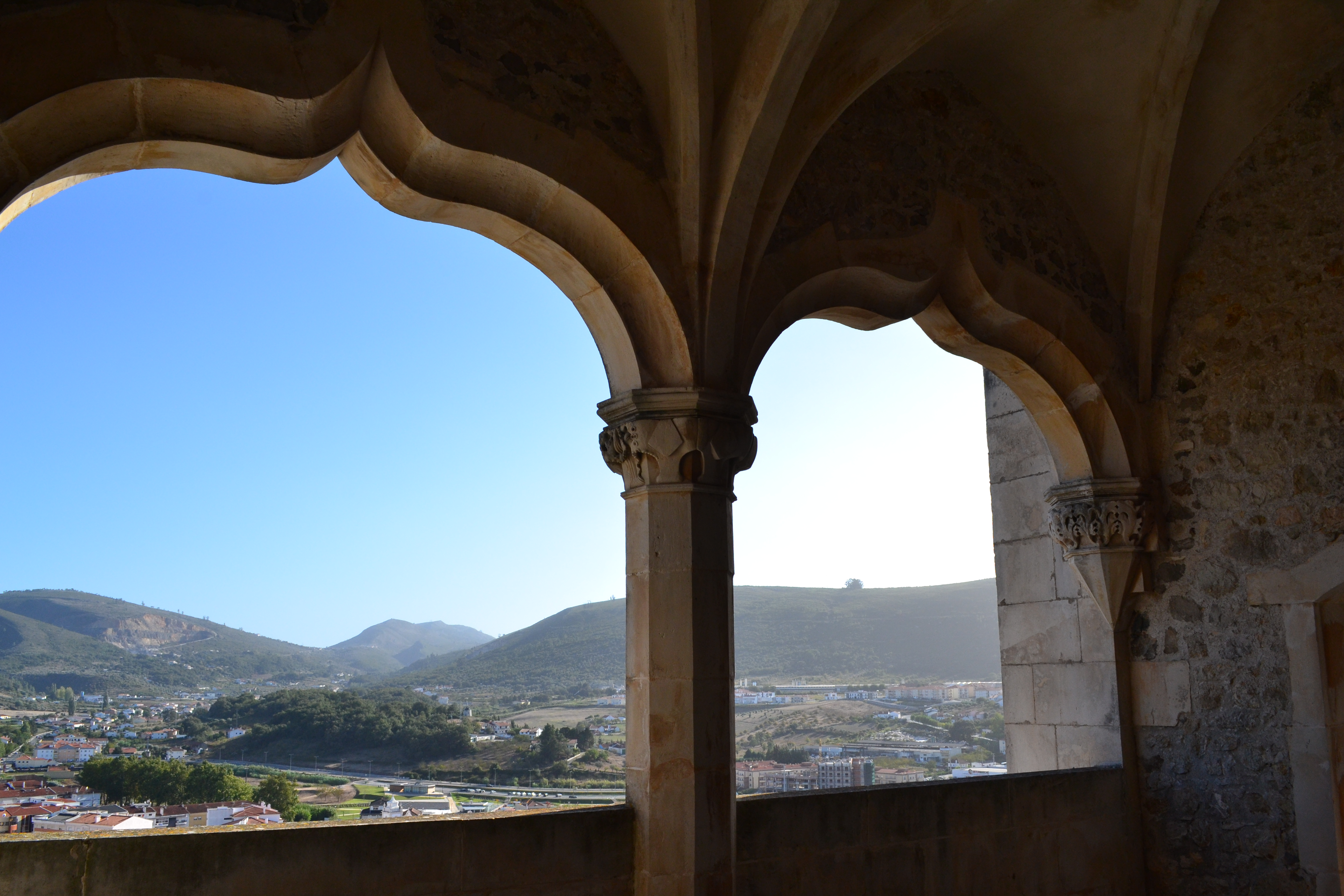
Castelo de Porto de Mós, vista da loggia sobre Porto de Mós

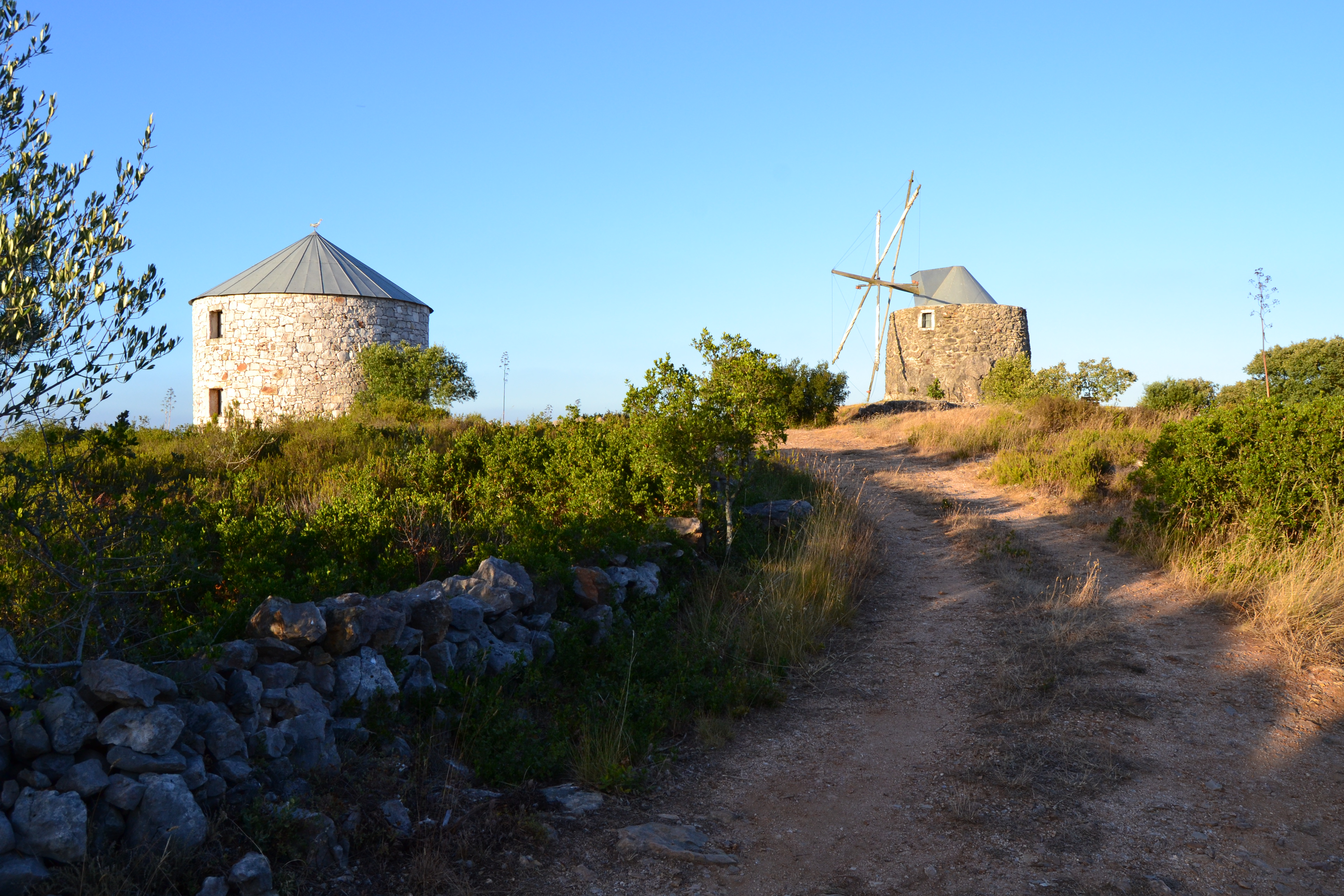
Moinhos, no Cabeço dos Moinhos, Planalto de São Mamede

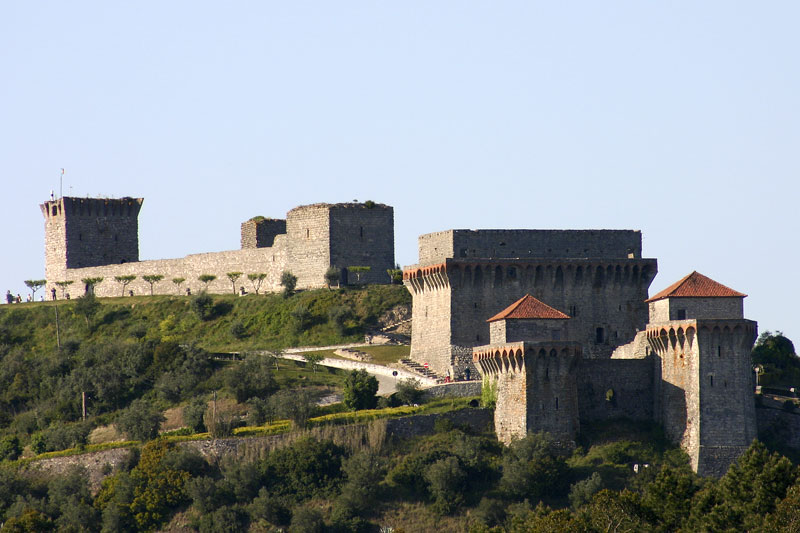
Castelo de Ourém. À direita vê-se o Paço dos Condes com os torreões de entrada e, mais atrás, a cidadela antiga

Dum ponto de vista físico, mas também cultural, o Maciço constitui uma barreira e ao mesmo tempo uma zona de transição com características particulares entre a Estremadura e o Ribatejo.

### Sítios naturais
- Miradouro da Senhora do Monte (Plataforma de Fátima, Cortes, Leiria)
- Miradouro Jurássico (Alqueidão da Serra, Porto de Mós)[41]
- Miradouro natural do Cabeço de Santa Marta (Moitas Venda, Alcanena)
- Miradouro de Malhou (Malhou, Alcanena)
- Miradouro do Depósito (Vila Moreira, Alcanena)
- Formação rochosa de Fórnea[42] (Alcaria, Porto de Mós)[43]
- Pia da Ovelha (Reguengo do Fetal)[44]
- Buraco Roto (Reguengo do Fetal)[44]
- Malhadouro (Reguengo do Fetal)[44]
- Cabeço dos Moinhos (Reguengo do Fetal)[44]
- Cabeço da Maúnça (Reguengo do Fetal)[44]
- Lagoa do Barçal (Reguengo do Fetal, Batalha)
- Lagoa do Boi (Reguengo do Fetal, Batalha)
- Lugar da Pena (Reguengo do Fetal)[44]
- Escarpa de Falha do Reguengo do Fétal[44]
- Olho de Água (Alcobertas, concelho de Rio Maior)
- Azenha de Alcobertas (Alcobertas, concelho de Rio Maior)
- Prismas basálticos (Alcobertas, concelho de Rio Maior)
- Fonte de Sant’Ana (Fráguas, concelho de Rio Maior)[45]
- Pincha (Minde, concelho de Alcanena)[46]
- Polje de Minde (Minde, concelho de Alcanena)[47][48]
- Praia Fluvial dos Olhos d'Água do Alviela, junto à nascente do rio Alviela (Louriceira, Alcanena)
- Lapa da Bugalheira ou Lapa dos Coelhos (aldeia de Almonda, Torres Novas)
- Mato da Boiça (Teira, Alcobertas, Rio Maior)
- Reserva de Burros[22] (Serras de Aire e Candeeiros)
- Vale-cepes (Teira, Alcobertas, Rio Maior)
- Castro de São Martinho (Teira, Alcobertas, Rio Maior)
- Gruta do Zé do Alpendre (Teira, Alcobertas, Rio Maior)
- Toca da Raposa (Teira, Alcobertas, Rio Maior)
- Lagoas do Arrimal (Arrimal, Porto de Mós)
  - Lagoa Pequena e poços
  - Lagoa Grande e poços
  - Lagoa da Portela de Vale de Espinho
- Praia Jurássica de São Bento[49][50] (São Bento, Porto de Mós)

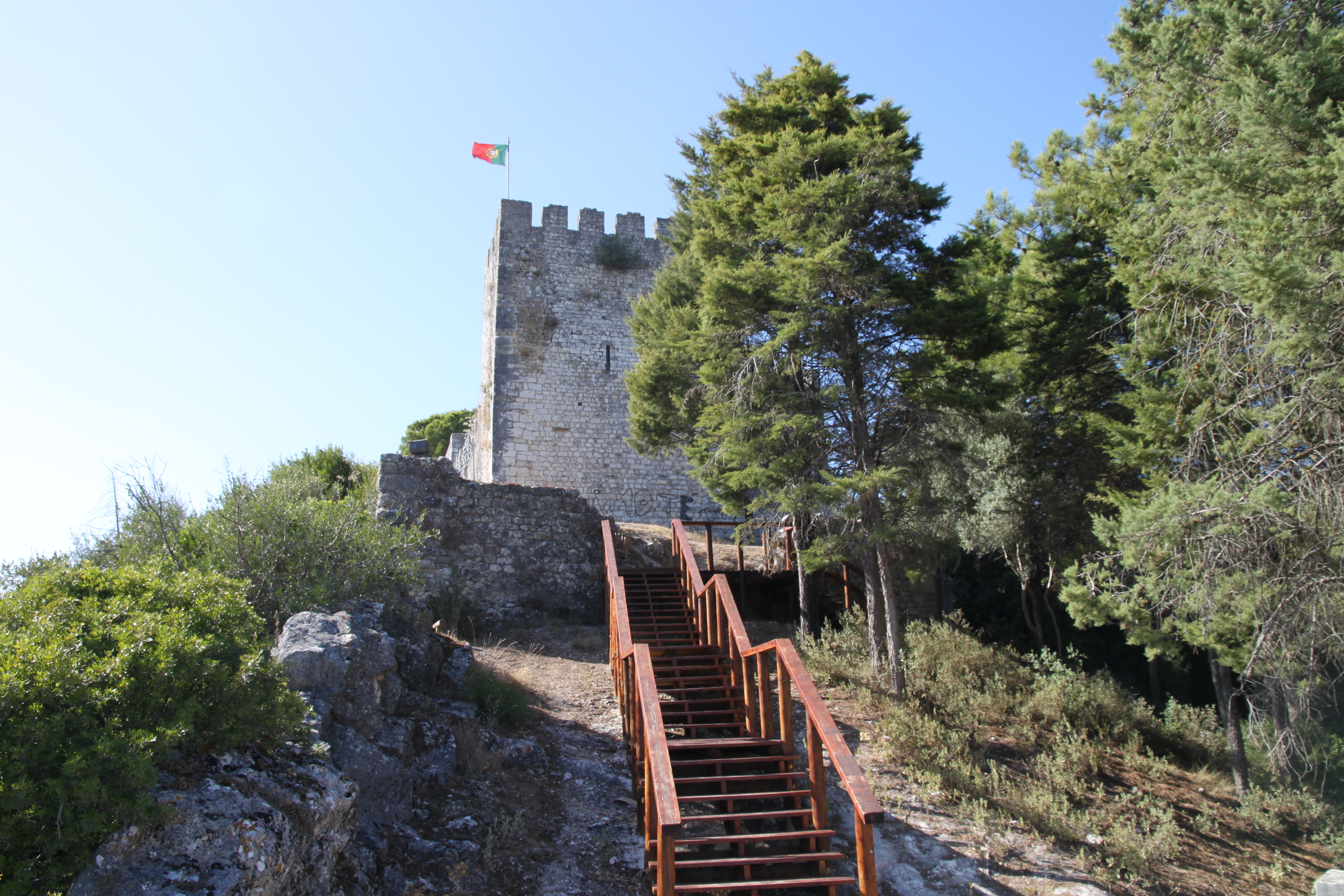
Castelo de Alcanede, Santarém

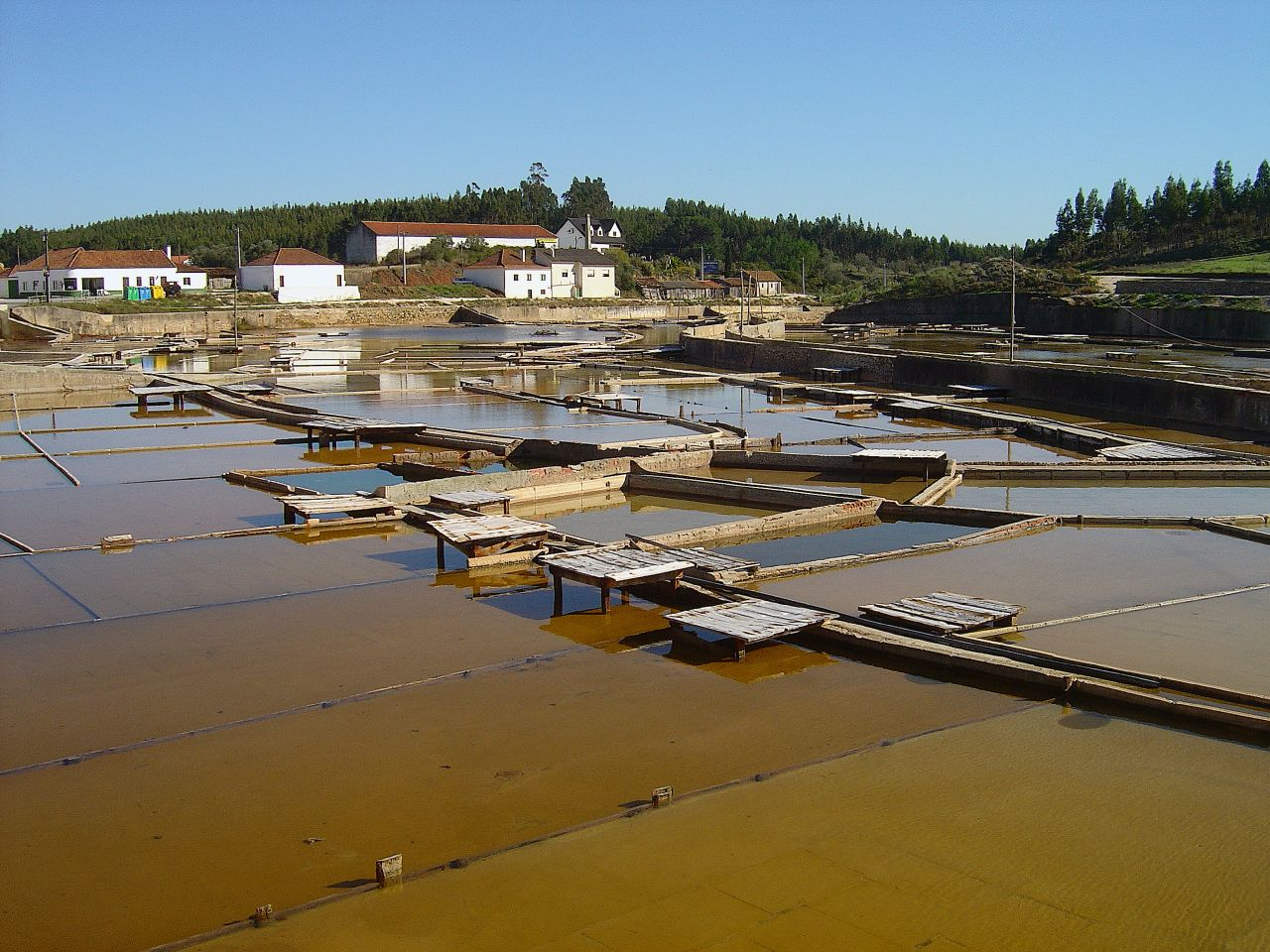
Salinas Naturais de Rio Maior

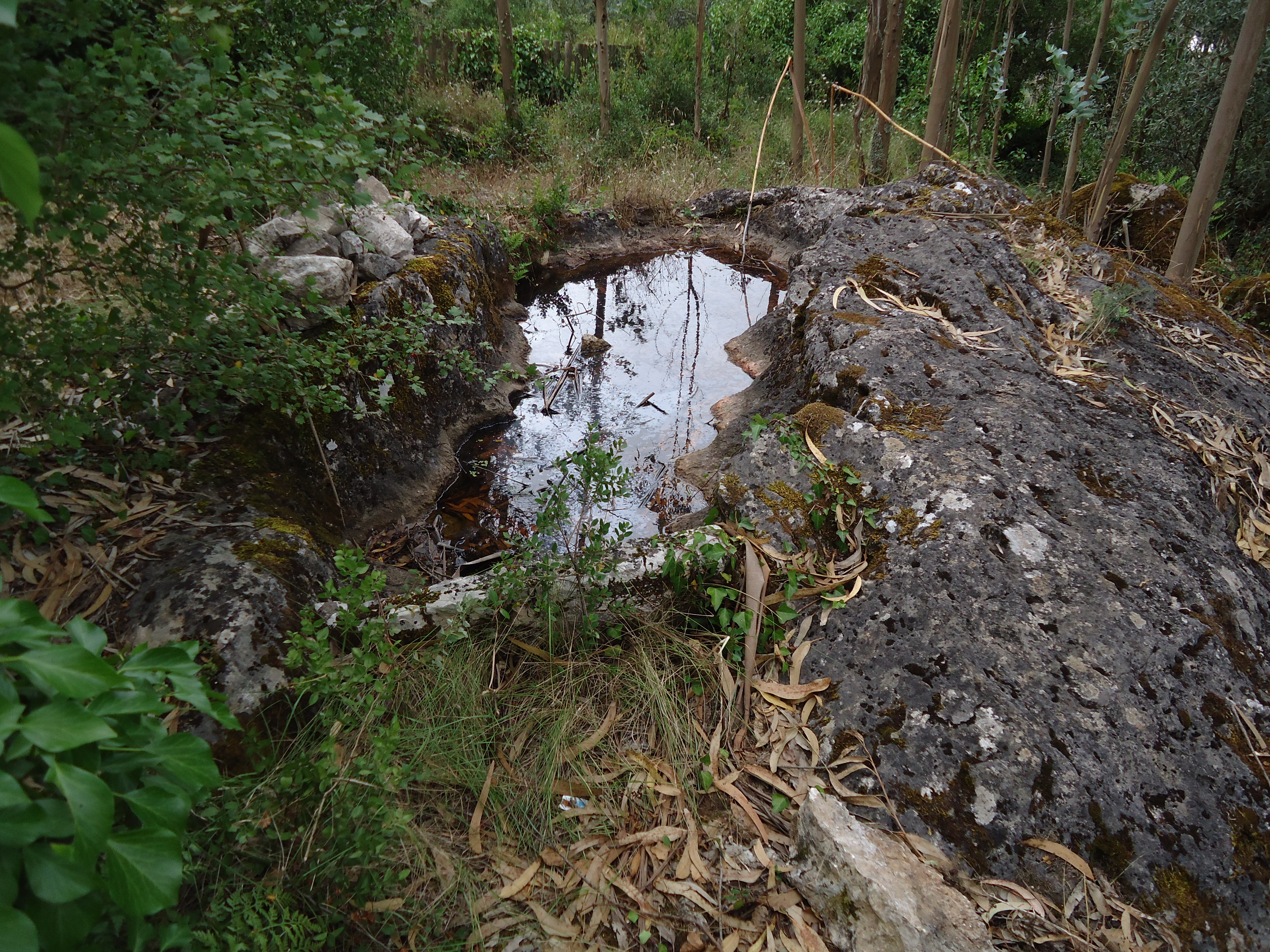
Ecoparque Sensorial Pia do Urso, freguesia de São Mamede, concelho da Batalha. distrito de Leiria, Portugal

### Património arquitectónico e cultural

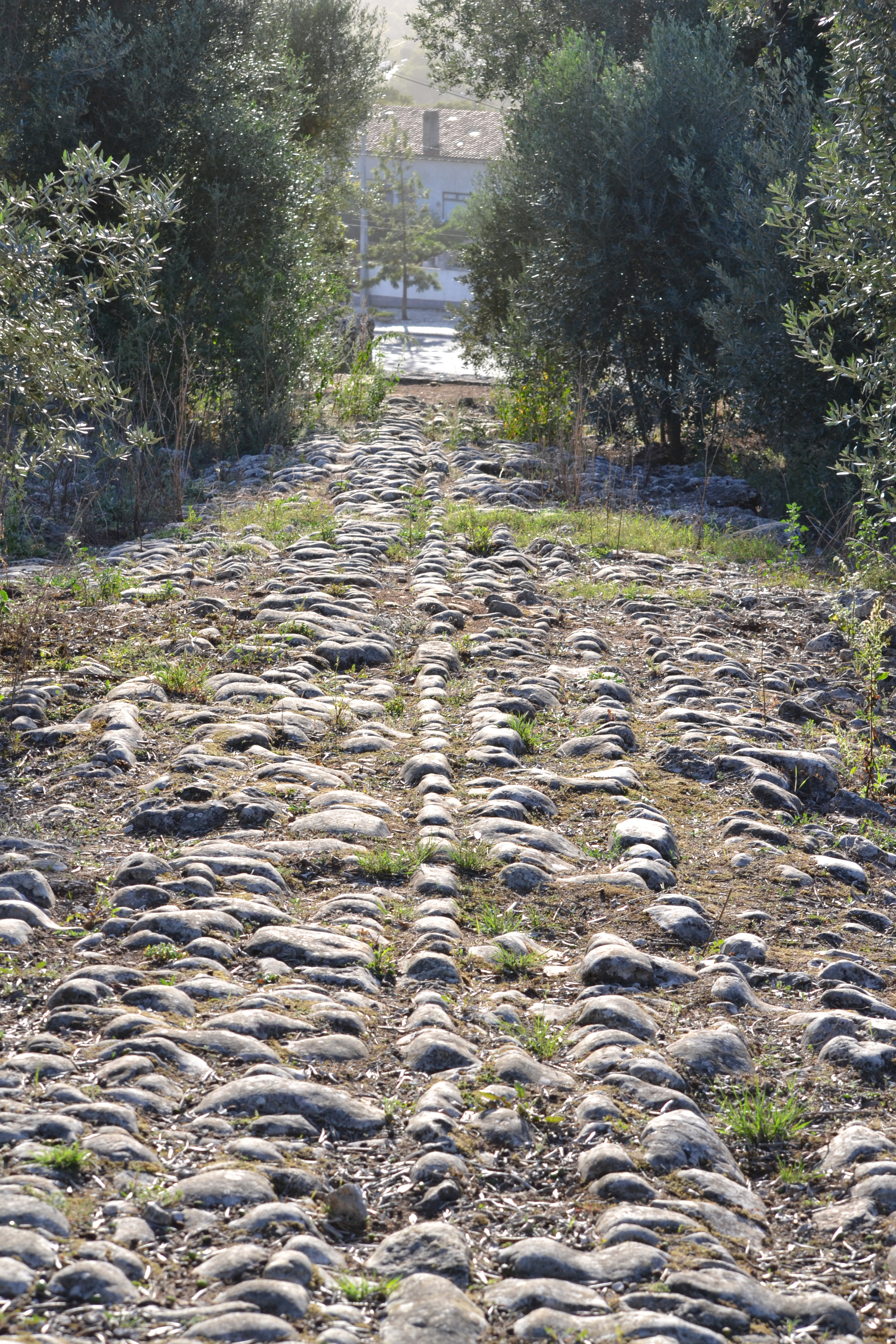
Via Romana em Alqueidão da Serra

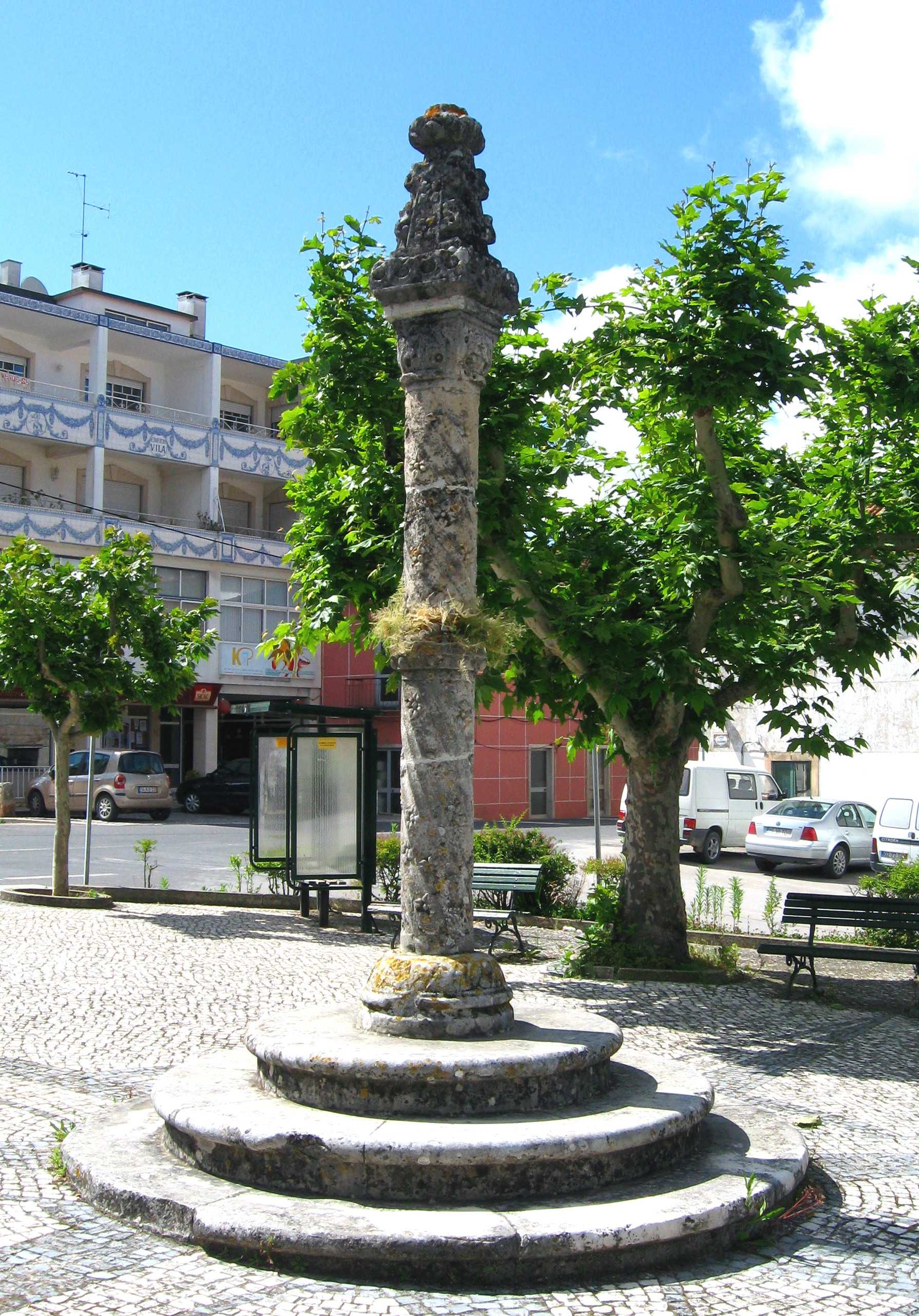
Pelourinho de Turquel (1512/1515), Alcobaça

- Construções em pedra seca da Serra de Santo António (concelho de Alcanena)
- Antigo Palácio da Quinta do Barão do Salgueiro (Plataforma de Fátima, Santa Catarina da Serra)
- Castelo de Porto de Mós (Porto de Mós)
- Castelo de Torres Novas (Santa Maria, Torres Novas)
- Castelo de Alcanede (Alcanede, concelho de Santarém)
- Castelo de Ourém (Ourém)
- Casa Senhorial d'El Rei D. Miguel (Rio Maior)
- Casas dos Magistrados (Ourém)
- Estação de Autocarros (Ourém)
- Moinhos de vento, Cabeço dos Moinhos (Plataforma de Fátima, Torre, Reguengo do Fetal)[51]
- Moinhos de vento da Chainça (Chainça, concelho de Leiria)
- Moinhos de Alqueidão da Serra (Alqueidão da Serra)[52]
- Moinhos de Vento de Malhou (Malhou, concelho de Alcanena)
- Moinho velho de Pedreiras (Pedreiras, Porto de Mós)
- Moinhos de São Miguel (Bairro de São Miguel, Porto de Mós)
- Moinhos de vento da Portela da Pena (Chancelaria, Torres Novas)
- Moinho do Picoto (Serra da Pevide, Serra dos Candeeiros)
- Moinhos da Bezerra (Serra dos Candeeiros)
- Moinho de [[Serro Ventoso|Serro Ventoso (Porto de Mós)
- Antiga Central Termo-elétrica (Porto de Mós)
- Casa dos Gorjões (Porto de Mós)
- Casa de D. Fuas Roupinho (Porto de Mós)
- Paços do Concelho (Porto de Mós)
- Paços da República (Porto de Mós)
- Diversos fontanários por toda a povoação de Malhou (Malhou, concelho de Alcanena)
- Coreto (Mira de Aire)
- Museu Etnográfico do Freixial (Arrabal, concelho de Leiria)
- Museu dos Automóveis Antigos (Plataforma de Fátima, Santa Catarina da Serra)
- Núcleo Museológico e Etnográfico do Rancho Folclórico de S. Guilherme (Magueigia, Santa Catarina da Serra, concelho de Leiria)
- Casa do Mogo de Melo (Salvador, Torres Novas)
- Fontanários (Em toda a freguesia de Alcaria e Alvados)
- Lavadouro de Alcaria (Alcaria, Porto de Mós)
- Pelourinho de Alcanede (Alcanede, concelho de Santarém)
- Ruínas da forca (Alcanede, concelho de Santarém)
- Silos mouros (Alcobertas, concelho de Rio Maior)
- Forno medieval (Alcobertas, concelho de Rio Maior)
- Museu de Aguarela Roque Gameiro instalado no complexo "Casa dos Açores" (Minde, concelho de Alcanena)[53]
- Arco da Memória (Serra dos Candeeiros, freguesia de Arrimal-Mendiga)
- A pequena aldeia de Mogo, situada num vale com vista privilegiada para a Serra dos Candeeiros (São Vicente de Aljubarrota, Alcobaça)
- Museu das Aparições (Fátima, Ourém)
- Museu de Cera de Fátima (Fátima, Ourém)
- Museu Etnográfico de Aljustrel, em Aljustrel (Fátima, Ourém)
- Museu de Arte Sacra e Etnologia (Fátima, Ourém)
- Museu Vida de Cristo (Fátima, Ourém)
- Museu do Azeite (Fátima, Ourém)
- Pastorinhos de Fátima (Fátima, Ourém)
- Pia do Urso (São Mamede, Batalha)
- Salinas da Fonte da Bica (no sopé da Serra dos Candeeiros, a 3 km de Rio Maior)
- Complexo Mineiro do Espadanal (Rio Maior)
- Fonte do Lugar da Fonte (Teira, Alcobertas, Rio Maior)
- Fonte do Lugar da Serra (Teira, Alcobertas, Rio Maior)
- Castro de São Martinho (Teira, Alcobertas, Rio Maior)
- Poço do Povo (Teira, Alcobertas, Rio Maior)
- Quinta de Vale-de-Ventos ou Granja de Vale-de-Ventos, parte (Turquel, Alcobaça)
- Pelourinho de Turquel (Turquel, Alcobaça)
- Portal manuelino da Igreja de Nossa Senhora da Conceição (Turquel, Alcobaça)
- Centro de Interpretação da Batalha de Aljubarrota (Porto de Mós)
- Rua Direita de Aljubarrota (Aljubarrota, Alcobaça)
- Janela Manuelina de Aljubarrota (Aljubarrota, Alcobaça)
- Poço Medieval de Aljubarrota (Aljubarrota, Alcobaça)
- Pelourinho de Aljubarrota (Aljubarrota, Alcobaça)
- Barreiro do Casal de Vale de Ventos (Arrimal, Porto de Mós)
- Moinhos da Cabeça Gorda (Arrimal, Porto de Mós)
- Poço da Corrente (Arrimal, Porto de Mós)
- Chafariz do Poço da Corrente (já demolido) (Arrimal, Porto de Mós)
- Monumento aos Combatentes do Arrimal na Praça dos Combatentes (Arrimal, Porto de Mós)
- Mina e Forno de Carvão do Alqueidão do Arrimal (Arrimal, Porto de Mós)
- Mina de Carvão da Portela do Pereiro (Arrimal, Porto de Mós)
- Mina de Carvão do Casal de Vale Ventos (Arrimal, Porto de Mós)
- Lugar em ruínas da Travessa do Covão (a sul de Serro Ventoso, Serra dos Candeeiros)
- Portão da antiga Estalagem Real da Mala Posta, que servia a Estrada Real de Dª. Maria I[54] (propriedade privada) (Pedreiras, Porto de Mós)
- Cisterna em Gaiola (Fátima, Ourém)
- Cisterna em Ramila (Fátima, Ourém)
- Cisterna dos Capuchos (Fátima, Ourém)
- Junta de Freguesia de Fátima (Fátima, Ourém)
- Fonte do Alvaijar (Fátima, Ourém)
- Fonte da Lameira (Fátima, Ourém)
- Fonte em Poço de Soudo (Fátima, Ourém)
- Fonte do Vale da Pena (Fátima, Ourém)
- Fonte Nova (Fátima, Ourém)
- Casa em Casal Farto (Fátima, Ourém)
- Moinhos em Fátima (Fátima, Ourém)
- Moinhos da Fazarga  (Moita Redonda, Fátima, Ourém)
- Moinhos da Giesteira (Fátima, Ourém)
- Moinho em Ortiga (Fátima, Ourém)
- Moinho Arruinado em Ramila (Fátima, Ourém)
- Lagar de azeite na Estrada das Matas (Fátima, Ourém)
- Casa Alpendrada com relógio de Sol em Casal Farto (Fátima, Ourém)
- Casa onde nasceram os videntes de Fátima / Casa de Francisco e Jacinta (Fátima, Ourém)
- Casa onde nasceu a vidente de Fátima Lúcia dos Santos / Casa de Lúcia (Fátima, Ourém)
- Eira em Ramila (Fátima, Ourém)
- Cruzeiro da Senhora do monte, Monumento aos Combatentes da Grande Guerra (Senhora do Monte, Cortes, Leiria)[55][56][57][58]

### Parques de merendas e lazer
- Parque de merendas do Vale Mourão (Plataforma de Fátima, Loureira, Santa Catarina da Serra)[59]
- Parque de Lazer (Alqueidão da Serra, Porto de Mós)
- Parques de Merendas de Arrimal e Mendiga (Porto de Mós)
  - Parque "Telhados de Água Manuel Baptista Amado" (Mendiga)
  - Parque de Merendas "O Seu Parque" (Bemposta)
  - Parque de Merendas da ''Lagoa Grande'' (Arrabal)

### Sítios arqueológicos

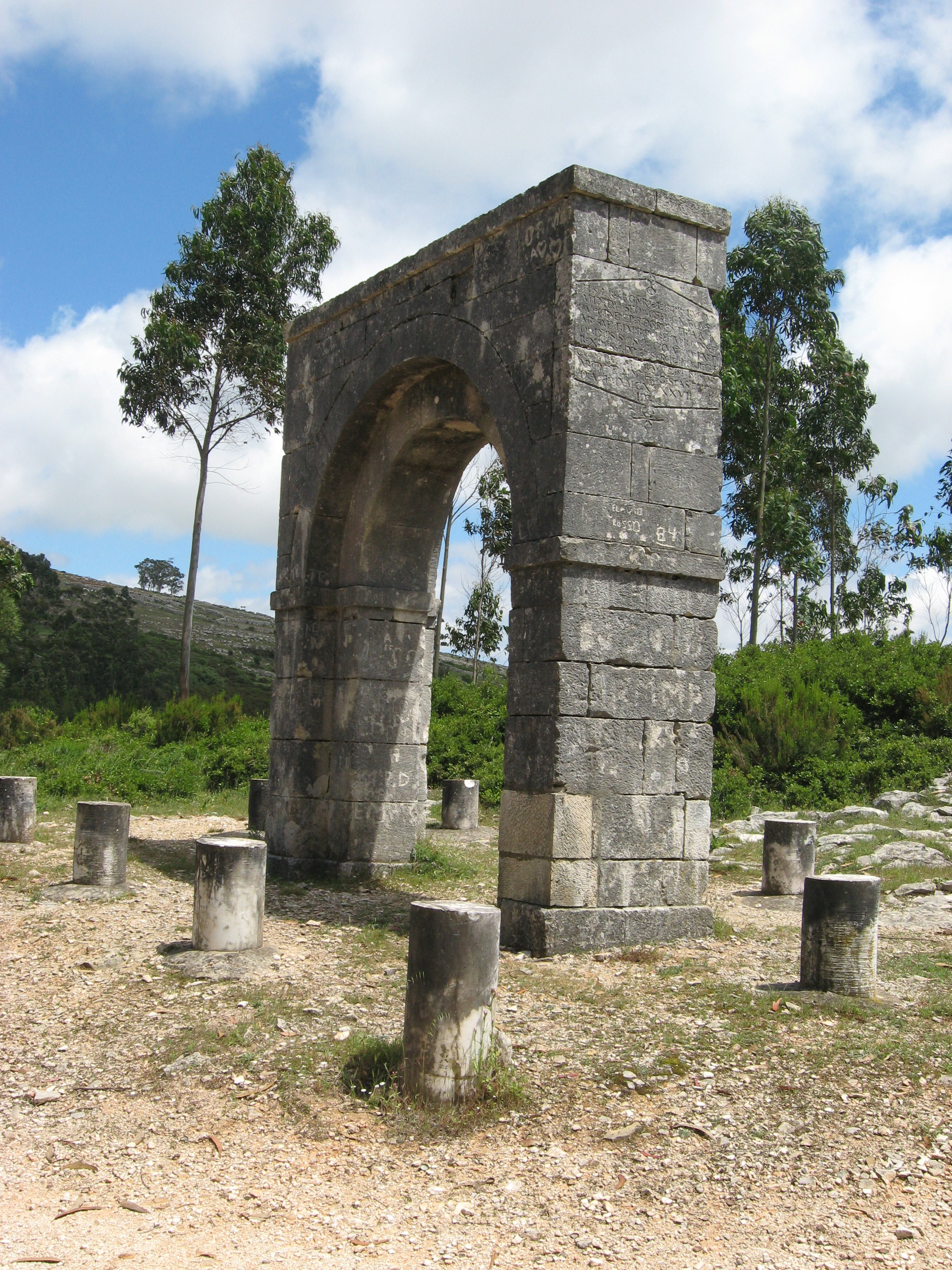
Arco da Memória, Arrimal, Alcobaça

- O monumento megálitico funerário do período neolitico +/- 4000/3500 a.c. (Alcobertas, concelho de Rio Maior)
- Vestígios megalíticos (Turquel, Alcobaça)
- Jazidas arqueológicas da gruta da Nascente do Almonda, que vão desde o Paleolítico Inferior até à época romana (Vale da Serra)
- Casal dos Ferreiros – Material lítico do Paleolítico (Arrabal, concelho de Leiria)[60]
- Ribeira da Chitas – Várias jazidas de sílex da pré-história (Arrabal, concelho de Leiria)[60]
- Ponte celta (Alcaria, Porto de Mós)
- Vestígios romanos nas Fontes (sopé da Serra da Senhora do Monte, Cortes, Leiria)
- Troço de Via Romana em Alqueidão da Serra (Alqueidão da Serra, concelho de Porto de Mós)[61]
- Vila Lusitano-Romana junto de Torres Novas (ruínas) - Villa Cardillio (Santa Maria, Torres Novas)
- Villa romana de Rio Maior (Rio Maior)
- Ponte Romana do Carvalhal (Aljubarrota, Alcobaça)
- Ponte Romana/Medieval (Alcanede, concelho de Santarém)
- Vestígios Arqueológicos  da freguesia de Fráguas (Concelho de Rio Maior)
- Covas de lobo (Calvaria de Cima, concelho de Porto de Mós)[62]
- Estação arqueológica da Quinta do Cónego (Cortes, Leiria)[55][56]

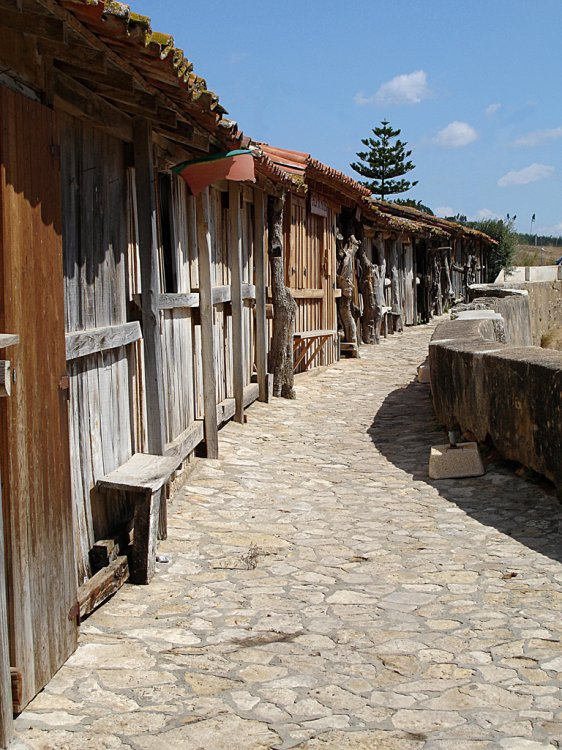
Casas de madeira típicas das Salinas da Fonte da Bica (Rio Maior)

### Sítios paleontológicos
- Jazidas de Vale de Meios e Algar de Potes com pegadas de dinossáurios terópodes, em Vale de Meios e Algar dos Potes (Alcanede, concelho de Santarém)
- Pegadas de dinossauro (Chancelaria, Torres Novas[63])
- Pegadas de dinossauro, pedreira do Galinha, na zona da Serra de Aire (Fátima, Ourém)

### Falares típicos do Maciço Estremenho
- Falas de Serra de Santo António (concelho de Alcanena)
- Calão Minderico ou Piação dos Charales do Ninhou (Minde), falado por grande parte da população
- Calão Mirense (Mira d'Aire), pouco falado em relação à vizinha vila de Minde, embora algumas pessoas talvez ainda saibam algumas palavras

A vila de Minde possui uma língua própria, designada de Minderico, reconhecida internacionalmente pelo SIL International como língua individual, autónoma e viva. Esta língua foi desenvolvida pelos feirantes mindericos que, em tempos viajavam por todo o país, com o propósito principal de se entenderem de forma privada, impedindo outros indivíduos de perceber o que estes falavam e combinavam.

### Património gastronómico
- Em Chancelaria (Torres Novas), arroz-doce de amêndoa, cabrito serrano, esparregado, requentado à moda da serra, chicharros com broa e bucho recheado.
- Pratos típicos da região de Santa Catarina da Serra (Leiria)
- Em São Sebastião (Rio Maior), biscoitos artesanais, bolos de Noiva, galucho à São Sebastião, parrameiros
- Em Abadia, Cortes (Leiria), queijo de cabra fresco, morcelas de arroz, filhoses de Abóbora, Cabrito Assado no Forno e bacalhau com Feijão Frade

### Festivais
- Festival "O Chícharo da Serra" - festival cultural e gastronómico que decorre anualmente no final do mês de Novembro em Santa Catarina da Serra
- Todos os anos em Maio, acontece em Minde o Jazz Minde, um festival internacional cuja 1ª edição foi realizada em 2005
- Todos os anos em Setembro, acontece em Minde o Festival Materiais Diversos, rico em espectáculos de dança, teatro, música e actividades recreativas. Organizado pela associação cultural homónima, dirigido por Elisabete Paiva, este festival conta com participações frequentes de artistas internacionais.
- Festival "Moinho de Vento", organizado todos os anos no segundo fim de semana de Setembro pelos jovens em Pedreiras, com o apoio da junta de freguesia de Pedreiras, em Porto de Mós.
- Na freguesia de Gançaria (Santarém), a romaria em honra de Nossa Senhora da Saúde tem uma longa tradição, sendo ainda hoje visitada por milhares de devotos de todo o país, que ali acorrem em veneração a esta santa. Continua a ser celebrada anualmente no dia 8 de Setembro, tal como há duzentos e cinquenta anos.

Além destes festivais de alcance regional e até mesmo internacional, inúmeras festas populares e religiosas são celebradas nos lugares e nas aldeias do Maciço. Só em Santa Catarina da Serra, por exemplo, são  celebradas 11 festas populares ao longo do ano, além da "Festa dos 20", organizada pelos jovens da freguesia com vinte anos, que decorre no mês de Janeiro. A freguesia do Arrabal celebra 7 festas populares anuais.

### Competições desportivas
- Grande Prémio de Atletismo da Mendiga (Arrimal e Mendiga, Porto de Mós), que conta com a participação de atletas de todo o país, indo já na 27ª edição. Esta prova, cujo percurso ocorre em pleno Parque Natural das Serras de Aire e Candeeiros, concilia a prática do Atletismo com o conhecimento da beleza paisagística envolvente, constituindo um importante meio de promoção local.
- Os Carreiros do Pastor Arrimalano (Arrimal e Mendiga, Porto de Mós), prova de atletismo Traíl que percorre a serra pelos antigos trilhos, feitos pelos pastores. A prova realiza-se desde 2010 e é substituta de uma outra prova de Atletismo: o Cross do Arco da Memória, que se realizou de 1999 a 2010. Em conjunto com estas duas provas mencionadas anteriormente tem-se realizado desde 1999 um passeio pedestre: a prova dos Caminheiros.
- Prova de BTT (bicicleta de montanha)  Os Morcegos (Arrimal e Mendiga, Porto de Mós), que se realiza desde o ano de 2002 e a partir do ano de 2009 passou a organizar também uma Maratona.

### Protecção e promoção do património serrano

#### ForSerra (Santa Catarina da Serra, Leiria)
- Em Fevereiro de 2009, várias associações da freguesia criaram a ForSerra - Associação de Desenvolvimento e Gestão de Património Santa Catarina da Serra. Uma associação que fica responsável por projectos macro da freguesia como o Jornal Luz da Serra, Festival Cultural e Gastronómico "O Chícharo da Serra", a presença anual da freguesia na Feira de Maio (Leiria), promoção e desenvolvimento de formações modulares e a realização de  processos RVCC em protocolo com entidades formadoras, coordenação de freguesia em projectos como "Limpar Portugal" (20 de Março 2010) em que na freguesia de Santa Catarina da Serra conseguiu mais de 170 voluntários e a remoção de mais de 500 toneladas de lixos das florestas da freguesia.

#### Limpeza do rio Almonda (Torres Novas)
- Desde 2000, tem-se criado condições para as populações da região de Torres Novas se virarem e desfrutarem do rio Almonda. No verão de 2001, realizou-se a limpeza do leito do rio, a fim de limpar e afundar o leito do rio, e assim, afundar o rio, tendo desde aí, evitado grandes cheias. A limpeza foi realizada em Lapas e em Torres Novas. A partir de 2003, o Almonda é também palco de actividades de recreio e turismo, com passeios de barco, zonas de lazer junto às margens, nomeadamente na envolvência do Jardim das Rosas em Torres Novas. Em tempos remotos a água do rio era imprópria tanto para banho como para pesca e agricultura, devido às descargas da poluição feita em seu torno. Hoje em dia, tem-se vindo a notar que a poluição é muito mais reduzida e já se vêem patos a passear no rio e pessoas a pescar (Lapas e Torres Novas) e mesmo ao banho na nascente, em Ribeira Branca e em Lapas.

#### Movimento Cultural de Teira (Rio Maior)
- A aldeia de Teira (Alcobertas, Rio Maior) apresenta uma cultura muito própria, "na generalidade gente recatada, dando assim à aldeia aspecto de uma ataraxia e calma eterna". Tem-se desenvolvido um movimento cultural proprio à região. "Em termos artisticos, o movimento cultural de Teira, visa mostrar como o amor pelo proximo está ligado à dor da existência do ser. Agarrando-se às bases do segundo manifesto surrealista, introduzindo uma perspectiva racional e compreensiva da existência de algo mais para além da vista humana. Toda a "magia do movimento" é representada usando metáforas, seres alados, mensagens simples e toda uma panóplia de acontecimentos e visões que não existem neste mundo real.  Em termos políticos, o movimento defende a liberdade individual acima de tudo, são contra a qualquer tipo de ordem hierárquica que não seja livremente aceite. Actualmente está a surgir um punhado de habitantes vindos de locais externos à freguesia, para habitarem ou terem um "cantinho" para descanso durante as férias e fins-de-semana.

#### Cultura peculiar de Turquel (Alcobaça)
- Culturalmente, a freguesia de Turquel (Alcobaça) inscreve-se numa forte influência ribatejana, no folclore e nos costumes. A psicologia local fez dos turquelenses muito francos no dirimir de conflitos e historicamente muito corajosos - até do ponto de vista físico - o que lhes valeu um epíteto que, para eles, nada tem de pejorativo e de que muito se orgulham: o de «brutos dos queixos». É a proverbial "costela ribatejana". Mas isso não os impede de reconhecer a sua maior fraqueza, em especial na comparação com o empreendedorismo colectivo da arquirrival vila da Benedita, situada 4 km a sul: o extremo individualismo, que o estribilho local, repetido ao longo de gerações, eloquentemente ilustra: «Em Turquel, cada qual ao seu farnel».[64]

## Pormenores das grandes sub-unidades do Maciço

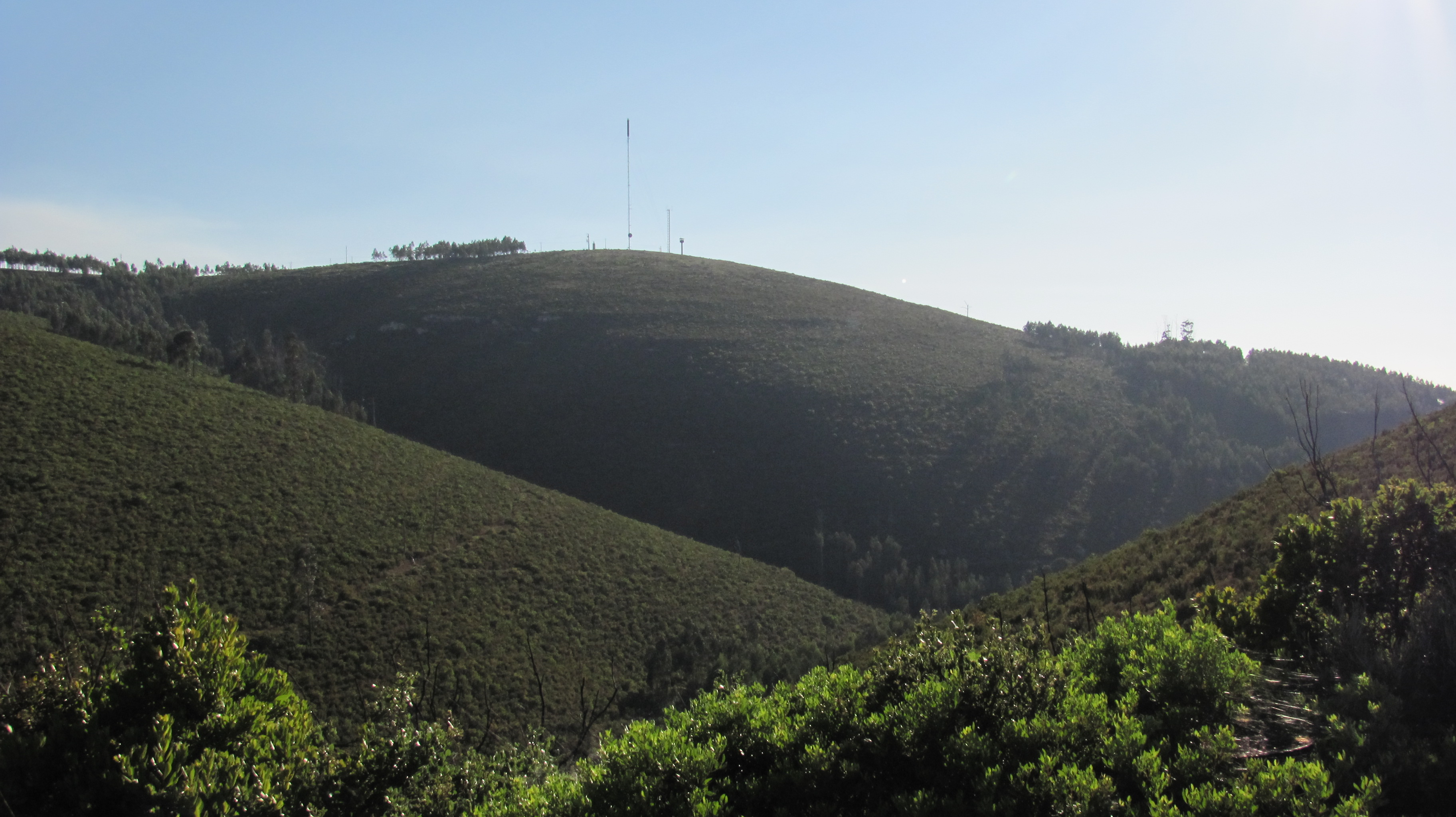
Vista dum cabeço da Serra da Senhora Do Monte

### Serras e cabeços da plataforma de Fátima
No distrito de Leiria, a serra da Senhora do Monte (situada na parte sul e sudeste da freguesia de Cortes, entre Cortes e Casal dos Lobos) corresponde às depressões cársicas e às dobras da parte norte da plataforma de Fátima, na parte setentrional do Maciço, de que constitui uma subdivisão geográfica, administrativa, e a estrema norte. A zona serrana abrange os lugares de Abadia, Pé-da-Serra, Vale da Mata e Senhora da Monte. O lugar das Fontes, onde nasce o rio Lis (nascente cársica), encontra-se no sopé da serra.
Ainda na freguesia de Cortes, o relevo proeminente em estructura monoclinal formado pela cadeia de morros que passa pelos lugares de Famalicão (resíduo da Plataforma Litoral antiga), e que segue pelo Calvário, os Mourões, até à freguesia do Arrabal, (Plataforma de Fátima, limite norte) corresponde a uma cadeia que mistura resíduos da Plataforma litoral antiga e depressões cársicas e dobras da parte norte da plataforma de Fátima. Esse conjunto montanhoso mixto, com características peculiares, participa do sistema geológico de montes e de desnivelações do Maciço, na sua estrema norte. É possível ir da Abadia (no monte da Serra) aos Mourões passando pela Mata Seichal e o Vale Fernando (que segue até à Tindeira, ou Terreiro das Bruxas, em direcção a Fátima), seguindo carreiros de cabras, embora a encosta seja bastante a pique. No fundo do Vale que separa as duas montanhas (Abadia e Mourões), corre um ribeiro serrano (temporário, no inverno) e encontra-se uma gruta (na enconsta da Abadia), típicos do Maciço Estremenho. O fundo do Vale, onde a areia cumula com o escoamento das águas pluviais, chegou a ser utilizado como areal clandestino pelas populações circundantes para a construção em meados do século XX, sendo a areia considerada de muito boa qualidade. Os morros onde se encontram os lugares de Cortes e Famalicão, atrás da serra da Senhora do Monte, do outro lado do Vale da Abadia, podem ainda ser considerados como parte residual do Maciço, em ligação com resíduos a Plataforma litoral antiga. Da mesma forma, o relevo proeminente formado pela cadeia de cerros que vai da Barreira às Garruchas, em frente à Serra da Senhora do Monte, do outro lado do vale do Lis, pode também ser considerado como uma parte residual do Maciço (datando do Jurássico Superior).  A linha de cerros e montes que vai da nascente do Lis aos lugares da Torre, das Torrinhas e do Piqueiral, no Reguengo do Fetal, corresponde também a uma zona de depressão cársica da plataforma de Fátima, seguindo neste caso uma linha de superficie de erosão.
Mais para o interior da plataforma de Fátima, no extremo setentrional do Planalto de São Mamede, a norte da Serra do Alqueidão, encontram-se os cabeços da Maúnça e dos Moinhos, que pertencem à freguesia da Reguengo do Fetal. Esta zona situa-se a altitude da ordem de 350 m a Norte a 450 m nos sectores Sudeste e Oeste (435 m no vértice geodésico de Maúnça). A escarpa da falha de Reguengo do Fetal constitui "o principal elemento geomorfológico das vizinhanças do cabeço da Maúnça, sendo truncada por um corredor de linhas eléctricas. Desenvolve-se na encosta a oeste do vértice geodésico de Maúnça estendendo-se para sulsudoeste ao longo de cerca de 10 km até à região de Casais dos Vales, com um comando médio superior a 150 m." "O sector norte da área do cabeço da Maúnça situa-se na zona de cabeceira do rio Lis que escoa para noroeste, ao invés do afluente no sector sul que drena para sudoeste para as lagoas do Braçal e do Boi."

### Serras e cabeços do planalto de Santo Antonio

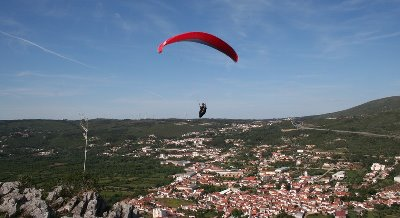
Parapente em Minde, Serra dos Candeeiros

No distrito de Santarém, a zona da Serra de São Bento, na parte oeste do Planalto de Santo António, abrange os cabeços dos Alecrineiros, Carrasqueira, Fontainhas e Monteirinho. Os pontos mais elevados, Alecrineiros (541m) e Mendiga (542m), afastados quase 3 km em linha recta, apresentam entre si um suave ondulado, sendo o ponto menos elevado (483m) localizado no Vale dos Carvalhos.
Na região de Pé da Pedreira, o bordo sudoeste do Planalto de Santo António define uma grande estrutura monoclinal inclinada suavemente para Sul.

### Polje de Alvados
A depressão de Alvados é uma bacia de fundo plano, ampla, com um imenso tapete de oliveiras que timidamente ensaiam uma subida pela extensa e uniforme Costa dos Alvados, como é denominada a vertente de 300 m de desnível que atinge o planalto de Santo António. Esta é uma das mais belas paisagens do maciço. Trata-se de uma zona de sequeiro onde predomina o olival, mas que apresenta importantes núcleos de carvalhal.

### Polje de Mira-Minde
No distrito de Santarém, o Polje de Minde (freguesia de Minde, concelho de Alcanena) foi incluído, em 2 de dezembro de 2005, na Lista das Terras Húmidas de Importância Internacional no âmbito da Convenção de Ramsar. Trata-se de uma depressão cársica que, nos anos de maior pluviosidade, fica inundada durante vários meses.

## Grutas

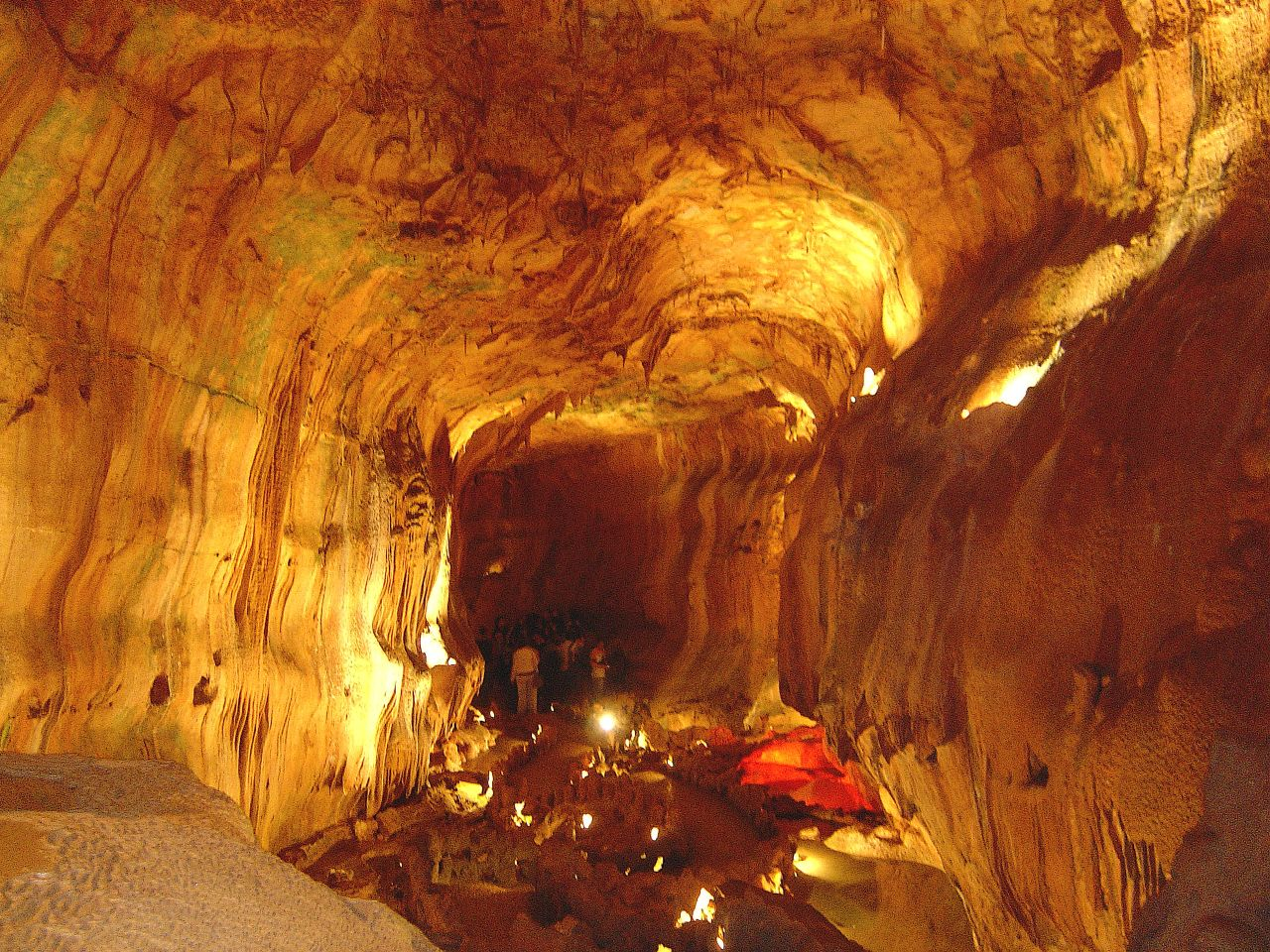
Gruta dos Moinhos Velhos, grutas de Mira de Aire

### Cavidades cársicas
Na área do Maciço estão inventariadas mais de 1500 cavidades, resultantes da infiltração da água através de falhas e diaclases e consequente acção de Meteorização química sobre a rocha calcária. Deste processo resulta uma vasta e complexa rede de cursos de água subterrâneos que vai abrindo galerias de desenvolvimento horizontal (grutas) e de desenvolvimento vertical (algares). A água que circula nestas galerias, acaba por depositar o calcário que precipita, originando uma variedade de espeleotemas que se traduzem em formas de grande beleza como estalactites, estalagmites, colunas e mantos calcíticos.

### Grutas públicas
- Grutas de Alvados (Alvados, Porto de Mós)[70]
- Grutas de Santo António (Serra de Santo António, Alcanena)[24]
- Gruta de São Mamede (Planalto de São Mamede)
  - Grutas da Moeda (São Mamede, Batalha)
- Grutas de Mira de Aire
  - Gruta dos Moinhos Velhos (Mira de Aire, Porto de Mós)
- Gruta de Alcobertas
- Gruta da Nascente do Almonda, a maior gruta do país (Vale da Serra, Zibreira, Torres Novas)
- Gruta em Nossa Senhora da Luz (Rio Maior)

## Santuários e edificios religiosos

### Igrejas e capelas

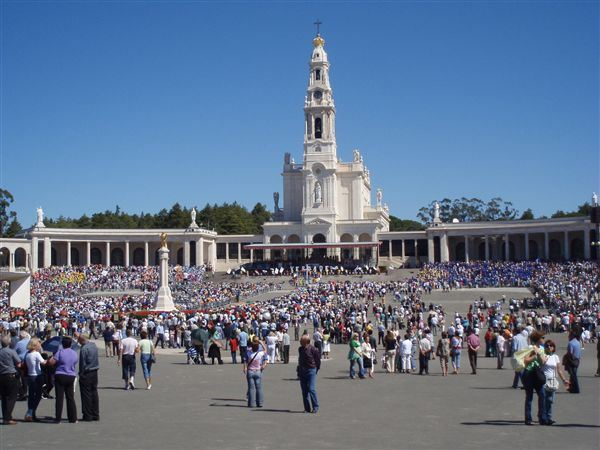
O Santuário de Nossa Senhora de Fátima, na Cova da Iria, numa das dolinas do Maciço.

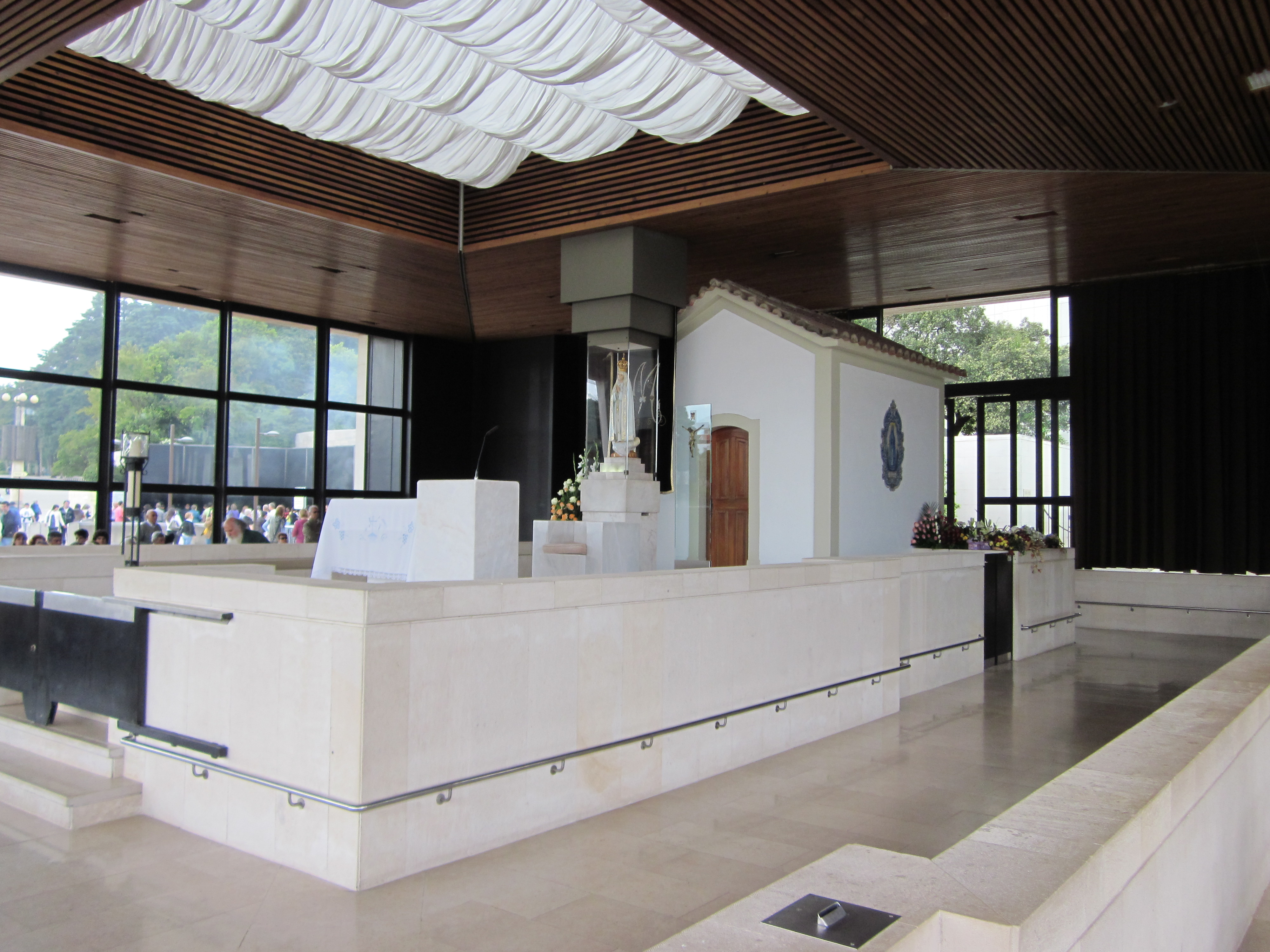
A Capelinha das Aparições em Fátima, Ourém.

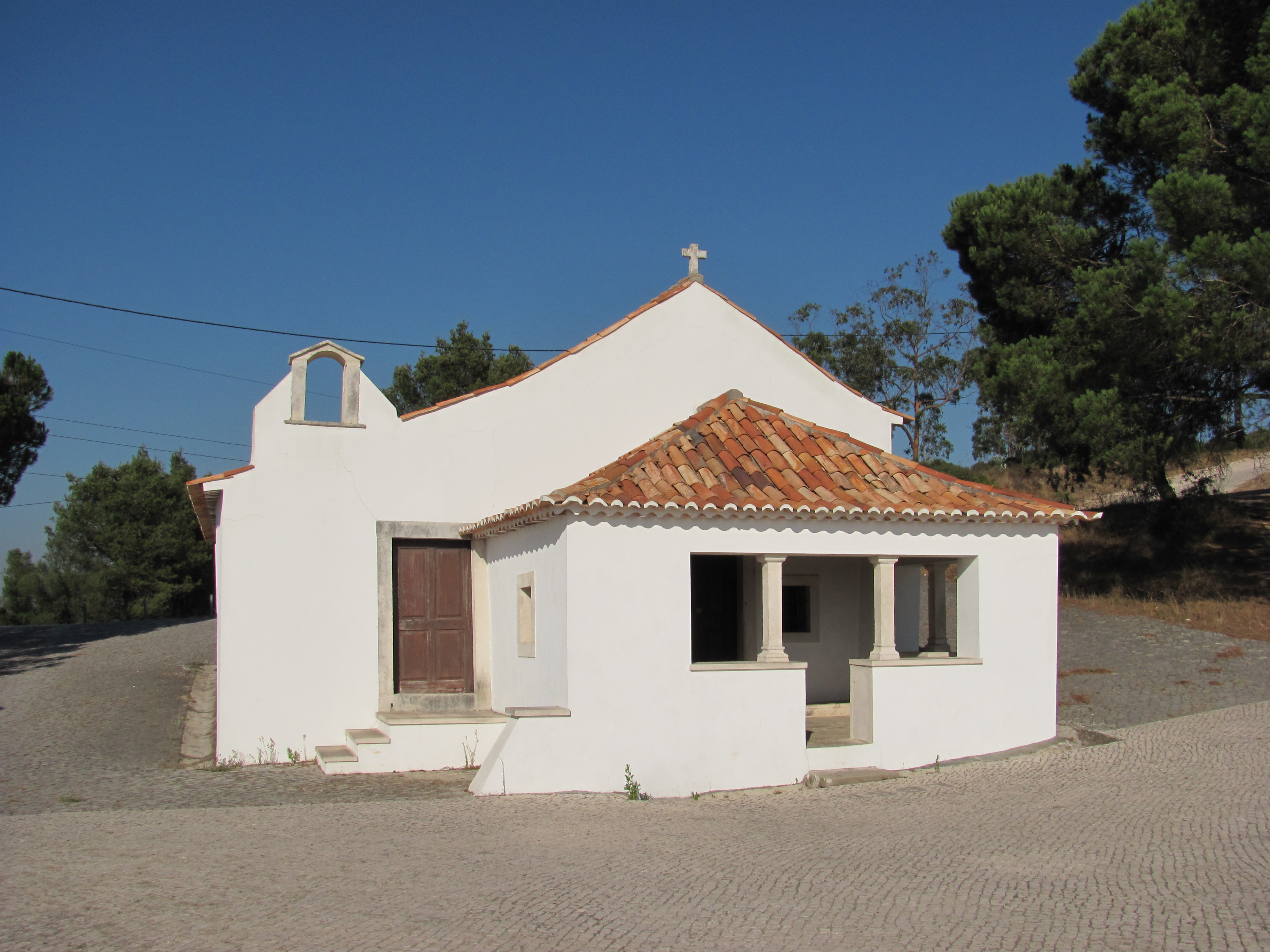
Capela de Nossa Senhora do Monte, Cortes, Leiria

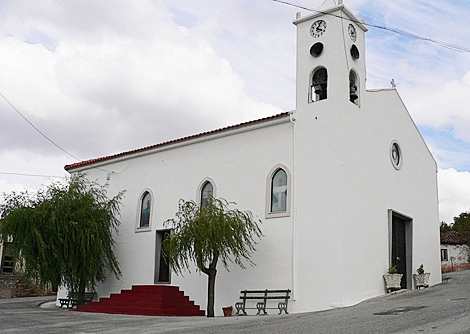
Capela de Nossa Senhora da Guia, em Casais Robustos, Moitas Venda, Alcanena

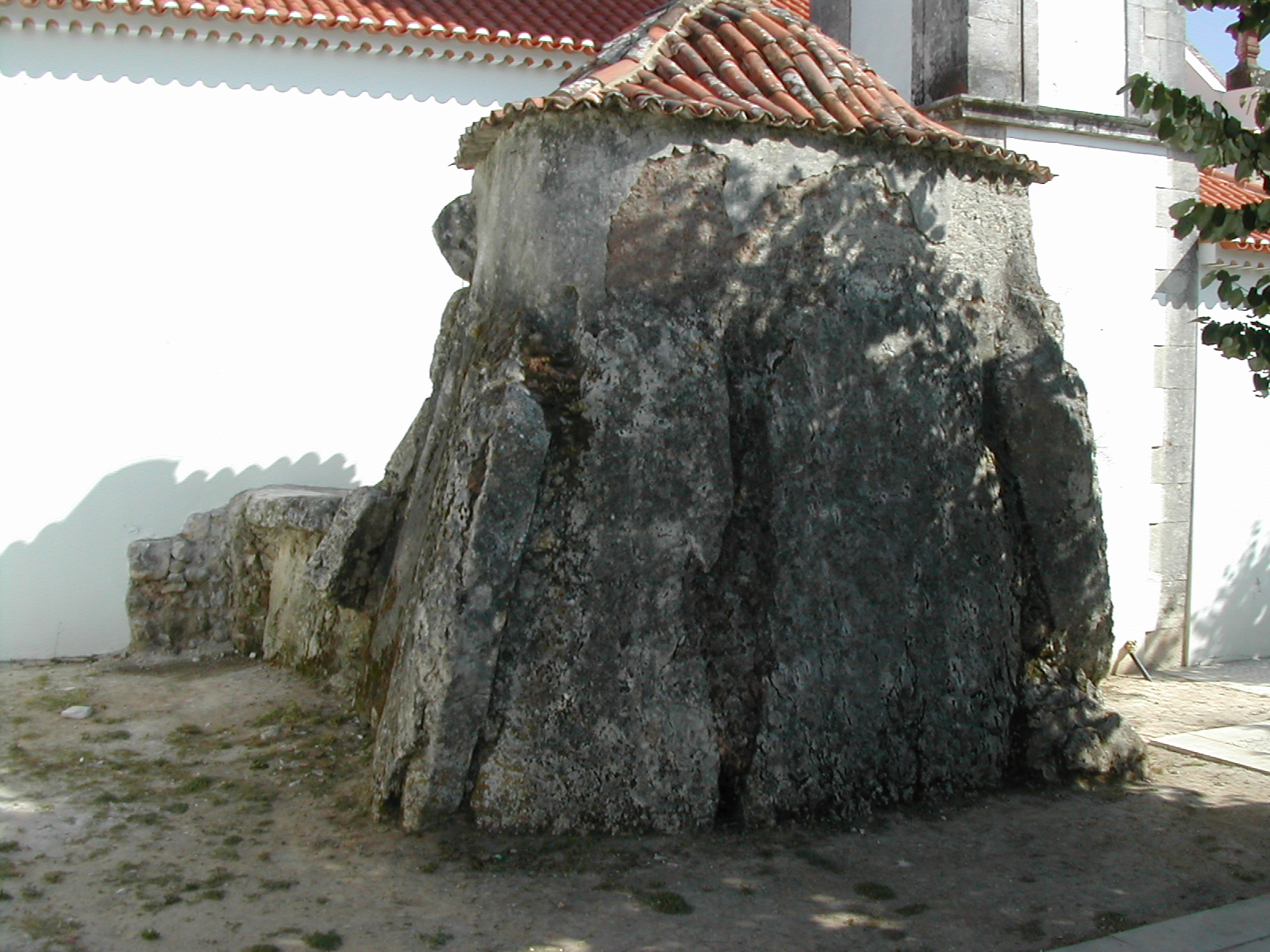
Dólmen-capela adjacente à Igreja de Santa Maria Madalena, Alcobertas, Rio Maior

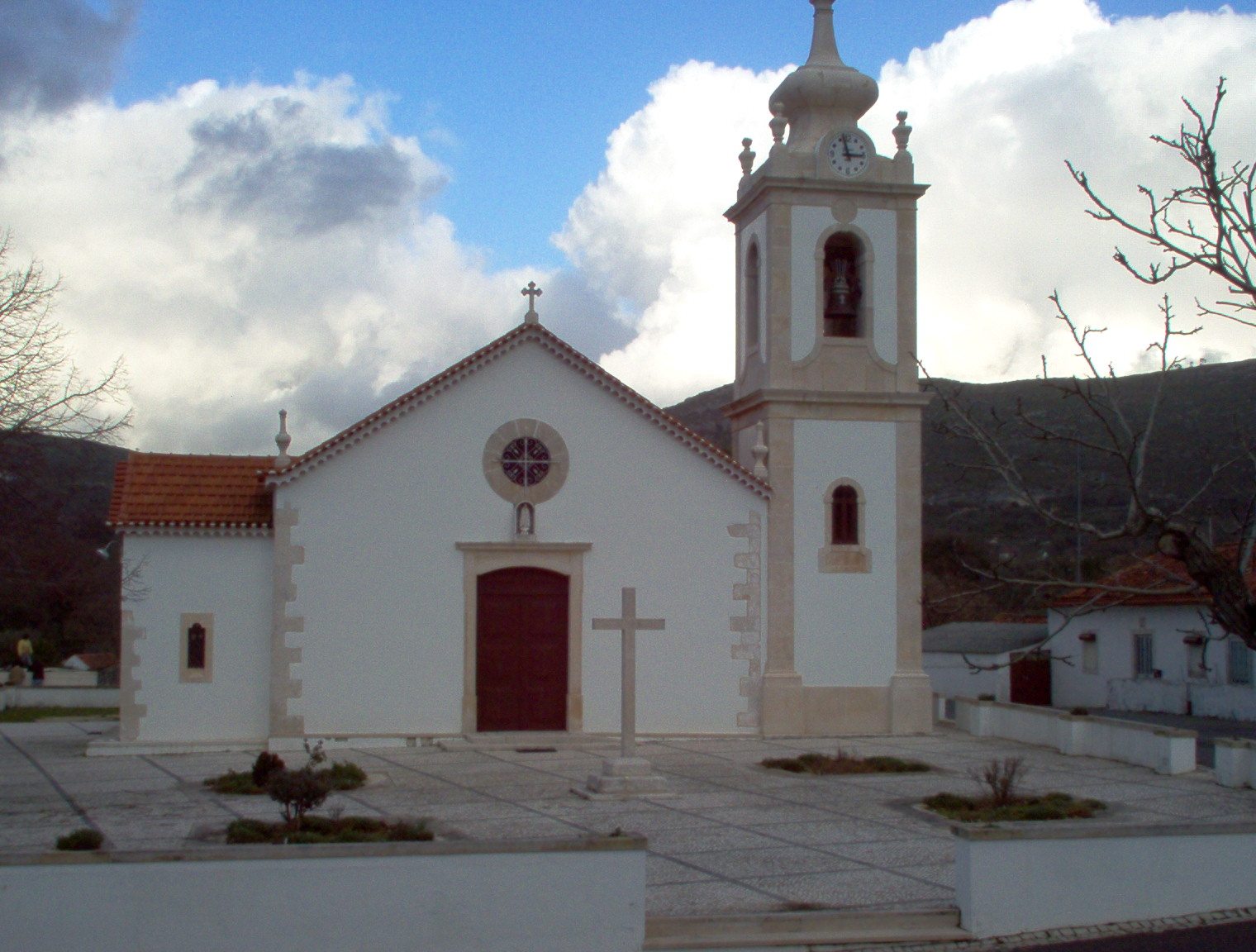
Igreja Nossa Senhora da Consolação, Alvados

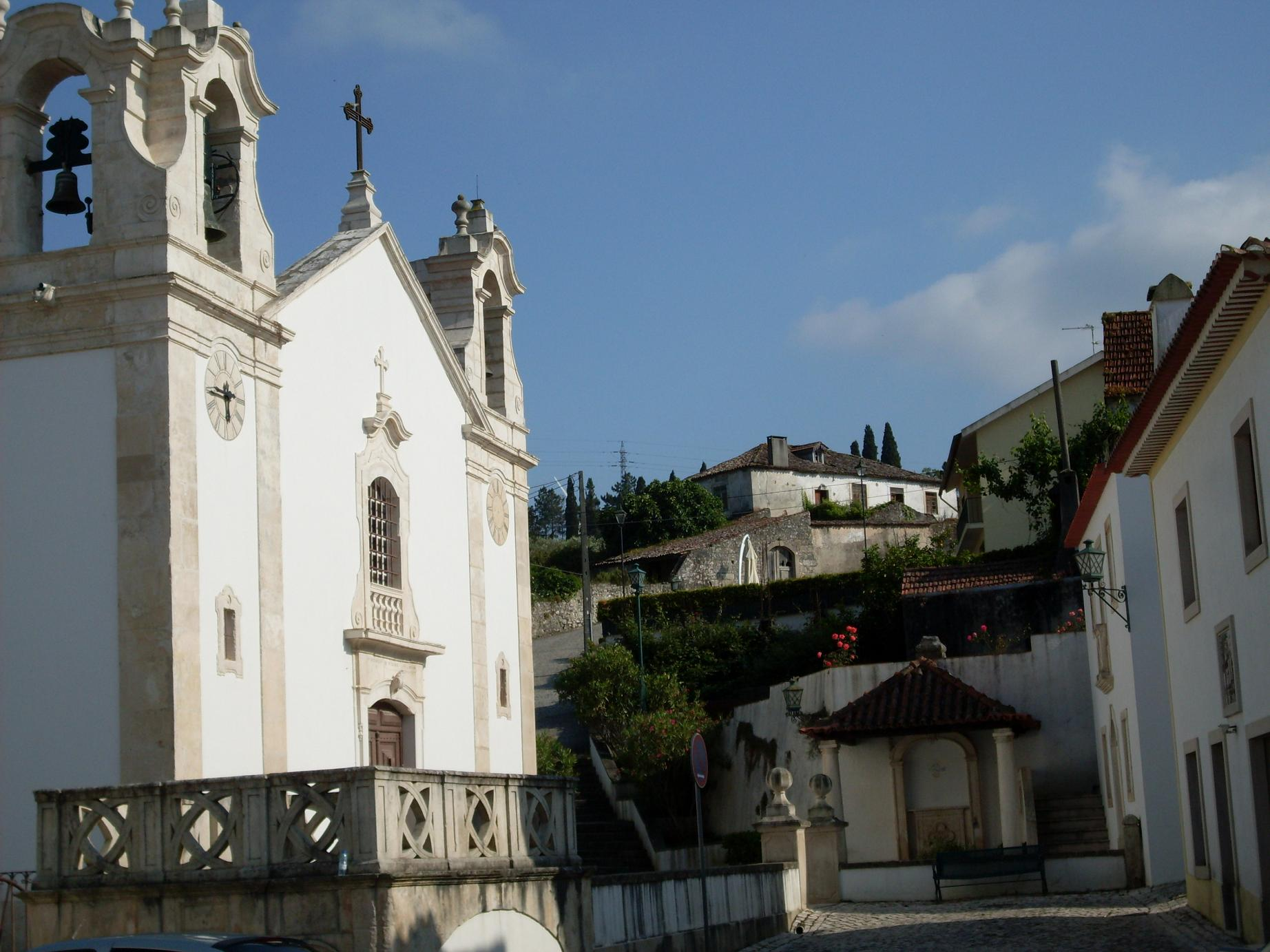
Igreja de Nossa Senhora dos Remédios, Reguengo do Fétal

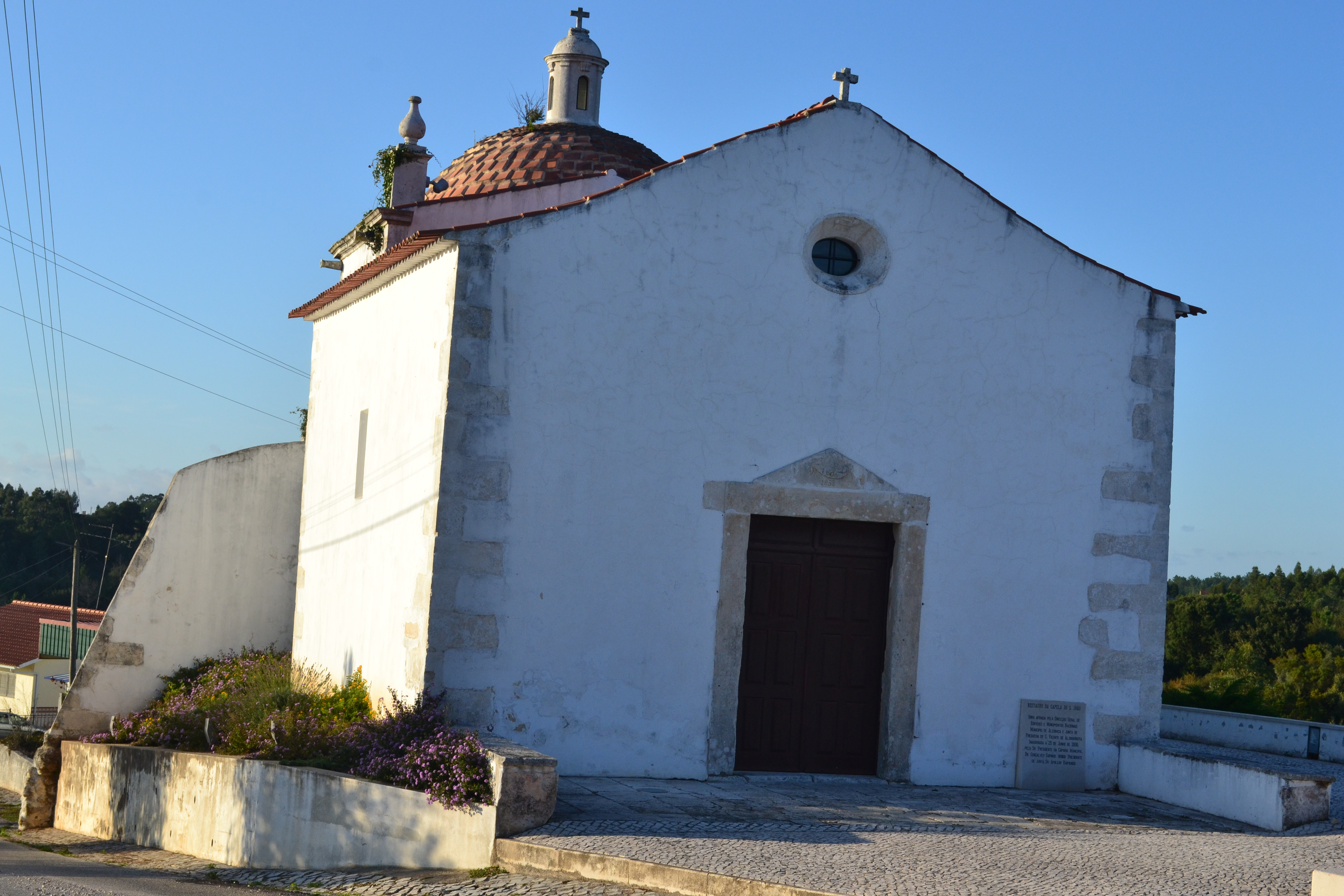
Ermida de São João Baptista, incluindo o actual adro e parte do talude de assentamento (São Vicente de Aljubarrota, Alcobaça)

- Santuário de Nossa Senhora de Fátima (Fátima, Ourém)
- Basílica de Nossa Senhora do Rosário (Cova da Iria, Fátima, Ourém)
- Basílica da Santíssima Trindade (Cova da Iria, Fátima, Ourém)
- Capelinha das Aparições (Cova da Iria, Fátima, Ourém)
- Igreja Paroquial de Fátima (Fátima, Ourém)
- Capela de Nossa Senhora do Monte (Senhora do Monte, Cortes, Leiria)
- Igreja de Santa Catarina da Serra (Santa Catarina da Serra, Leiria)
- Várias capelas nas povoações de Santa Catarina da Serra : Casal da Estortiga, Loureira, Magueigia, Quinta do Salgueiro, Vale Tacão e Vale Sumo
- Capela de Nossa Senhora da Tojeirinha (Alqueidão da Serra, Porto de Mós)[71]
- Capela de Santa Marta (Cabeço de Santa Marta, Moitas Venda, Alcanena)
- Igreja matriz de Sero Ventoso (Serro ventoso, Porto de Mós)
- Igreja Matriz de Santa Margarida (Arrabal, concelho de Leiria)[72]
- Capela de São Mateus (Reguengo do Fetal, concelho da Batalha)
- Igreja de Nossa Senhora dos Remédios  (Reguengo do Fetal, concelho da Batalha)
- Ermida da Senhora do Fétal e Capelinha da Memória (Reguengo do Fetal, concelho da Batalha)
- Igreja Matriz da Chainça (concelho de Leiria)
- Capela da Magueigia (Magueigia, Santa Catarina da Serra, concelho de Leiria)
- Igreja de Nossa Senhora da Consolação (Alvados, Porto de Mós)
- Igreja Matriz de N. Sra dos Prazeres (Alcaria, Porto de Mós)
- Capela de São Silvestre (Zambujal de Alcaria, Porto de Mós)
- Igreja da Misericórdia de Torres Novas (Santa Maria, Torres Novas)
- Ermida de Nossa Senhora dos Prazeres ou Ermida de Nossa Senhora do Vale (Salvador, Torres Novas)
- Igreja-Matriz de Nossa Senhora da Purificação
- Inúmeras capelas seculares das povoações de Assentiz (Torres Novas)
- Capelinha do Senhor da Serra (Chancelaria, Torres Novas)
- Igreja do Divino Espírito Santo de Malhou (Malhou, Alcanena)
- Capela da Nossa Senhora das Candeias (Chã de Cima, Malhou, Alcanena)
- Igreja Matriz de Alcanede (Alcanede, concelho de Santarém)
- Capela da Misericórdia (Alcanede, concelho de Santarém)
- Igreja Paroquial e Dolmén transformado em capela (Alcobertas)
- Igreja Matriz de Santo Antônio (Fráguas, concelho de Rio Maior)[73]
- Capela de São Gregório, em Carvalhais (Fráguas, concelho de Rio Maior)[74]
- Capela de São Jorge (Aljubarrota) (Calvaria de Cima, concelho de Porto de Mós)[75]
- Igreja Matriz de São Pedro (Porto de Mós)
- Igreja de São João (Porto de Mós)
- Ermida de Santo António (Porto de Mós)
- Ermida de Santo Estevão (Fonte de Oleiro, Porto de Mós)
- Capela de São Miguel (Bairro de São Miguel, Porto de Mós)
- Capela de Nossa Senhora da Luz e de Santo Amaro (Fonte de Oleiro, Porto de Mós)
- Capela do Livramento (Livramento, Porto de Mós)
- Capela de Nossa Senhora do Desterro (Ribeira de Cima, Porto de Mós)
- Capela de Nossa Senhora do Amparo (Corredoura, Porto de Mós)
- Capela de Nossa Senhora do Bom Sucesso (Bom Sucesso, Porto de Mós)
- Capela de Santo António (Porto de Mós)
- Igreja de Nossa Senhora da Assunção ou Igreja Matriz de Minde (Minde, concelho de Alcanena)[76][77]
- Capela de Nossa Senhora da Guia, em Casais Robustos (Moitas Venda, Alcanena)
- Capela de São Miguel do Peral (Juncal, Porto de Mós)
- Igreja Paroquial do Juncal (Juncal, Porto de Mós)
- Capela particular (construída em 1940) (Juncal, Porto de Mós)
- Antiga Igreja de Santo António do Arrimal (Arrimal, Arrimal-Mendiga, Porto de Mós)
- Igreja de São Julião (Mendiga, Porto de Mós)
- Igreja de Santo António (Arrimal, Porto de Mós)
- Capela de São João Batista (Arrabal, Porto de Mós)
- Capela de Nossa Senhora de Fátima (Cabeça Veada, Porto de Mós)
- Capela de São Silvestre (Alqueidão do Arrimal, Porto de Mós)
- Igreja de Nossa Senhora da Consolação (Alvados, Porto de Mós)
- Igreja Matriz de Nossa Senhora dos Prazeres (Alcaria, Porto de Mós)
- Capela de São Silvestre (Zambujal de Alcaria, Porto de Mós)
- Dólmen-capela adjacente à Igreja de Santa Maria Madalena (Alcobertas, Rio Maior)
- Capela de Santo António (São Mamede, Batalha)
- Igreja de São Vicente de Aljubarrota (S. Vicente de Aljubarrota, Alcobaça)
- Igreja de Nossa Senhora dos Prazeres (S. Vicente de Aljubarrota, Alcobaça)
- Ermida de São João Baptista,[78] Olheiros (S. Vicente de Aljubarrota, Alcobaça)
- Igreja matriz (Chancelaria, Torres Novas)
- Capela de Nossa Senhora da Encarnação (Chancelaria, Torres Novas)
- Capela das Rendufas (Chancelaria, Torres Novas)
- Nicho de Santo Amaro (Chancelaria, Torres Novas)
- Capelinha do Senhor da Serra (Chancelaria, Torres Novas)
- "Buraca da Moura" (Chancelaria, Torres Novas)
- Igreja de São Sebastião (Almonda, Torres Novas)
- Capela de Almonda (Almonda, Torres Novas)
- Capela de Teira (Teira, Alcobertas, Rio Maior)
- Ermida de Santo Estevão (Fonte de Oleiro, Porto de Mós)
- Capela de São Miguel (Bairro de São Miguel, Porto de Mós)
- Capela de Nossa Senhora. da Luz e de Santo Amaro (Fonte de Oleiro, Porto de Mós)
- Capela do Livramento (Livramento, Porto de Mós)
- Capela de Nossa Senhora do Desterro (Ribeira de Cima, Porto de Mós)
- Capela de Nossa Senhora do Amparo (Corredoura, Porto de Mós)
- Capela de Nossa Senhora do Bom Sucesso (Bom Sucesso, Porto de Mós)
- Capela de Santo António (Porto de Mós)
- Igreja da Misericórdia (Aljubarrota, Alcobaça)
- Capela de São Pedro (Aljubarrota, Alcobaça)
- Capela de Santo Amaro (Aljubarrota, Alcobaça)
- Capela de São Romão (Aljubarrota, Alcobaça)
- Capela da Boavista (Aljubarrota, Alcobaça)
- Ermida de Santa Teresa (Aljubarrota, Alcobaça)
- Ermida de Nossa Senhora da Graça (Aljubarrota, Alcobaça)
- Ermida de Nossa Senhora das Areias (Aljubarrota, Alcobaça)
- Capela Nossa Senhora do Carmo (Aljubarrota, Alcobaça)
- Capela Nossa Senhora da Piedade (Aljubarrota, Alcobaça)

### Cruzeiros
- Cruzeiro no adro da igreja e nos lugares da Mata e da Rexaldia (Chancelaria, Torres Novas)
- Cruzeiro do adro do Alqueidão do Arrimal (Arrimal, Porto de Mós)
- Cruzeiro de Alcanede (Alcanede, Santarém)
- Cruzeiro da Capela (Chainça, Leiria)
- Cruzeiro da Lagoa Grande (Arrimal, Porto de Mós)
- Cruzeiro da Mendiga (Mendiga, Porto de Mós)
- Cruzeiro do Outeiro e Poço (Arrimal, Porto de Mós)
- Cruzeiro do Poço da Corrente (Arrimal, Porto de Mós)
- Cruzeiro da Travessa de Além no Alqueidão do Arrimal (Arrimal, Porto de Mós)

## Lugares

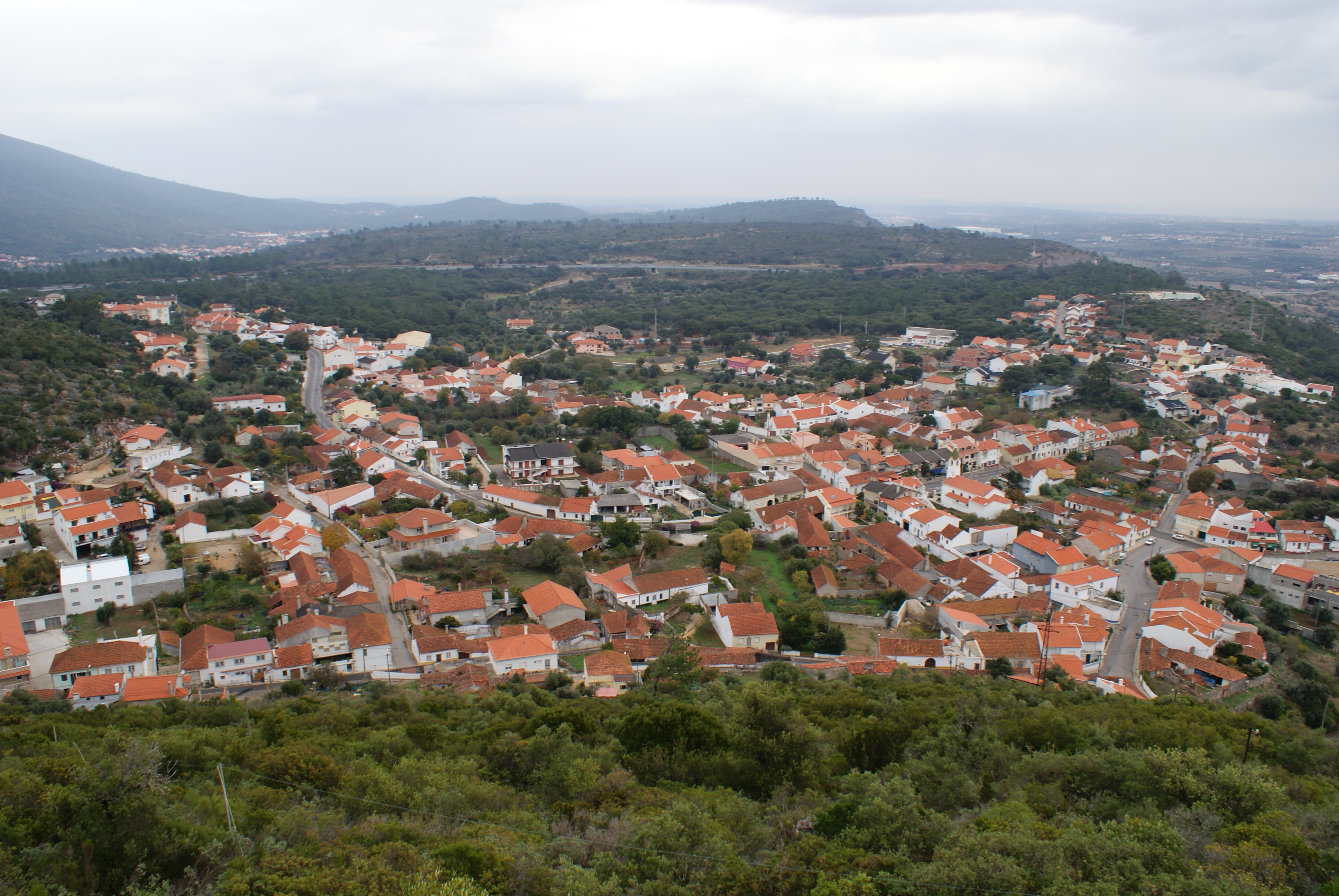
Moitas venda, Alcanena

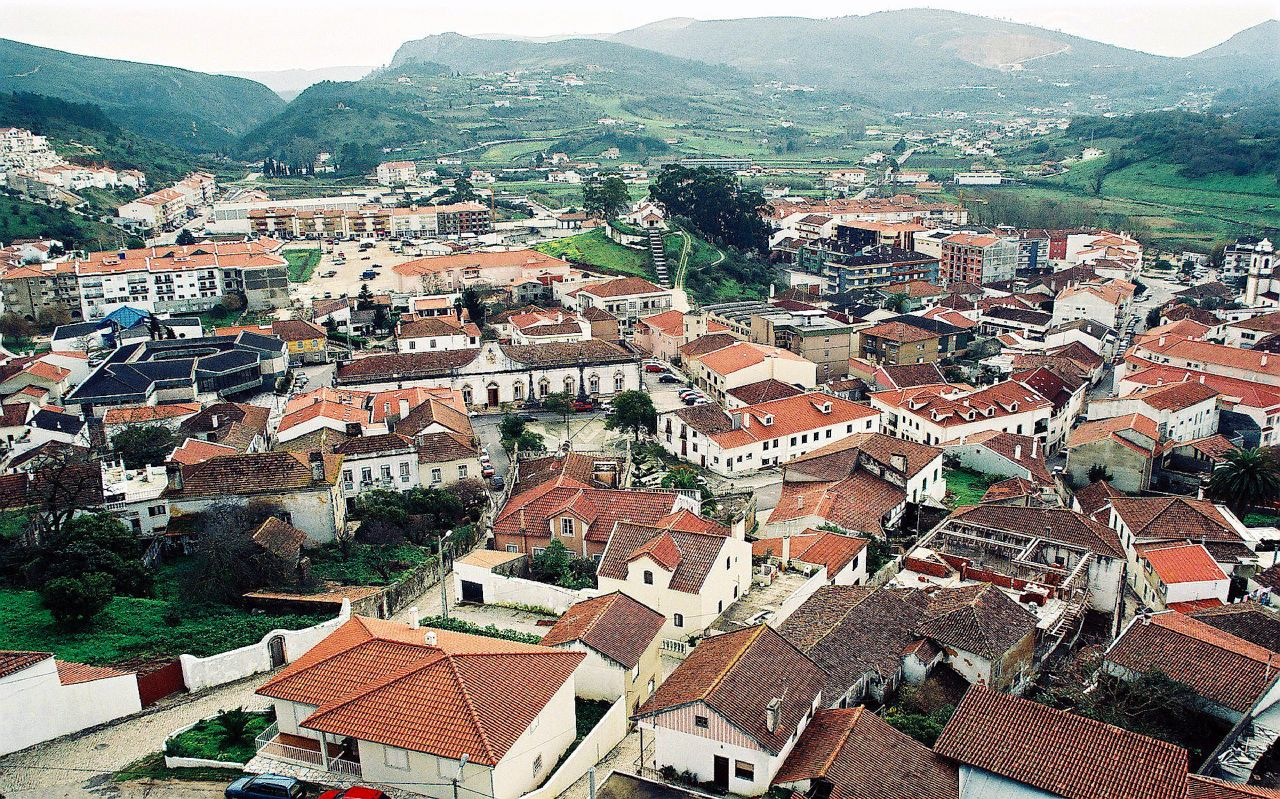
Porto de Mós

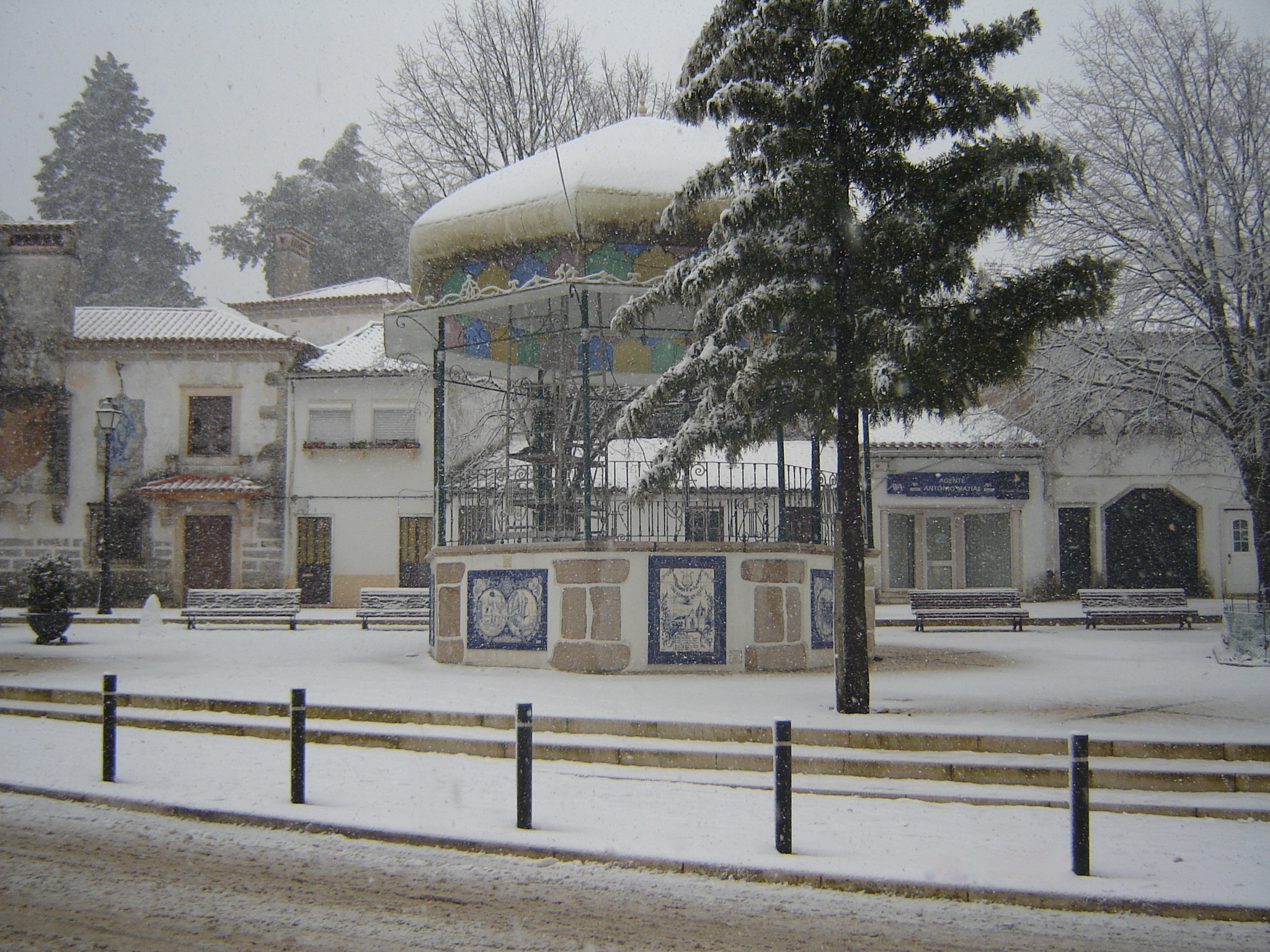
Coreto de Minde, Alcanena

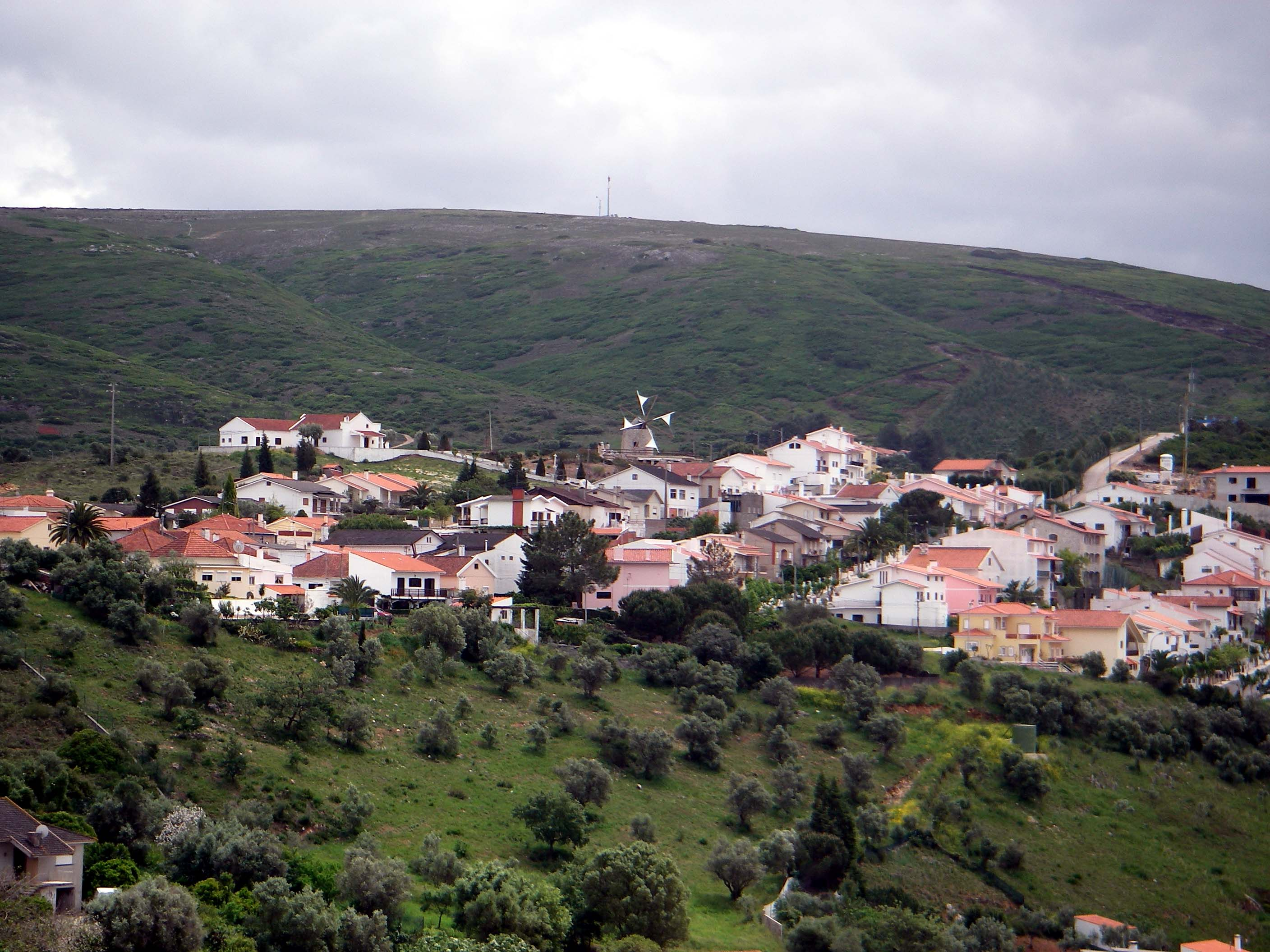
Vista do Castelo de Porto de Mós sobre a vila

### Plataforma de Fátima (Planalto de São Mamede)
- Concelho de Leiria
  - Povoação de Cortes (4 lugares)
    - Pé-da-Serra
    - Vale da Mata
    - Abadia
    - Senhora do Monte

  - Freguesia do Arrabal
  - Freguesia de Santa Catarina da Serra e Chainça
    - Santa Catarina da Serra (26 lugares)
    - Chainça
- Concelho da Batalha (2 freguesias)
  - Reguengo do Fetal
  - São Mamede
- Concelho de Ourém (duas localidades)
  - Fátima
  - Ourém

### Serra de Aire e Planalto de São Mamede
- Vila e município de Porto de Mós (10 freguesias)
  - Alqueidão da Serra
  - Alvados e Alcaria
  - Arrimal e Mendiga
  - Calvaria de Cima
  - Juncal
  - Mira de Aire
  - Pedreiras
  - Porto de Mós - São João Baptista e São Pedro
  - São Bento
  - Serro Ventoso
- Vila e município de Alcanena (7 freguesias)
  - Alcanena e Vila Moreira
  - Bugalhos
  - Malhou, Louriceira e Espinheiro (numa zona de transição entre o Maciço Estremenho e a Bacia Terciária do Tejo)
  - Minde (localizada numa depressão fechada entre os Planaltos de Santo António e de São Mamede)
  - Moitas Venda (situada entre a Serra de Aire e Serra dos Candeeiros, engloba o lugar de Casais Robustos e o Cabeço de Santa Marta)
  - Monsanto
  - Serra de Santo António
- Torres Novas (as freguesias situadas contra a Serra de Aire e o Planalto de Santo António)
  - Pedrógão
  - Zibreira
  - Brogueira, Parceiros de Igreja e Alcorochel
  - Chancelaria

### Planalto de Santo António
- Vila e município de Porto de Mós
- Concelho de Santarém (4 freguesias)
  - Abrã
  - Amiais de Baixo
  - Gançaria
  - Freguesia de Alcanede
    - Aldeia de Além
    - Aldeia da Ribeira
    - Alqueidão do Mato
    - Alqueidão do Rei
    - Bairro dos Murtais
    - Barreirinhas
    - Casais da Charneca
    - Casal de Além
    - Covão dos Porcos
    - Espinheira
    - Mata do Rei
    - Mosteiros
    - Murteira
    - Prado,
    - Pé da Pedreira
    - Vale da Trave[79]
    - Várzea
    - Vale do Soupo
    - Valverde
    - Viegas
    - Xartinho
- Concelho de Rio Maior (a sul do Planalto)
  - Alcobertas

### Serra dos Candeeiros
- Cidade e concelho de Rio Maior (a parte norte do concelho)
  - Alcobertas
  - Rio Maior (freguesia)
- Cidade e concelho de Alcobaça (4 freguesias)
  - Cós, Alpedriz e Montes
  - Aljubarrota
  - Évora de Alcobaça
  - Turquel[80]
- Vila e concelho de Porto de Mós (10 freguesias)

Porto de Mós tem a particularidade de estar situada a leste do Maciço Estremenho, encostada à Serra dos Candeeiros, e aos Planaltos de São Mamede e Santo António.

## História

### Pré-História e Idade da Pedra

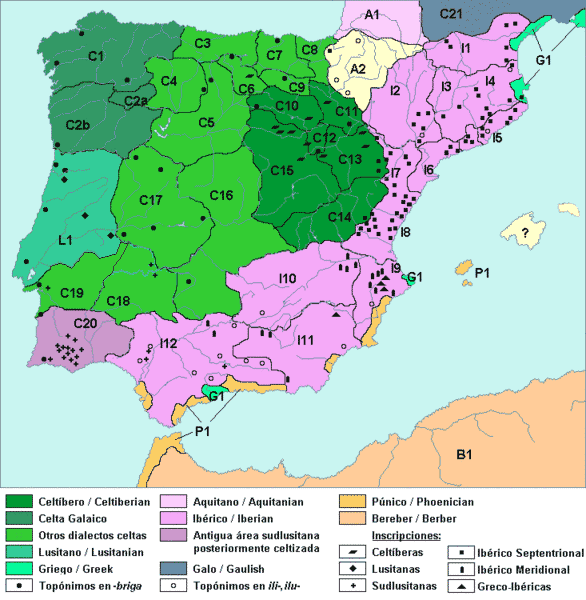
O Maciço Calcário Estremenho encontra-se no centro da zona de povoamento lusitano, na região onde se fala a língua lusitana

As paisagens do Maciço Calcário Estremenho são marcadas pela presença de grutas e algares e registos fósseis de dinossauros do período jurássico. Os primeiros vestígios de presença humana datam do Paleolítico, com construções em pedra seca que atestam de práticas agrícolas e de pastoreio antigas. Na altura, as populações primitivas da região aproveitam também as depressões cársicas para armazenar a água. Muitas marcas testemunham da adaptação humana à paisagem cársica, e duma neolitização das populações da região. Os primeiros sinais de actividade humana na povoação de Chancelaria (Torres Novas) datam por exemplo do Neolítico, ou ainda do Paleolítico Superior. A necrópole da chamada "Buraca da Moura", nos arredores da aldeia de Rexaldia, conheceu os primitivos habitantes desta região. Os vários sítios arqueológicos do maciço são actualmente objectos de muitos estudos ciêntificos. Os sítiosPaleolítico do Maciço foram muito cuidadosamente repertoriados e analisados no seu conjunto em 2011.

### Antiguidade

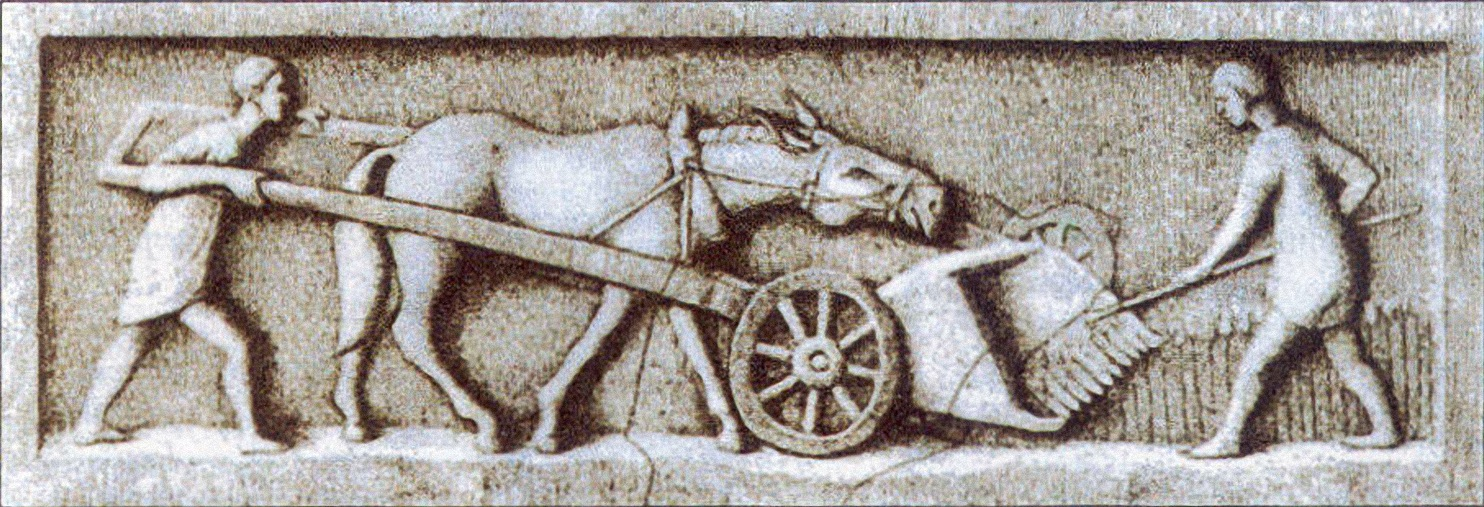
Vários vestígios arqueólogicos testemunham da ocupação romana de zonas serranas do Maciço

A presença humana parece manter-se de forma contínua desde o Paleolítico, mas é preciso esperar a Idade Média para dispor de documentos escritos e arqueológicos testemunhando de um desenvolvimento urbano estável nos arredores do Maciço e nas suas alturas. Na Antiguidade, o maciço está situado em plena zona de povoamento lusitano. Na medida em que os Lusitanos eram considerados como um povo vivendo nas serras e nos planaltos, hábeis na luta de guerrilhas, pode supor-se que frequentaram a região. O maciço oferecia-lhes um ambiente ideal. A preparação militar dos jovens guerreiros tinha lugar nas montanhas em lugares específicos. Os santuários eram erigidos nas massas rochosas de locais com certo domínio da paisagem, à beira de cursos de água ou junto a montes. Uma das várias versões em relação à origem do nome da freguesia de Évora de Alcobaça diz que o topónimo advém dos “Eburon”, povo que viveu na Península Ibérica. Várias jazidas arqueológicas na gruta da nascente do rio Almonda, no centro do Planalto de Santo António, datam da época romana. Outros vestígios da ocupação romana foram encontrados em camadas pouco profundas a leste do maciço, em Chancelaria (Torres Novas). Cestos de cerâmica e moedas antigas descobertas na localidade do Andam evidenciaram também a presença de civilizações romanas na zona do Juncal, na região de Porto de Mós, a oeste. No Reguengo do Fetal, vários achados arqueológicos, lápides, fragmentos de cerâmica, moedas, datam da época romana (a este facto não será decerto alheia a proximidade da antiga cidade de Colippo). Nos séculos seguintes, o maciço foi provavelmente frequentado pelas populações da região no contexto das invasões bárbaras, e a seguir muçulmanas. Por aparecer como um ambiente hóstil, o relevo montanhoso e as dificuldades do terreno transformam esta região numa verdadeira citadela, fora de alcance dos diferentes invasores. O ambiente serrano sempre foi propício para servir de refúgio ou esconderijo em tempos de guerra.

### Idade Média

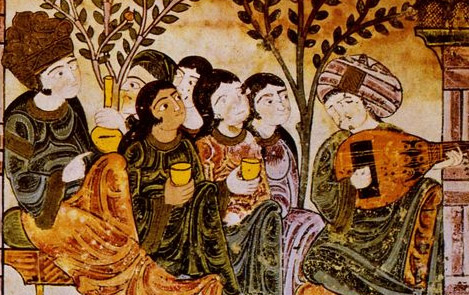
Vários índices na toponomia da região apontam para uma ocupação e colonização musulmana de certas zonas do Maciço

Vários índices na toponímia da região apontam para uma ocupação e colonização musulmana de certas zonas do Maciço. O nome da freguesia de Alcanena, no distrito de Santarém, significa em árabe «cabeça seca», ou segundo outros, «lugares sombrios». Pensa-se que o nome da freguesia de Abrã, inicialmente Abraã, tem origem na palavra árabe âbara, que significa «entrada» ou «embocadura», «caminho» e «porto». Também o nome da povoação de Alcaria, em Porto de Mós, vem do árabe al-gariya, «vila, povoado pequeno», e designa, no mundo muçulmano de al-Tagr al-Adna (Marca Inferior), no Algarbe Alandalus, as pequenas povoações rurais que se situam nas imediações das grandes cidades (as medinas), apresentando-se, de alguma forma, com a continuada das antigas villae romanas. Uma alcaria podia ser um povoado único, fortificado ou não, ou podia agrupar algumas pequenas povoações, que possuíam, em conjunto, um perímetro fortificado onde podiam guardar o gado em caso de perigo. A extremo norte do maciço, sabe-se que Leiria era uma importante posição muçulmana. Na freguesia de Cortes (Leiria), os nomes dos lugares de Alqueidão (do árabe al-Qaiatun, tenda; passagem estreira), Reixida (do árabe Rachida, "a bem guiada", "que tem a fé") e Mourões (o lugar dos mouros) são testemunhos directos da presença muçulmana. O mesmo ocorre com os lugares de Alqueidão da Serra, Alqueidão do Mato e Alqueidão do Rei, nos concelhos de Porto de Mós e Alcanena. A oeste, o topónimo Alcobaça deriva presumivelmente do árabe al-Qubasha («carneiro»). No concelho epónimo, algumas versões sobre a origem do nome de Évora de Alcobaça afirmam que advém nos povos árabes, que no século VIII demandaram terras lusitanas (do árabe al-Yabura). Também o nome da aldeia Ataíja de Cima parece provir do árabe Taixa, nome antigo dado pelos mouros à atual Serra dos Candeeiros. Taixa significa “coroada”, uma vez que a disposição dos montes naquela zona da Serra se assemelha ao desenho de uma coroa. Esta terra seria assim “a coroada”, Al Taixa, palavra que terá evoluído progressiva e naturalmente ao longo do tempo, até ao atual nome de Ataíja. O nome de Alpedriz deriva ainda presumivelmente do baixo-latim petrinea, 'pedrinha', com a junção moçarabe do prefixo *al- resultado da posterior presença moura na região. Entre os diversos mitos populares quanto à origem da povoação, um deles conta, numa versão um pouco diferente, que a vila teria sido fundada pelos mouros em meados do século IX, derivando o seu nome de duas palavras: abi e driz, supostamente "Pai de Driz". Alcanede, Alvados, Alviela, Alcobertas e Aljubarrota são igualmente topónimos árabes.

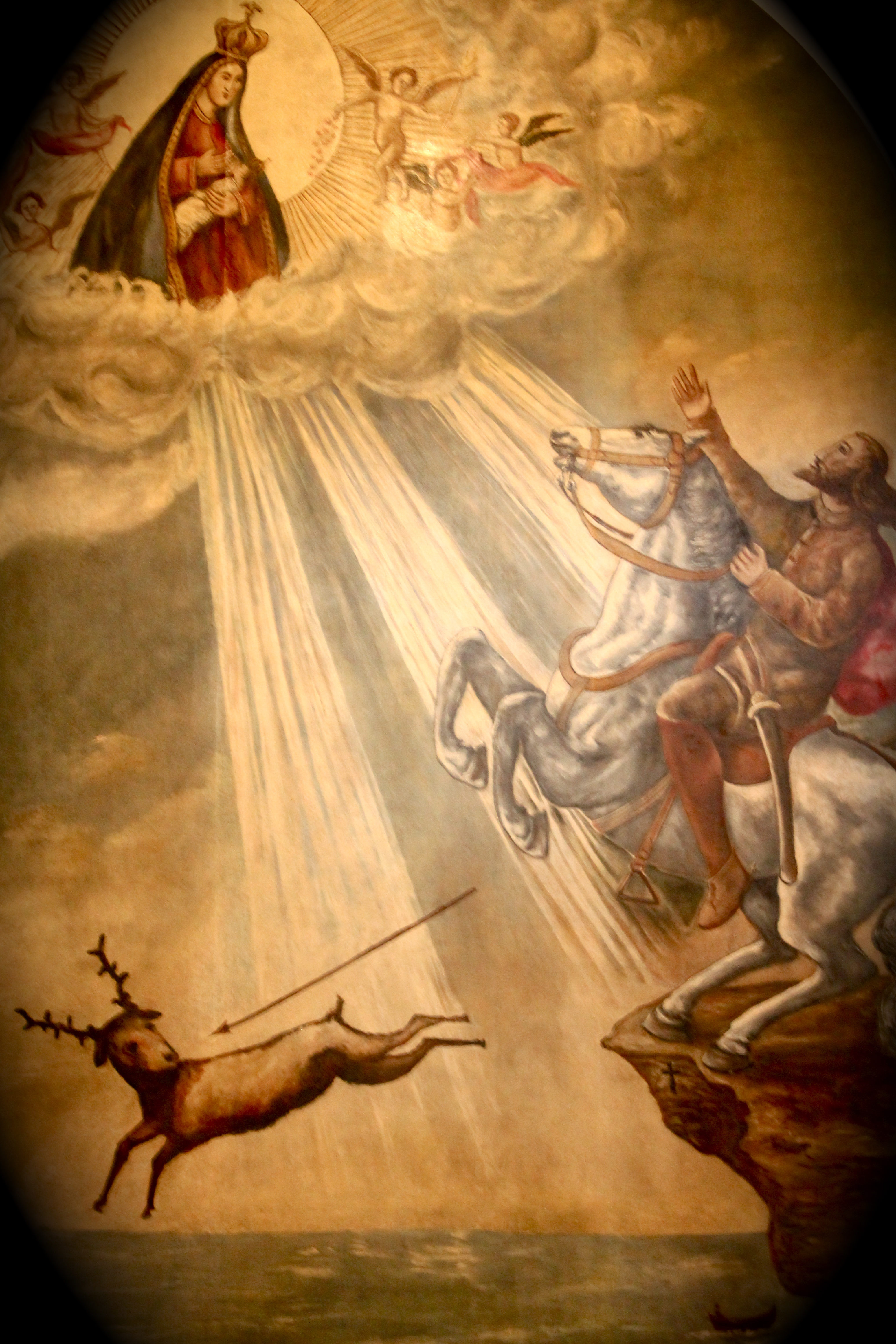
O alcaide do castelo de Porto de Mós Fernão Gonçalves Churrichão, o Farroupim, que passou à História como D. Fuas Roupinho, utilizou no século XII as serras do maciço como base de operações contra os Muçulmanos.

Também as lendas locais fazem referências à presença arabo-andalusa na região. A lenda de Oureana, divulgada por Frei Bernardo de Brito na "Crónica da Ordem de Cister" (Livro VI, Cap. I), conta por exemplo que num ataque surpresa a Alcácer do Sal, no dia de São João de 1158, o conde cristão Gonçalo Hermigues, com alguns companheiros, raptou uma princesa moura chamada Fátima e trouxe-a para o lugar na Serra de Aire que mais tarde se veio a chamar pelo seu nome. Mais tarde, no seu cativeiro, a moura apaixonou-se pelo cristão, e resolveu baptizar-se para poder casar com o seu amado. Para seu nome de baptismo escolheu Oureana. Daqui, segundo a lenda, teria tido origem o nome da vila de Ourém, a vila de Oureana. Ao casar com a princesa, o conde deu ao seu condado o nome de "Oriana", depois Ourém, e às terras serranas deu o nome de Terras de Fátima, do nome árabe da esposa Fátima (Fāţimah, Árabe: فاطمة ), em memória dos seus ancestrais. Outro exemplo de lenda que se refere à presença muçulmana na região é a lenda da Nazaré, que conta que o cavaleiro D. Fuas Roupinho, miraculado por Nossa Senhora da Nazaré, em 1182, foi alcaide do castelo de Porto de Mós. Segundo algumas fontes, venceu um grande exército muçulmano que cercava o castelo, recorrendo ao estratagema de se esconder previamente na serra com parte dos seus homens. Derrotou o inimigo com um ataque surpresa ao seu acampamento, durante a noite.

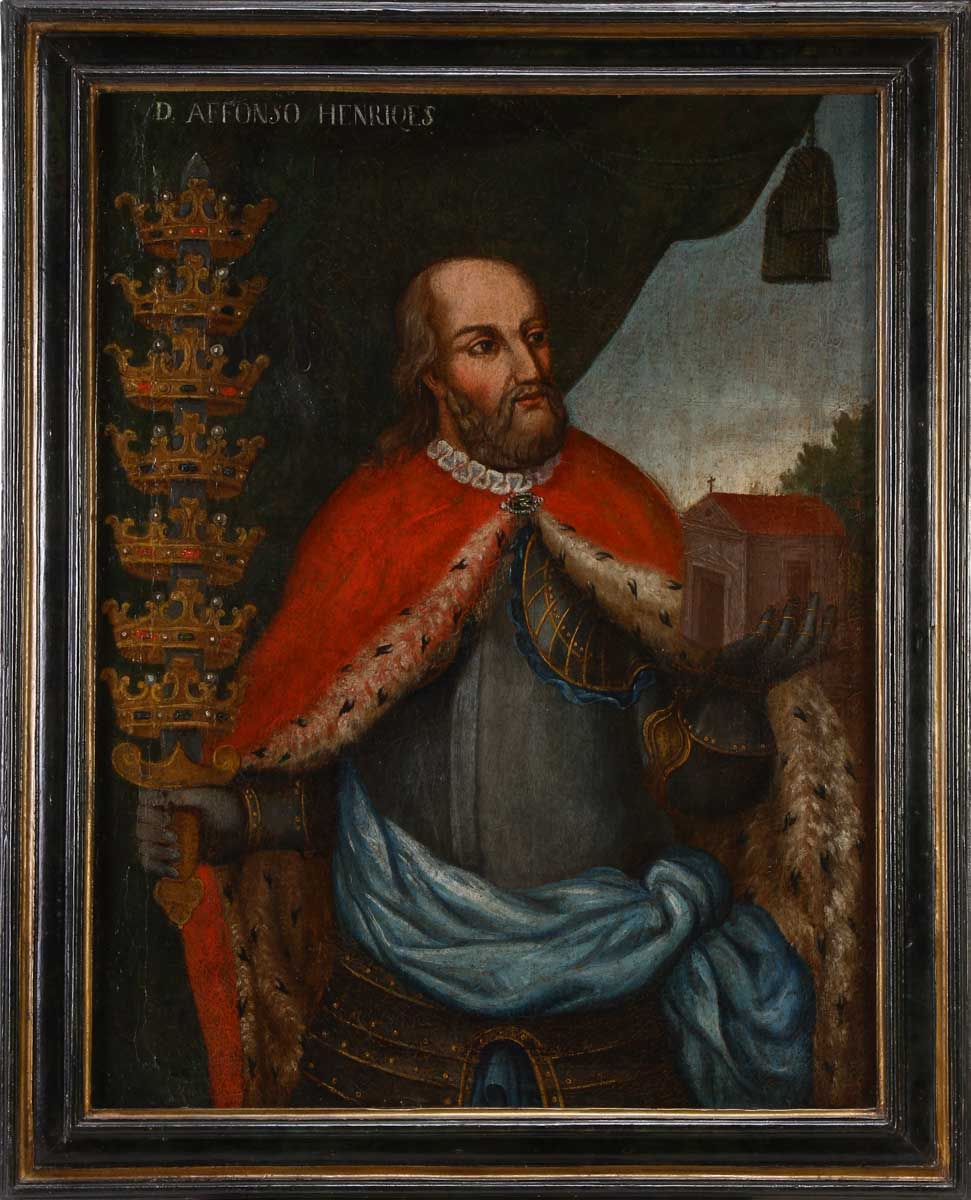
O rei D. Afonso Henriques, objecto de várias lendas envolvendo a fundação de povoações serranas

Novos núcleos de povoamento começam a aparecer no âmbito da Reconquista. Tradições e orais e documentação escrita permitem reconstituir alguns elementos de história. A oeste do Maciço Estremenho, conta a lenda de que o primeiro Rei de Portugal D. Afonso Henriques (1143-1185), foi ao cimo da Serra dos Candeeiros e lançou sua espada para decidir onde mandaria construir o mosteiro agora situado em Alcobaça. A espada do Rei caiu algures na área da actual localidade de Chiqueda, na freguesia de Aljubarrota, passando a terra a ser chamada de Quiqueda (de "Aqui" e "Queda"), devido à queda da espada, nome que depois foi evoluindo de Quiqueda para Chiqueda. O mesmo tipo de lendas existe a leste do Maciço. Por exemplo a lenda sobre o nome da povoação de Malhou (Alcanena) conta que um dia quando D. Afonso Henriques estava a dormir um ferreiro da terra acordou-o e gritou: "-Acordem soldados! Olhem que o ferreiro já malhou", deixando o nome de Malhou à localidade. Conforme referido na lenda da fundação de Chiqueda, em 1153 D. Afonso Henriques doa e couta a D. Bernardo, Abade de Claraval, e aos seus sucessores dois territórios recém-conquistados aos mouros para aí ser fundado o Mosteiro Cisterciense de Santa Maria de Alcobaça. Os vastos territórios cistercenses, que tomam o nome de Coutos de Alcobaça, abrangem uma parte importante do maciço (Aljubarrota, Évora de Alcobaça e Turquel). Os primeiros monges começam de imediato a organizar e a explorar as suas terras à época pouco povoadas e muito florestadas. Abrem clareiras nas matas e nos bosques, seleccionando locais que reúnem as melhores condições para a exploração agro-pecuária. Aí instalam quintas por eles próprios agricultadas, as granjas.

A Oeste, do outro lado do Maciço, o início da história de Minde (Alcanena) como povoação documentalmente referenciada remonta a 1165 com o decreto do rei D. Afonso Henriques a instituir uma albergaria para apoio aos transeuntes na travessia das serras envolventes. A sul da Serra dos Candeeiros,  o documento mais antigo do concelho de Rio Maior, uma «Doacom de salinas e Rio Mayor», data de 1177, ainda sob o reinado de D. Afonso Henriques. O lugar pertence na altura ao Termo da Vila de Santarém. A leste da Plataforma de Fatima, o concelho de Ourém recebe foral em 1180, atribuído pela infanta D. Teresa, filha de D. Afonso Henriques. Mais a sul, o Concelho de Porto de Mós torna-se pertença dos Coutos de Alcobaça em 1230, doado por D. Sancho II, influenciando por muitos séculos a vida e os hábitos desta região. Os primeiros monges de Alcobaça, monges brancos, têm uma acção civilizadora notável na região, e desenvolvem actividades determinantes para a agricultura nas zonas serranas. A extremo norte do maciço, a povoação das Cortes é uma das mais antigas do termo de Leiria, a ela se referindo numerosa documentação medieval. As primeiras referências documentais, até hoje conhecidas, surgem por volta de 1250 num pergaminho em que os templários (de Tomar) registaram as suas propriedades existentes no termo de Leiria. A vila de Porto de Mós recebe foral de Dom Dinis em 1305. Mais tarde, o Concelho de Porto de Mós é entregue, por D. João I, a D. Nuno Álvares Pereira e á Casa de Bragança, após a decisiva Batalha de Aljubarrota, a 14 de Agosto de 1385. Entretanto, mais a sul, na região de Alcobaça, Évora de Alcobaça recebe foral de Abade D. Martinho em 1332. Os Frades da Ordem de Cister desenvolvem extraordinariamente toda a área de que são donatários. Assim, a freguesia de Évora de Alcobaça tem, nesta altura, uma Misericórdia, uma Companhia de Ordenanças com o capitão e as respectivas autoridades de justiça. A leste da Plataforma de Fátima, no século seguinte, o núcleo histórico de Ourém desenvolve-se em torno do Castelo de Ourém, que tem no tempo de D. Afonso, 4.º Conde de Ourém um período de grande esplandor.

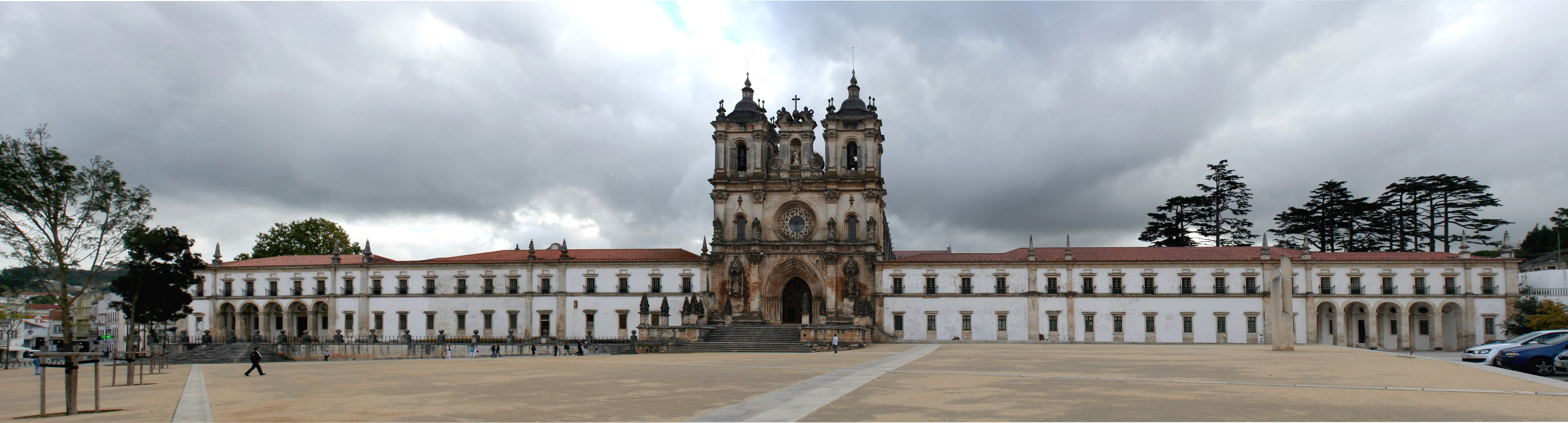
Parte do maciço, nos concelhos de Alcobaça e de Porto de Mós, é pertença dos Coutos de Alcobaça, doados em 1155 e 1230 por D. Afonso Henriques e D. Sancho II aos monges de Alcobaça, que têm uma acção civilizadora notável, e desenvolvem a agricultura nas zonas serranas, influenciando por muitos séculos a vida e os hábitos desta região.

### Idade Moderna
O século XVI constitui ainda um período de desenvolvimento para a região. A freguesia do Reguengo do Fetal (Reguengo da Magueixa até 1910) é criada no ano de 1512 pelo Prior-Mor de Santa Cruz de Coimbra, com jurisdição sobre Leiria. Este Bispo, D. Pedro Vaz Gavião, desmembra a freguesia da Igreja de S. Martinho da então Vila de Leiria e dá-lhe por Orago a Santíssima Trindade. Mais a sul no Maciço, o foral de Évora de Alcobaça é renovado por D. Manuel I em 1 de Outubro de 1514. Também a vila de Porto de Mós recebe um segundo foral Manuelino de Dom Manuel em 1515. A sul da Serra dos Candeeiros, em 4 de Julho de 1536, a ermida de Alcobertas (Rio Maior) é elevada a primeira igreja da freguesia com jurisdição paroquial, por carta do Cardeal de São Brás, Arcebispo de Lisboa. Do lado oposto do maciço, a norte da plataforma de Fátima, já na altura a festa da padroeira da freguesia de Cortes, Nossa Senhora da Gaiola, se realiza anualmente no 1º Domingo de Maio, sendo tradição imemorial. A Carta Régia de D. João III, de 31 de Maio de 1542, concedendo licença aos moradores das Cortes para realizarem e pedirem para o Bodo, estabelecendo os critérios de distribuição das esmolas, fala deste costume como sendo de "antigamente". A nordeste do Maciço, em 1549, a freguesia de Santa Catarina da Serra é criada pelo primeiro bispo de Leiria, D. Frei Brás de Barros, tendo sido desanexada da freguesia de S.Pedro de Leiria. É composta por várias povoações de dimensão variável. No ano de 1592 é criada a Freguesia de Santa Margarida do Arrabal, ainda no concelho de Leiria, em honra de Santa Margarida, num local onde existia uma ermida consagrada à mesma. Fica com seis Confrarias que davam ao cura um tostão cada uma com a oferta voluntária de meio alqueire de trigo. Entretanto, na região de Porto de Mós, a povoação original do Juncal localizava-se em S. Miguel do Peral (uma zona agora abandonada). Como este local era bastante desabrigado e com falta de água, os habitantes foram-se mudando para o local onde hoje se situa a vila do Juncal. Deste modo, em 1560 é fundada a freguesia do Juncal, mantendo como padroeiro S. Miguel. A capela antiga localizada em S. Miguel do Peral foi caindo aos poucos, restando agora apenas a capela-mor do antigo templo (a qual ainda é utilizada uma vez por ano, para a Missa da Segunda feira durante as Festas de S. Miguel, durante o 3.º fim de semana de Agosto).

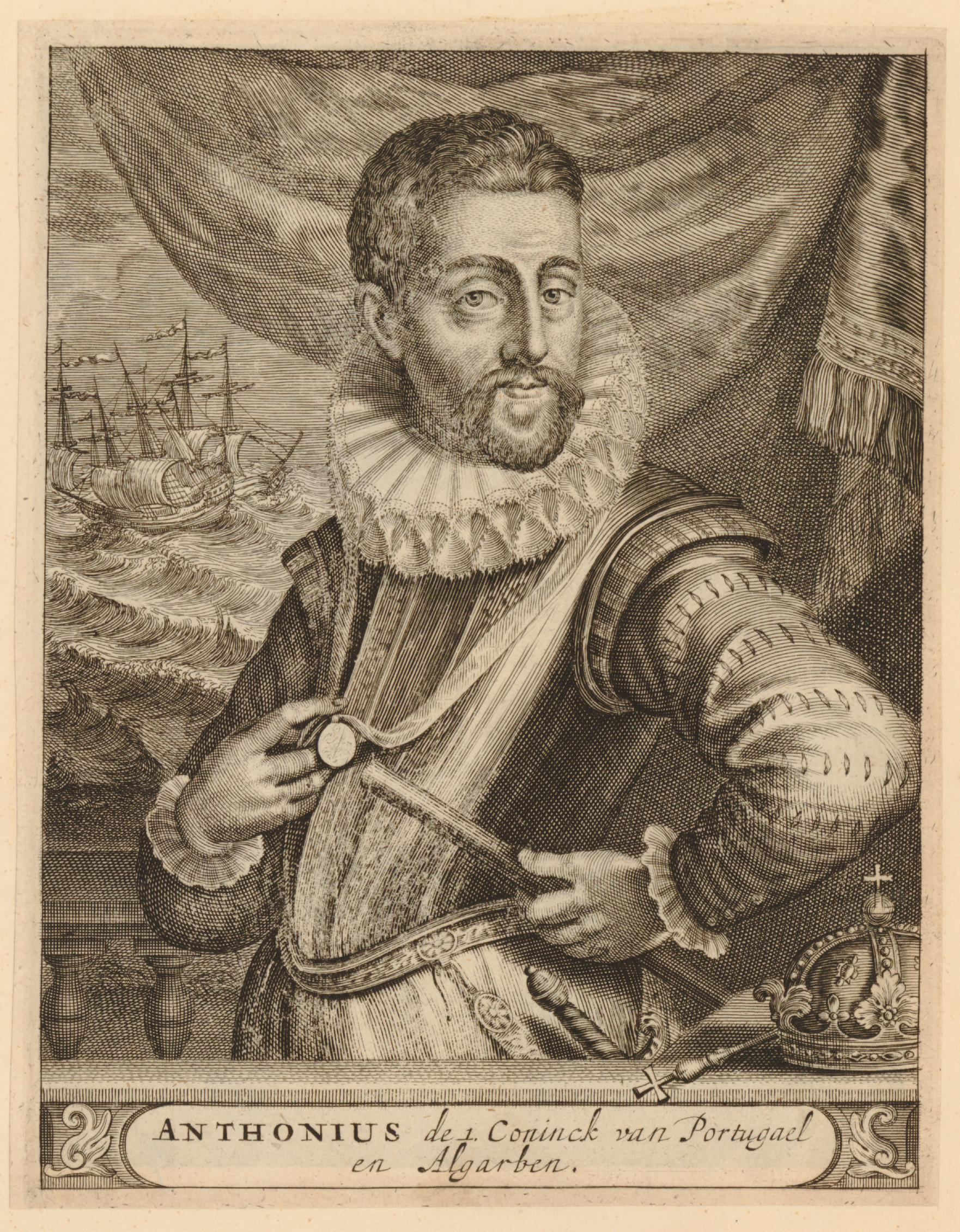
D. António, Prior do Crato, terá sido acolhido em Alcanede, na sua fuga para fora do país (de Novembro de 1580 até Maio 1581)

Depois da morte de D. Sebastião, em 1580 o município de Alcanede faz a entrega da Vila, na parte sul do maciço, a Filipe II de Espanha. Por essa época, D. António, Prior do Crato, terá sido acolhido em Alcanede, na sua fuga para fora do país. A região conhece algumas mudanças significativas durante o período filipino. A sul da Serra dos Candeeiros, em 1619, é fundada uma Albergaria Régia em Rio Maior. Em 1633, o lugar passa a pertencer ao Concelho da Vila de Azambujeira. Após a prolongada e dura guerra da Restauração e expulsão dos Castelhanos, os circuitos económicos portugueses estão gravemente afectados, desorganizando a vida agrícola e comercial das várias regiões estremenhas. É necessário que os centros populacionais despertem, contribuindo para o reequilíbrio económico da rede urbana do maciço. Em muitos casos, a solução foi a venda de novidades agrícolas atraindo mercadores de várias regiões, próximas ou mesmo afastadas. Outra solução foi a celebração de festas religiosas igrejas, capelas ou ermidas. É aqui que se enquadra a petição dos juízes da Irmandade de Nossa Senhora de Arrouquelas (Rio Maior), solicitando autorização para a criação de uma feira a 15 de Setembro, com o intuito de poderem completar a obra da igreja e adquirir ornamentos. A 23 de Outubro de 1674 é concedido a alvará. Um pouco a leste, em Julho de 1679 o Padre António Vieira estadia em Alcanede, como é revelado pela sua correspondência com o diplomata Duarte Ribeiro de Macedo. Nos século XVII/XVIII, a sul da Serra dos Candeeiros, dá-se a rotação da igreja de Alcobertas (Rio Maior) para a posição actual, deixando o dolmen de funcionar como capela e altar mor, passando a ser uma capela lateral.

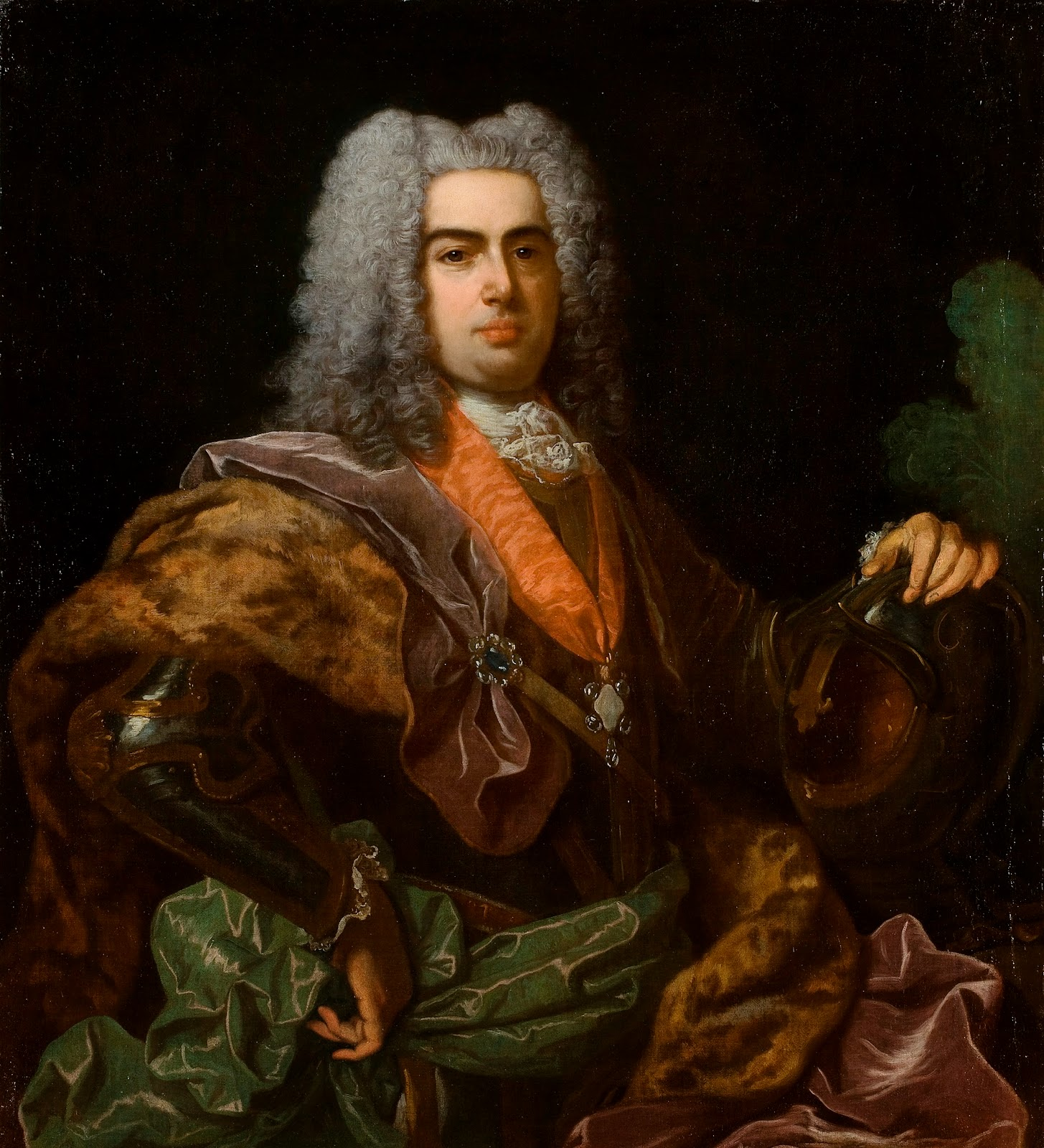
Em 16 de Julho de 1719, o povo de Alcanede (a sul do Planalto de Santo António) amotina-se contra os impostos exigidos pela Ordem de Avis, marchando sobre Lisboa, onde obtém o favor de D. João V

Em 16 de Julho de 1719, o povo de Alcanede (a sul do Planalto de Santo António) amotina-se contra os impostos exigidos pela Ordem de Avis, marchando sobre Lisboa, onde obtém o favor de D. João V. A feira de Arrouquelas (Rio Maior) mantem-se até 1739, ano em que Rio Maior solicita a D. João V alvará para a criação da sua feira, o que acontece logo no ano seguinte, substituindo a feira de Arrouquelas. A população de Alcanede não sofreu danos de monta no terramoto de 1755. A norte do Maciço, o terramoto abalou a igreja e algumas capelas da freguesia de Cortes, mas não causou prejuízos de monta, a não ser na capela de Santa Bárbara da Amoreira, não havendo notícias de outros factos danosos, a não ser o de as águas do rio Lis terem voltado para trás, tal a força do abalo. Pelo contrário, em Ourém, grandemente atingida pelo Terramoto de 1755, a cabeça do concelho mudou-se para a Vila Nova. A segunda metade do século XVIII é de intenso desenvolvimento a sul do Maciço. Em 1759, é fundada da Santa Casa da Misericórdia de Rio Maior. Em 1761, a cidade passa a ter uma Feira Anual (actual Feira da Cebola). Em 1763, a albergaria de Rio Maior é entregue aos frades franciscanos arrábidos. Em 1789, a vertente oeste do Maciço é servida pela Estrada Real de Dª. Maria I que parte de Lisboa e passa por Rio Maior, e Alcobaça, até Coimbra. Perto da estrada, na freguesia de Pedreiras, em Porto de Mós, é construída a Estalagem Real da Mala Posta que serve para o descanso e abastecimento das monturas e diligências. Em 1803, é criado o do título de Conde de Rio Maior para João V.S.O. Juzarte Figueira e Sousa. Entretanto na região de Porto de Mós, uma fábrica de cerâmica é fundada por José Rodrigues da Silva e Sousa em 1770 no Juncal. A fábrica obtem o título de Real em Setembro de 1784, fabricando loiça e azulejos que são vendidos e espalhados um pouco por todo o país.

### Idade Contemporânea

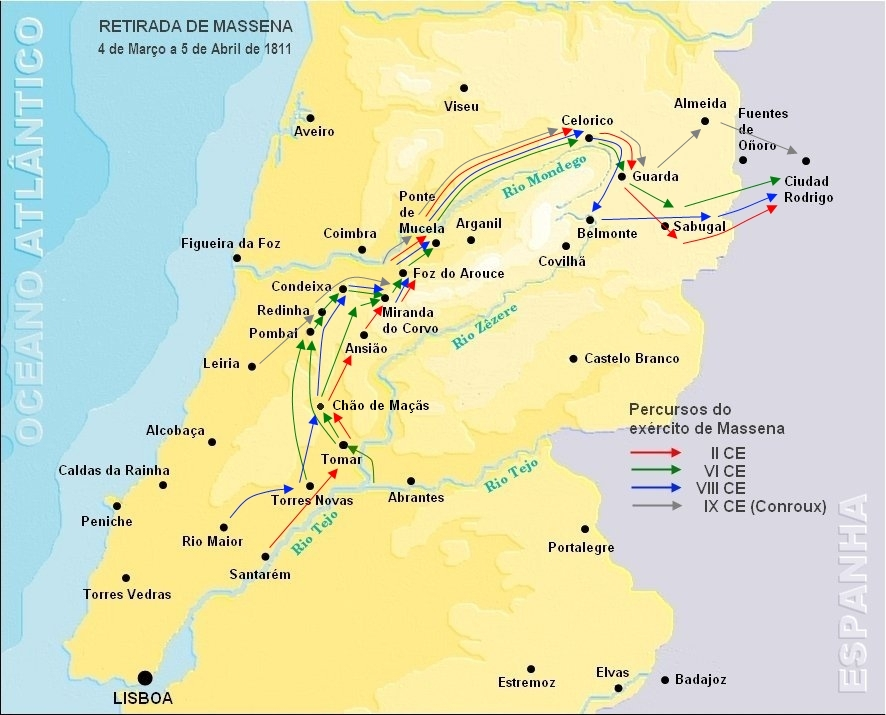
O Maciço Calcário Estremenho foi um dos teatros de operações da Guerra peninsular (1801-1814). Mapa do percurso da retirada do Exército Francês em 1811

O Maciço Calcário Estremenho foi um dos teatros de operações da Guerra peninsular (1801-1814). Nele ocorreram alguns combates e resistência. Sabe-se que o revelo acidentado do país, os caminhos e as dificuldades do terreno dificultaram o avanço dos soldados franceses que passaram pela região. Durante a segunda invasão francesa, em 1808, foi escondida, na Serra, em Serro Ventoso, a custódia de oiro e algumas outras peças de maior valor. Habitantes de Serro Ventoso tomaram essas precauções devido ao saque maciço que se previa. Fazia ainda parte do espólio da igreja matriz um prato de oferta, de latão, com o diâmetro de 0,460 metros e a figura de Adão e Eva no fundo. Aquando da terceira invasão francesa em 1810, alguns objectos de valor existentes na capela de Amiais de Cima da freguesia de Abrã (concelho de Santarém) foram escondidos no telhado da mesma, evitando assim a pilhagem pelas tropas de Massena. No decurso da invasão, entre Novembro de 1810 e Março de 1811, a Vila de Alcanede é ocupada e pilhada pelas tropas de do 8º corpo do exército de Massena. Ourém é também incendiada pelo Exército Francês no final de 1810, tendo sobrado, apenas, algumas casas. Junot é ferido em Rio Maior (1810). A presença das tropas francesas na localidade de Louriceira (concelho de Alcanena) em 1811 completa o saque da documentação histórica sobre a terra, iniciado com a fuga dos jesuítas que levaram consigo o espólio da freguesia no século XVIII. No concelho de Leiria, a população da freguesia do Arrabal é dezimada pelos combates. Durante a revolta contra a ocupação dos franceses, de Outubro de 1810 a Junho de 1811, Junot manda para reprimir os revoltosos uma divisão comandada pelo general Margaront, que deixa 317 pessoas mortas, ou seja 38% do total da população. Registos paroquiais indicam que antes das invasões, em Outubro de 1810, a população do Arrabal era de 1.482, sendo 764 depois da retirada das tropas francesas, em Junho de 1811. A leste, também a freguesia de Chancelaria (Torres Novas) guarda vestígios das invasões francesas. 

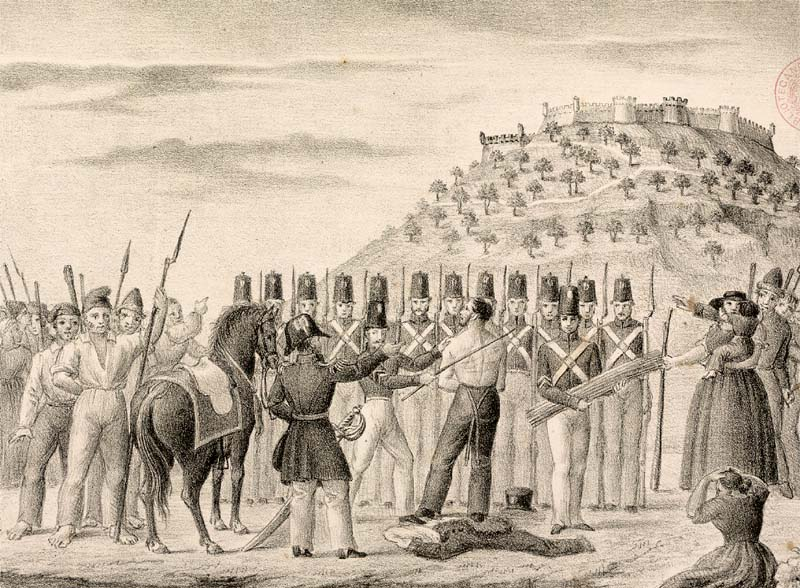
Durante a Patuleia (1846), Alcanede e a sua região foram palco de confrontos entre as forças cartistas e setembristas

No século XIX, o maciço é atingido pelas várias guerras civis que abalam o país. Após a revolução de 1820 a Câmara de Alcanede adere ao novo regime liberal e jura as bases da Constituição. Neste contexto de mudanças políticas, no Reguengo da Magueixa (actual Reguengo do Fetal), o rei, os conventos, as obras religiosas e as famílias nobres passam a ter menos direitos sobre as povoações, no que diz respeito a impostos e ao aproveitamento de infra-estruturas. A freguesia muda de nome, passando a ser chamada apenas de Reguengo. Durante a Guerra Civil Portuguesa (1828-1834), na sequência de vitórias consecutivas do exército liberal aliadas a revoltas populares, os monges do Mosteiro de Alcobaça abandonam definitivamente os Coutos de Alcobaça, que administravam desde o século XII. O Mosteiro, as suas quintas, os seus celeiros e adegas são então saqueados pelos populares. O Estado toma posse administrativa dos bens monásticos a 29 de Outubro de 1833, vendendo-os mais tarde em hasta pública. Em 1834, D. Miguel (rei absolutista) pernoita em Rio Maior nas vésperas da batalha de Almoster. Durante a Patuleia (1846), Alcanede e a sua região são palco de confrontos entre as forças cartistas e setembristas. Com a estabilização da situação política em meados do século XIX, as povoações do Maciço conhecem importantes mudanças. A sul do maciço, em 1836, é criado o concelho de Rio Maior. Em 1837, a Câmara Municipal riomaiorense é instalada no edifício da Albergaria Régia. Em 1869, a povoação dispõe dum Grémio de Instrução e Recreio (Riomaiorense). O Hospital da Misericórdia é reconstruido em 1870. A Escola Primária da Vila é fundada em 1878, o Teatro é inaugurado em 1880,  Escola Municipal Secundária é fundada em 1886, a Associação dos Bombeiros Voluntários em 1892 e «O Riomaiorense», primeiro jornal de Rio Maior, aparece em 1893.
A leste do maciço, em 1841 a sede do concelho de Ourém passa da zona histórica do castelo para o vale onde se encontra actualmente, para a Vila Nova. Desde a primeira metade do século XIX até à sua elevação a cidade em 20 de Junho de 1991, Ourém é conhecida como Vila Nova de Ourém. Mais a sul, tendo pertencido inicialmente ao concelho de Porto de Mós, por extinção deste em 1892, a povoação de Minde passa a integrar o concelho de Torres Novas. Em 1895, o concelho de Porto de Mós é extinto e passa a pertencer ao concelho de Alcobaça, no entanto este período é de curta duração, já que em 1898 volta a ter o estatuto de concelho, mas sem a freguesia de Minde que juntou ao concelho de Torres Novas. Em 1914 é criado o concelho de Alcanena e Minde passa a estar integrado no mesmo.
O século XX é de grande desenvolvimento industrial na região sul e leste do maciço (Rio Maior e Alcanena). Em 1916, é feito o Registo da Mina de Lignite do Espadanal, em Rio Maior. A Empresa Industrial Carbonífera e Electrotécnica Lda, Concessionária das Minas do Espadanal, é fundada em 1920. Em 1924, a vila passa a dispor duma Escola Comercial Municipal. Rio maior é electrificada em 1928. O Matadouro Municipal é inaugurado em 1935. Em 1945, é inaugurada a linha férrea Rio Maior-Vale de Santarém para o transporte de carvão. 1946 marca o início da exploração de areeiros de Rio Maior. Em 1955 começa a laboração da Fábrica de Briquetes da Mina do Espadanal. A empresa «Carnes Nobre» é fundada em 1957. O encerramento das Minas do Espadanal em 1969 marca o fim duma época para o concelho de Rio Maior. A partir de aí, com o fim do Estado Novo e a abertura do país, as populações viram-se cada vez mais para ao turismo, com a exploração do seu património natural, cultural e religioso. Logo no início do século XX, as aparições milagrosas em Fátima dão um novo impulso ao desenvolvimento da região norte do maciço. A construção do Santuário de Fátima, assim como a instalação de diversas ordens religiosas, trouxeram novos meios e visibilidade para a freguesia de Fátima e toda a região envolvente. Santa Catarina da Serra tem conhecido bastante desenvolvimento, devido sobretudo à sua proximidade com a cidade e o santuário de Fátima, que soube aproveitar, e à dinâmica da sua população e de muitas empresas. No concelho da Batalha, o Reguengo adopta o nome de Reguengo do Fetal, sendo esta a forma de se distinguir de centenas de outras freguesias com o mesmo nome, e também para homenagear Nª Srª do Fetal, que desde o século XVIII tem uma ermida da sua invocação na freguesia. No concelho de Alcanena, o grande desenvolvimento da sua indústria têxtil nos anos que se seguem a Segunda Grande Guerra proporcionam a elevação de Minde à categoria de vila em 1963. A freguesia do Juncal (Porto de Mós) é elevada à categoria de vila em 13 de Julho de 1990. Fátima passa de vila a cidade a 12 de julho de 1997. A peregrinações que estimulam o setor económico da região, fazem com que se torne uma cidade mais desenvolvida, e que seja conhecida mundialmente como a cidade da Paz. Reguengo do Fetal sofre uma evolução demográfica pautada por um crescimento populacional, que se acentua nos anos 90 (2210 em 1991, 3000 em 1998). Santa Catarina da Serra é elevada a vila a 12 de Julho de 2001.

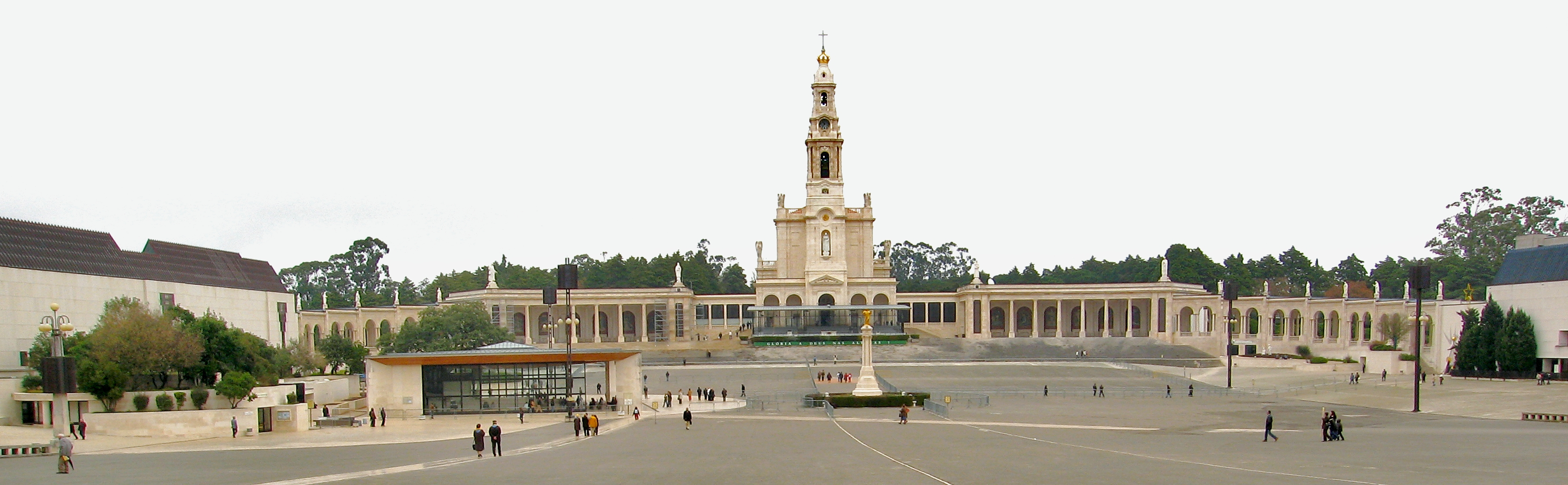
A construção do Santuário de Fátima na primeira metade do século XX, assim como a instalação de diversas ordens religiosas, trouxeram novos meios e visibilidade para a freguesia de Fátima e toda a região envolvente.

## Indústrias

### A indústria de curtumes em Alcanena

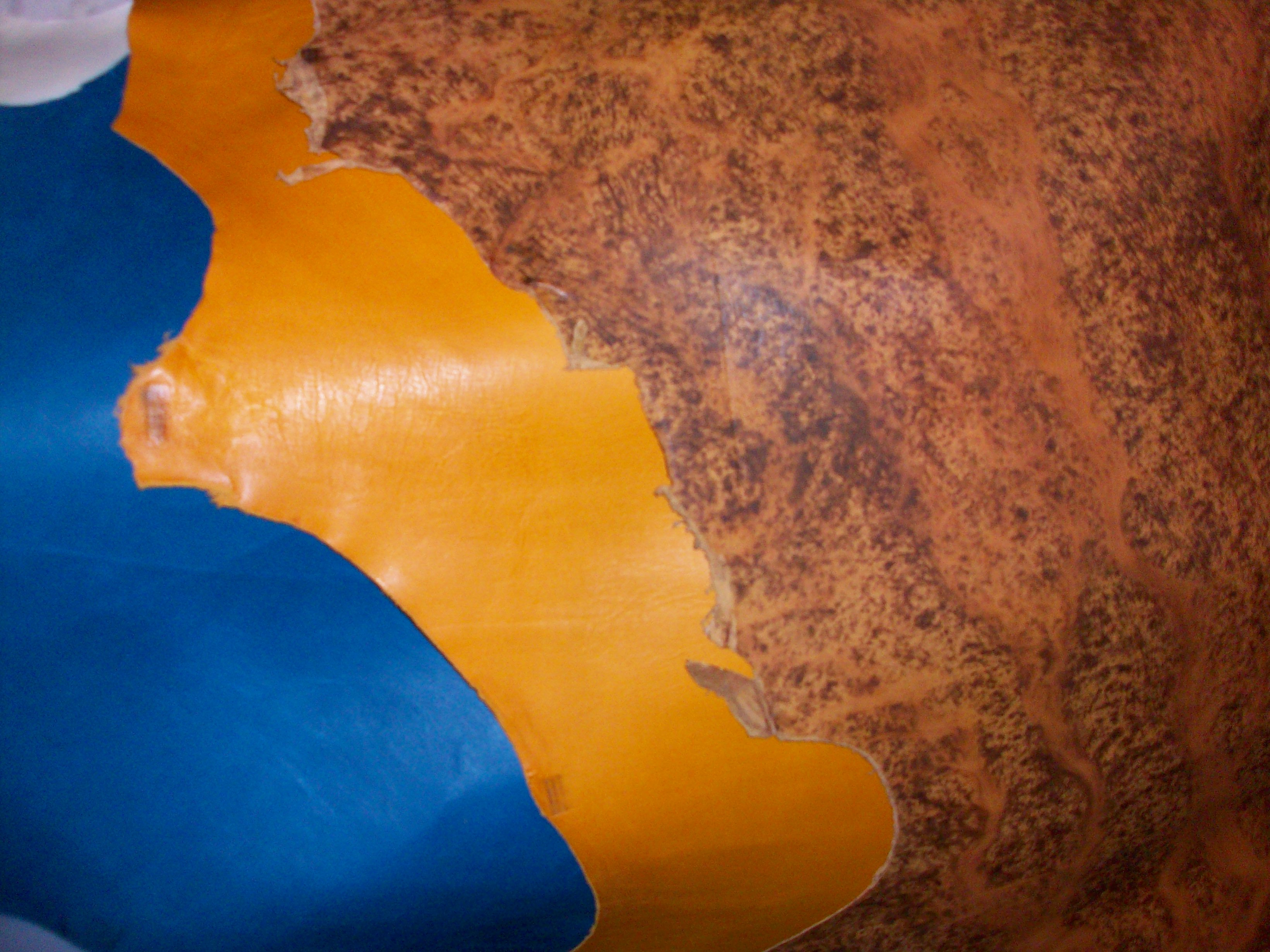
A indústria de curtumes conheceu no passado um forte desenvolvimento na região de Alcanena

A indústria de curtumes conheceu no passado um forte desenvolvimento na zona do Maciço. Existiu por exemplo até meados do século XX uma fábrica de cortumes na freguesia de Cortes, no distrito de Leiria, na Valieira, um vale situado em baixo do morro que da acesso à Serra da Senhora do Monte, que aproveitava as águas da ribeira formada pelo escoamento da chuva no flanco da serra. Nos anos 1970, devido à forte poluição das águas dos rios, houve uma concentração de todas as fábricas de curtumes da região em Alcanena. Ficava muito caro na altura construir sistemas de purificação das águas para unidades de produção demadiaso pequenas, o que a concentração num só sítio industrial permitia resolver. Alcanena, nomeadamente a freguesia de Minde, é desde então o mais importante centro da indústria de peles da região. O mesmo fenómeno parece ter ocorrido com a produção do papel, que foi concentrada em Alcanena. Ao longo dos anos, a indústria de curtumes tornou-se parte do patrimonio cultural da vila. Centenas de trabalhadores da indústria de curtumes de Alcanena participaram num projeto artístico que serviu de abertura, no dia 18 de Setembro, à edição 2014 do Festival Materiais Diversos (FMD). A economia da freguesia de Moitas Venda, ainda em Alcanena, conta também com algumas indústrias como curtumes, mas também têxteis e oleados. Também o artesanato é marcado pela indústria de peles: actualmente, são produzidos artesanalmente vários artigos em pele em Moitas Venda. Havia também tradicionalmente uma grande indústria de lã nas zonas de Minde e Mira de Aire.

### A indústria têxtil em Minde

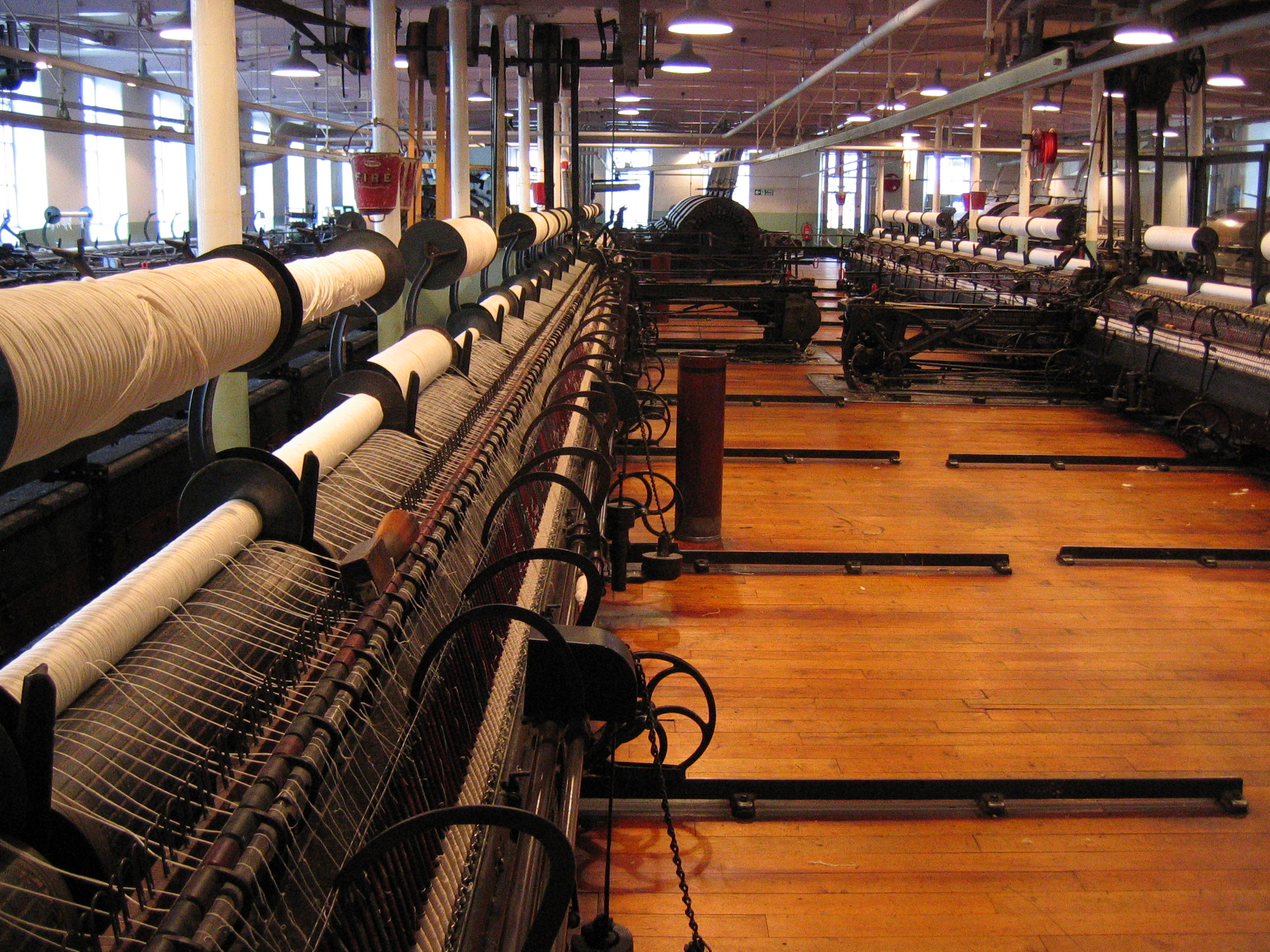
Desde o início do século XX os habitantes de Minde tiveram como principais fontes de riqueza a agricultura e a indústria têxtil

Desde o início do século XX os habitantes de Minde tiveram como principais fontes de riqueza a agricultura e a indústria têxtil. Esta segunda foi caracterizada, principalmente na 1ª metade do século, pela fabricação de mantas, as famosas Açorianas, e respectiva venda em grande parte do país por feirantes Mindericos. Na segunda metade do século a indústria têxtil minderica desenvolveu-se ao nível tecnológico na fabricação de malhas e fiação, o que lhe permitiu crescer tanto a nível populacional como da sua própria riqueza. Minde atingiu o seu pico produtivo no final da década de 80 do século XX. Nos últimos 15 anos, em consequência da abertura dos mercados imposta pela OMC, a indústria têxtil tem vindo a perder dimensão ano após ano. No entanto, mantém-se ainda uma grande dependência da vila nessa actividade.

### A indústria transformadora da Plataforma de Fátima (Santa Catarina da Serra, Arrabal e Cortes)
A nordeste do Maciço, a freguesia de Santa Catarina da Serra (e Chainça) destaca-se pelo seu dinamismo económico. Destacam-se sobretudo os sectores da construção civil e obras públicas, das estruturas metálicas, da transformação de madeiras e do comércio e reparação automóvel. Foi na freguesia de Santa Catarina da Serra que nasceu o Grupo Lena, um dos maiores grupos económicos do país, e o maior do distrito de Leiria, assim como outras empresas de dimensão assinalável.
Os sectores mais representativos da indústria transformadora da povoação de Santa Catarina da Serra são as madeiras, cortiça e mobiliário (25,9%), o material de transporte (14,8%), os metais e produtos metálicos (14,8%), as máquinas e aparelhos eléctricos e não eléctricos (11,1%) e os produtos não metálicos (11,1%). As actividades estão repartidas entre o lugar de Santa Catarina da Serra e os lugares circundantes. O lugar de Olivais por exemplo possui padaria, serração de madeiras, serralharia mecânica e oficina de motociclos. O ramo da construção e o comércio por Grosso e a Retalho são as grandes actividades económicas da população da Chainça, que esta associada desde 2013 à vila de Santa Catarina da Serra.
Ainda no concelho de Leiria, as principais actividades económicas da freguesia do Arrabal são o comércio por Grosso e a Retalho, a reparação de veículos (29%), a indústria transformadora (23%), os transportes, armazenagem e comunicações (14%) e a construção (12%). Na freguesia de Cortes, a zona do Pé-da-Serra, participa também da indústria dos produtos metálicos, com a fábrica de alumínios de Manuel O. Marques, situada no lugar da Abadia.

### A indústria do papel Renova em Almonda (Torres Novas)

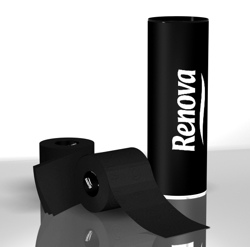
A fábrica de papel da Renova, que surgiu em Almonda (Torres Novas) no início do século XIX

Devido às condições naturais favoravéis apresentadas pelo Maciço, nomeadamente a abundância de água e possibilidade de obtenção de energia, em 1818, pela mão de Domingos Ardisson, surgiu em Almonda a fábrica de papel da Renova, importante pólo de desenvolvimento da região de Torres Novas e conhecida empresa a nível nacional e internacional. Apesar da expansão da empresa, a designada “fábrica velha” continua a laborar em Almonda.

### A Real Fábrica de cerâmica do Juncal (Porto de Mós)
Em 1770 foi fundada no Juncal uma fábrica de cerâmica. O seu fundador foi José Rodrigues da Silva e Sousa, e a fábrica obteve o título de Real em Setembro de 1784, fabricando loiça e azulejos. Os azulejos aqui fabricados estão espalhados um pouco por todo o país, havendo inclusivamente um livro que se dedica a dar a conhecer os painéis de azulejos de maior relevância produzidos e onde se encontram.

### As minas de carvão de pedra de Serro Ventoso (Porto de Mós)
Em Porto de Bezerra, pequeno lugar da freguesia de Serro Ventoso, foram descobertas há vários anos minas de carvão de pedra, que apesar de alguma impureza é aplicável à indústria, pelo que se promoveu a sua intensiva exploração.

### Extração de pedra na Serra dos Candeeiros (Porto de Mós e Alcobaça)

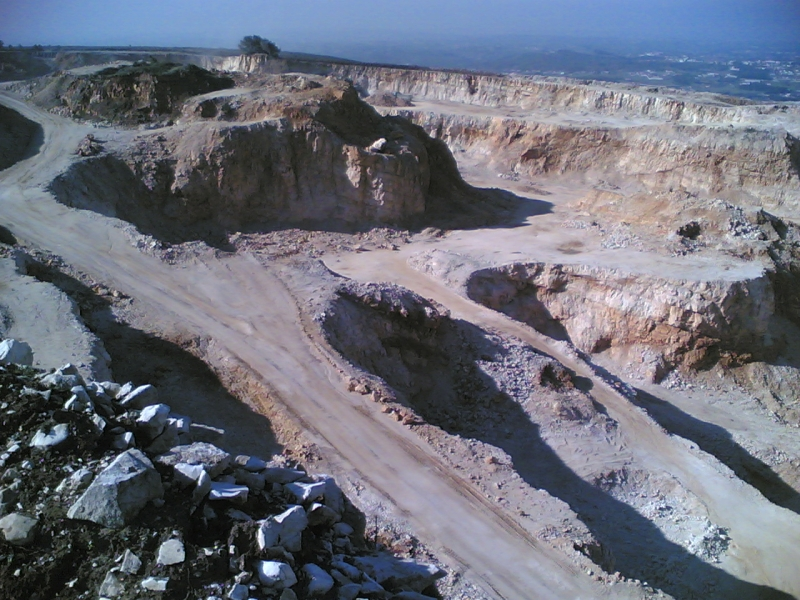
Pedreira na Serra dos Candeeiros, Rio Maior, Portugal

O Maciço Calcário Estremenho é uma importante area de extracção mineira. Nele "ocorre a maior extensão de afloramentos de rochas carbonatadas do Jurássico médio de Portugal, apesar dos calcários se distribuirem, em termos de idade, do Jurássico inferior ao Jurássico superior." “Realçam-se os do Jurássico médio pela extensão que ocupam e por, em geral, apresentarem cores claras e elevado grau de pureza. São o principal alvo de exploração de matéria-prima para o fabrico de cal e de rochas ornamentais. os principais núcleos de exploração verificam-se em Pé da Pedreira, Codaçal, Moleanos, Salgueiras (Arrimal-Mendiga), Fátima e Cabeça Veada”.
Segundo Carvalho e Falé (2006), a produção de calcários ornamentais na região de Pé da Pedreira, a sudoeste do Planalto de Santo António, sempre crescente, ronda as 300 000 toneladas / ano, “o que deverá corresponder a um valor comercial na ordem dos 20 milhões de Euros”. "Nesta área afloram essencialmente calcários de cores claras e elevado grau de pureza pertencentes à unidade Calcários de Pé da Pedreira, a qual corresponde a uma unidade lenticular da Formação Calcários Micríticos de Serra de Aire do Batoniano (Jurássico Médio). Estão limitados a Sul e Oeste por calcários de cores escuras e impuros do Jurássico superior, em contacto por falha. Tendo em vista a sua caracterização geo-económica, definiram-se 3 subunidades nesta área: Vidraços de Topo, Calcários Ornamentais e Vidraços de Base. São alvo de exploração industrial para diferentes fins: calcários ornamentais (blocos e calçada), cal, rações para animais e britas (“touvenant”)”.
Existem várias pedreiras na Serra dos Candeeiros. Uma  indústria de extração de pedra existe na freguesia de Arrimal-Mendiga, no concelho de Porto de Mós. A extração de pedra calcária é feita em Cabeça Veada, enquanto a pedra calcária é extraida em Salgueira. Também na parte da serra pertencente ao concelho de Alcobaça, a extração de pedra ganhou, desde meados do século XX, grande incremento nomeadamente pela abertura de inúmeras pedreiras, não só na região de Ataíja de Cima, ou na aldeia de Casais de Santa Teresa, mas em toda a região rochosa da Serra dos Candeeiros, levando a uma especialização profissional das populações. O ofício de cabouqueiro por exemplo, todo aquele que trabalha na pedreira colaborando na extração de pedra, foi e é aprendido e praticado por muitos homens da aldeia de Ataíja de Cima. Esta profissão é pois homenageada pelo Monumento ao Cabouqueiro, situado no Parque de Merendas (inaugurado no dia 25 de maio de 2008). Junto ao muro da quinta onde se eleva a Casa do Monge Lagareiro, existe um furo de água comunitário ladeado por antigos instrumentos de trabalho nas pedreiras da região.

### A indústria de serração e trabalho de transformação da pedra em Ataíja de Cima e Casais de Santa Teresa (Alcobaça)

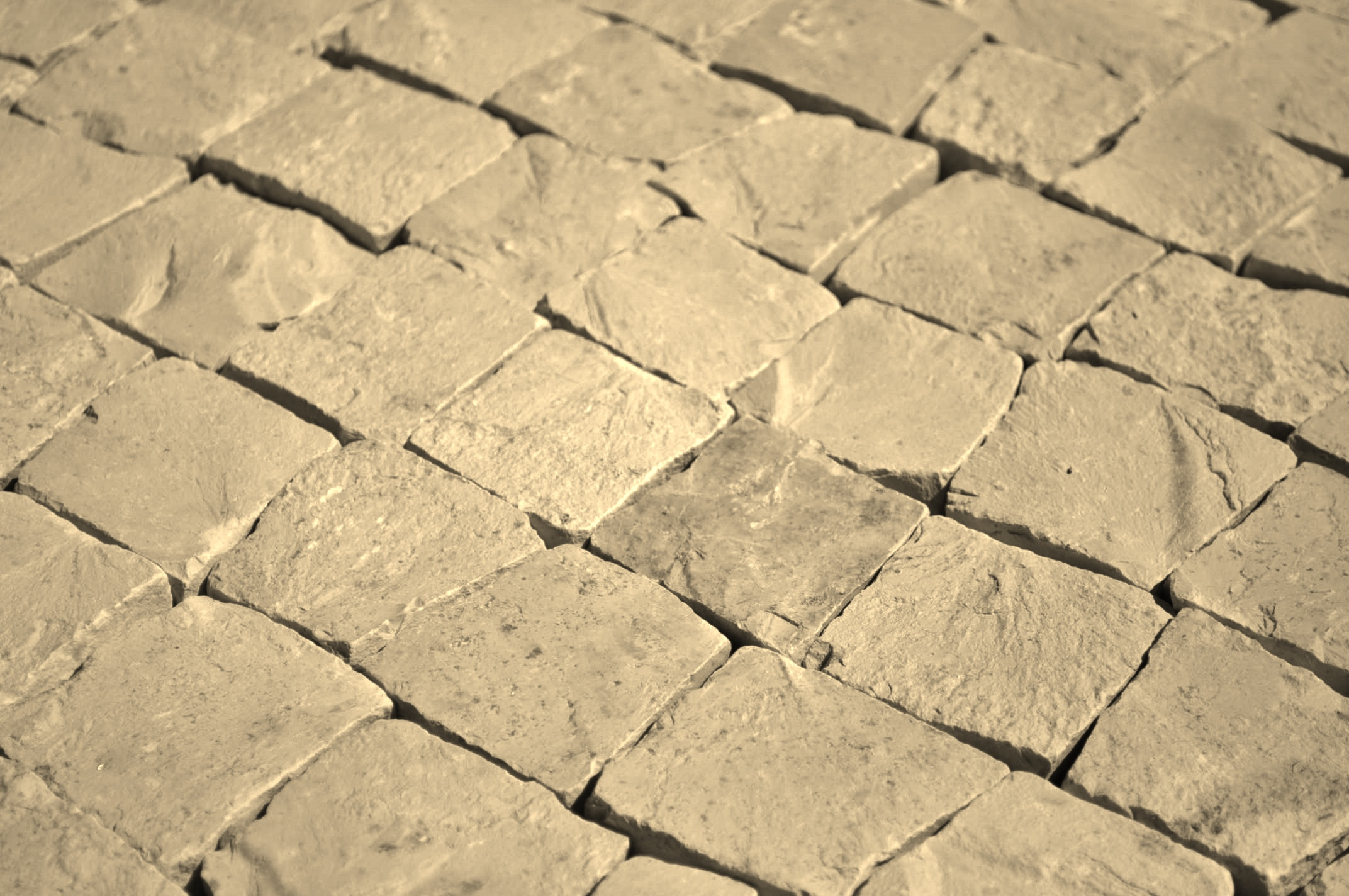
A indústria de serração e trabalho de transformação da pedra em Ataíja de Cima e Casais de Santa Teresa (Alcobaça)

Também a serração e o trabalho de transformação da própria pedra ganhou expressão na aldeia de Ataíja de Cima, que conta várias empresas ligadas a este ramo, com uma notável e moderna capacidade de transformação, tendo esta vindo a melhorar tecnologicamente ao longo do tempo. Fogões de sala, bancadas, cantarias, pavimentos, campas e jazigos, assim como outras aplicações da pedra têm sido o ofício de uma grande parte dos homens, sobretudo mais jovens, desta aldeia e não só. A Ataíja tem inclusive um tipo específico de pedra com o seu nome. De facto, extrai-se nesta terra o vidraço ataíja, que tem algumas variantes como o ataíja creme ou o ataíja azulino. Foram com efeito estas duas variantes do vidraço ataíja que entraram na pavimentação do espaço interior da grande Basílica da Santíssima Trindade, erigida no Santuário de Fátima, do outro lado do Maciço. Para além da aposta no mercado nacional, o produto deste trabalho tem também uma forte exportação para o estrangeiro.
Foi na década de 60 que se começou a desenvolver, na Ataíja e na região, a indústria de faianças de cerâmica. Teve um crescimento explosivo até aos anos 80, altura em que, existindo sete empresas deste ramo na freguesia de São Vicente de Aljubarrota, cinco delas se situavam na Ataíja de Cima. Dando emprego a centenas de pessoas, sobretudo jovens e até adolescentes, estas empresas mantiveram-se em atividade constante até finais dos anos 90, inícios do século XXI. Foi nesta altura que a crise económico-financeira levou ao encerramento de grande parte destas fábricas, restando atualmente na aldeia apenas duas em funcionamento.
A aldeia de Casais de Santa Teresa, na freguesia de São Vicente de Aljubarrota, vive ainda hoje, além da agricultura, da extracção e transformação da pedra.

### As Salinas da Fonte da Bica (Rio Maior)

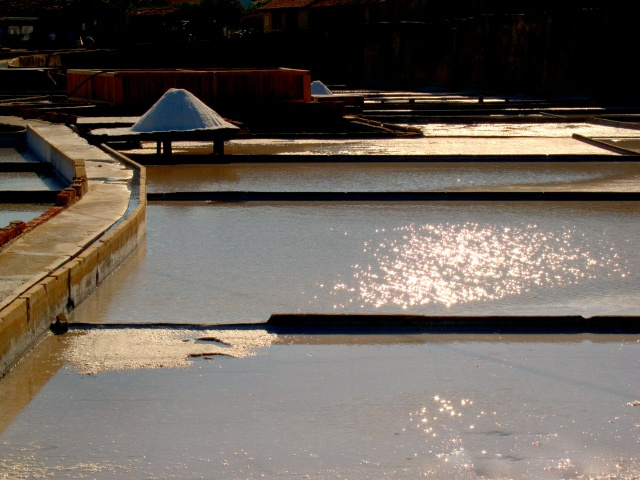
Salinas da Fonte da Bica, em Rio Maior

As Salinas Naturais de Rio Maior, também conhecidas como Salinas da Fonte da Bica, estão situadas no sopé da Serra dos Candeeiros, a três quilómetros de Rio Maior, em Portugal. Têm oito séculos de História. São compartimentos – talhos - feitos de cimento ou de pedra, de tamanho variado e pouco fundos, para onde, por regueiras, é conduzida a água salgada que se tira de um poço. Presentemente, a água é elevada por meio de um motor e distribuída segundo um sistema conjuntamente aceite e respeitado (nem sempre) por todos os proprietários. Os esgoteiros, as eiras e as casas de madeira para armazenagem do sal, completam o conjunto do que é denominado Marinhas de Sal de Rio Maior. Uma mina de sal-gema, muito extensa e profunda, segundo os técnicos, atravessada por uma corrente subterrânea que alimenta um poço, faz com que a água dele extraída seja salgada, sete vezes mais salgada que a do mar. Da sua exposição ao sol e ao vento e consequente evaporação da água obtêm-se o sal, depositado no fundo dos talhos e que depois é colocado em montes, em forma de pirâmides, para secar até ser recolhido. O processo é rudimentar e semelhante ao usado nas salinas da beira-mar. Só há diferença no vale pitoresco que as rodeia, no poço, no estilo próprio dos marinheiros (como são conhecidos os homens que trabalham nas salinas), nas casas de madeira e no ar campestre que se respira.

### Complexo Mineiro do Espadanal (Rio Maior)
O Complexo Mineiro do Espadanal é uma exploração de carvão, que esteve em actividade durante a maior marte do século XX, hoje abandonada e em reconversão, no concelho de Rio Maior. Em 1914/1915, com o início da 1ª Guerra Mundial, e em resposta à falta de combustíveis, é constituída Sociedade entre António Custódio dos Santos, Pedro Goucha, Silvino Ramos de Sequeira e João Ramos de Sequeira para pesquisas de carvão na Quinta da Várzea onde havia sido identificado um afloramento de lignite, procedendo-se à abertura do primeiro poço. Em 1916, procede-se à abertura de outro poço de pesquisas no sítio do Espadanal por Ayres Augusto Mesquita de Sá e Padre Hymalaia em busca de sais de potássio e descoberta a 30m de profundidade de camada de lignite avaliada em 12 metros de espessura. Em 1916, o Registo da Mina de Lignite do Espadanal é efectuado por António Custódio dos Santos. No ano seguinte, em 1917, acontece a assinatura da escritura de constituição de sociedade entre António Custódio dos Santos e a firma Leites, Sobrinhos & Ca., para a continuação de pesquisas na Mina do Espadanal. Em 1920, passa-se a escritura Publica de constituição da Empresa Industrial Carbonífera e Electrotécnica L.da (E.I.C.E.L.).
Em 1942, em plena 2ª Guerra Mundial, o governo publica o Decreto-lei nº 32270, através do qual as Minas de Rio Maior são chamadas a cumprir uma função de reserva de combustível nacional, determinando-se a sua exploração em larga escala e a construção de ramal ferroviário para transporte do minério entre Rio Maior e o Vale de Santarém. Em 1944, o rápido crescimento populacional de Rio Maior, resultante da admissão de operários em resposta à necessidade de aumento exponencial da extração mineira, com a migração de cerca de 1500 pessoas para Rio Maior, gera graves problemas sociais. A indústria mineira leva também à construção de infraestructuras. Em 1945, a via-férrea Rio Maior-Vale de Santarém é inaugurada, com um cais de embarque. no mesmo ano, é fundado o Clube de Futebol "Os Mineiros". 1955 marca o início da laboração da Fábrica de Briquetes. Em 1969, a exploração mineira é paralisada, em resultado de uma progressiva redução da produção, acompanhando a grave crise no sector dos carvões. Nos anos 1990, nasce o projecto de rehabiltação do complexo mineiro a fins patrimoniais e turísticos. Em 1999, a Câmara Municipal de Rio Maior faz a aquisição das diversas parcelas do couto mineiro, num total de 110.380m2. Em 2005, começa o Processo de Estudo e Salvaguarda do Património Mineiro Riomaiorense. Em 2006, o Instituto Português do Património Arquitetónico defende classificação da Fábrica de Briquetes como Património de Interesse Municipal.

### A indústria de fabricação de móveis e da cerâmica em Casal Pereiro (Alcobaça), Chancelaria (Torres Novas), Amiais de Baixo e Gançaria (Santarém)
No concelho de Alcobaça, Casal Pereiro é uma terra com ligação aos móveis, existindo muitas fábricas de pequena dimensão. Também a freguesia de Chancelaria (Torres Novas), tem indústrias de transformação da madeira e do mobiliário. No concelho de Santarém, a indústria da cerâmica e electrónica, junta com o mobiliário, são as principais fontes de riqueza da vila de Amiais de Baixo. O comércio e serviços são também, na vila, actividades com importância significativa. Na recente freguesia de Gançaria, junto com a agricultura e a pecuária, a indústria de transformação de madeiras, a indústria extractiva de caulinos e a cerâmica, desempenham, em finais do Séc. XX um papel muito importante na ocupação das gentes.

## Acessibilidades

### Por Alcanena
No nó da A1 Lisboa/ Porto, é possível aceder ao Maciço tomando a direcção de Alcanena, que se situa entre as Grutas de Santo António e Mira de Aire, a caminho de Fátima. O município de Alcanena é percorrido por uma rede viária com 340 km. No entanto, a AE 1 e a A23 constituem, indubitavelmente os dois eixos rodoviários mais importantes. Alcanena é ainda servida pela EN361, bem como outras estradas nacionais e municipais bem direccionadas que permitem uma boa acessibilidade, quer a outros pólos urbanos limítrofes, quer a todas as freguesias. O acesso para o Concelho e entre as freguesias é fácil, graças à razoável rede de transportes públicos existente.

### Em Porto de Mós
Em Porto de Mós, a estrada que vai para a serra de Santo António é o melhor ponto de interesse na freguesia de Alvados.

### O caminho de ferro de Serro Ventoso
Para a exploração das minas de carvão de pedra de Porto de Bezerra, pequeno lugar da freguesia de Serro Ventoso, tornou-se necessário também construir uma linha de ferro, de via reduzida, tendo em vista a ligação ao Alto da Serra da Pevide. Este caminho-de-ferro chegou a fazer o transporte de passageiros entre Porto de Mós e Martingança.

### No Reguengo do Fetal
O vale onde se encontra a povoação do Reguengo do Fetal é dominado por uma estrada calcante, que chega aos cumes do Planalto de São Mamede (Serra de Aire). Pela sua situação geográfica Reguengo do Fetal é sem dúvida uma freguesia privilegiada pelas suas vistas de uma beleza surpreendente. A povoação é composta por um conjunto de moradias, dispostas em forma de concha na escarpa da falha do Reguengo do Fetal.

### Em Leiria

#### Por Leiria
A partir de Leiria, ao sair da cidade pela IP 1 (Lapa e Pousous), a autoestrada A1 permite entrar na Plataforma de Fátima passando por Santa Catarina da Serra, Fátima, onde muda de estatuto para se tornar estrada IP 1, E 1 e depois E 80, até Minde e à Serra de Aire. Do outro lado da cidade de Leiria, a autoestrada A 19 vai até Chão da Feira, e a partir de aí até à Serra dos Candeeiros, Porto de Mós e ao Planalto de Santo António.

#### Pela serra da Senhora do Monte

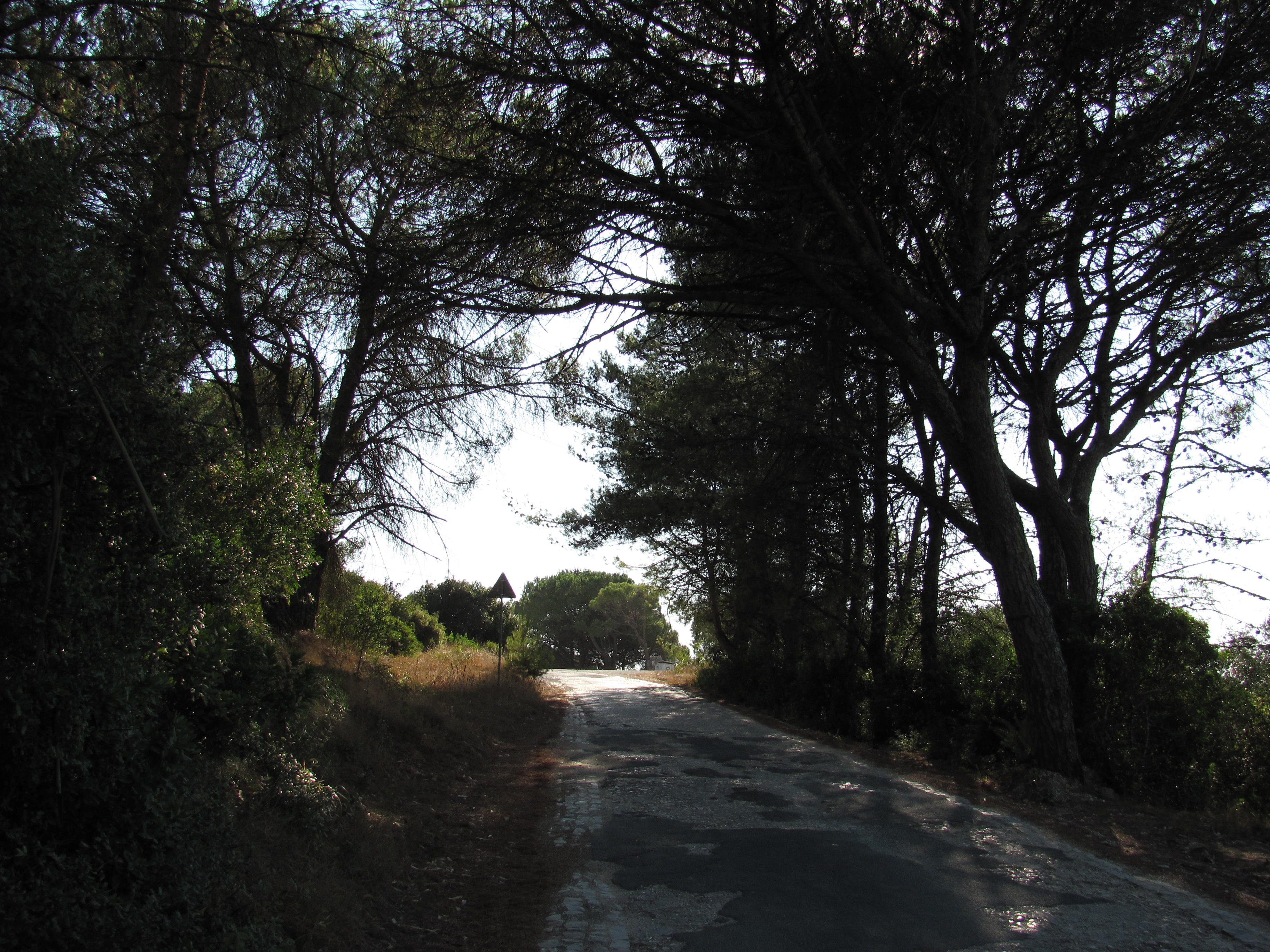
Estrada M 1250 1, chamada Estrada da Senhora do Monte, ou Rua da Senhora do Monte, é uma pista alcatroada que atraverssa a serra da Senhora do Monte e liga a freguesia de Cortes ao Casal dos Lobos, à Chainça e a Fátima

Partindo de Cortes (Leiria), a estrada alcatroada M 1250 1 (depois CM 1250 1), chamada Estrada da Senhora do Monte, ou Rua da Senhora do Monte, atravessa a Plataforma de Fátima (serra da Senhora do Monte) no sentido noroeste-sudeste. É uma autêntica estrada serrana. Permite ligar a localidade de Abadia (Cortes, Leiria) ao Casal dos Lobos e à Chainça, e depois à Perulheira, ao Reguengo do Fetal, a Santa Catarina da Serra e sobretudo a Fátima apanhando a estrada nacional N 357, a IC 9 ou a autoestrada A1. A rua Diogo Gil e a Estrada do Pé-da-Serra permitem aos habitantes de Cortes, Fontes e das localidades vizinhas subir de carro para a serra da Senhora do Monte e ir ter com a estrada M 1250 1.
Apesar do seu caracter hóstil, a serra da Senhora do Monte constitui desde sempre a via de acesso mais rápida para ir a pé ou de carro das Cortes ao Casal dos Lobos, à Chainça e a Fátima.
Partindo da Abadia (Cortes), na última curva antes de chegar à capela de Nossa Senhora do Monte, começava antigamente o "carreiro dos Mindricos", que atravessava a Serra da Senhora do Monte. Aí, passando pela Tindeira (ou Terreiro das Bruxas), seguia-se para Fátima, passando pela Lagoa do Boi, pela Lagoa do Barçal, os Casais Lobo, indo ter à estrada que vem do Reguengo do Fetal em direcção a Fátima.

#### Outras vias de acesso por Cortes e Leiria
Também a Estrada Principal de Cortes (Leiria) vai ter com a estrada M 544, chamada Rua Nossa Senhora de Fátima, que passa pelo Soutocico, o Arrabal e Lagoa, e entra pela serra adentro, até à Chainça, onde apanha a IC 9 e a autoestrada A1.
Outra via de acesso de Leiria e Cortes ao maciço é a estrada N 356-2, que segue a encosta da serra e o leito do rio Lis (vale do Lis), atravessa a povoação de Cortes, passa pelo Rio Seco e a Alcaidaria, e chega ao Reguengo do Fetal pelo troço principal da estrada nacional N 356.

## Pessoas ligadas ao Maciço Calcário Estremenho
- Luís Amado (1953), economista e político português (Vila de Porto de Mós)
- Pedro Durão (1991), comediante/humorista (Vila de Porto de Mós)
- A família do poeta leiriense Afonso Lopes Vieira tinha casa e terras no lugar serrano da Abadia, na freguesia de Cortes, na parte norte do Maciço, onde dava trabalho à população local. Ainda hoje o solar que esta no ângulo da rua Diogo Gil e da rua dos Abades é conhecido por "casa dos Lopes Vieira" (Cortes, Leiria)
- Padre Manuel Luís (1926-1981), mais influente e profícuo compositor nacional de música sacra (Turquel, Alcobaça)[97]
- Viveu e trabalhou em Turquel (Alcobaça) o pintor expressionista Adriano de Sousa Lopes, nascido em Leiria em 1879 e falecido em Lisboa em 1944. Autor de vasta obra, hoje patente, sobretudo, no Museu do Chiado, em Lisboa, o artista deixou parentes turquelenses e ainda hoje a família Sousa Lopes é bem conhecida em Turquel. Em Fevereiro de 2007, um dos seus quadros mais marcantes, «Procissão no Turcifal», foi adquirido, em leilão, por um licitante anónimo, pela vultosa quantia de 125 mil euros.
- Professor José Diogo Ribeiro, historiador de Turquel (Alcobaça), com obra publicada, de onde se destaca «Memórias de Turquel». Tem uma rua com o seu nome e uma placa alusiva à sua vida e obra na casa onde viveu.
- Vários soldados originarios de Turquel (Alcobaça) estiveram na Flandres, durante a I Guerra Mundial, onde combateram com bravura, reconhecida por condecorações várias. Entre outros, destacou-se o ilustre Capitão Mendes.
- Lúcia de Jesus dos Santos, Francisco Marto e Jacinta Marto, conhecidos como "os três pastorinhos" ou "os Videntes" de Fátima. Depois de divulgadas as Aparições de Fátima, tornaram-se mudialmente conhecidos, originando a criação do Santuário de Fátima na Cova de Iria, onde viviam.